# VVV-Venlo in het seizoen 2022/23
Dit artikel geeft een overzicht van VVV-Venlo in het seizoen 2022/2023.

## Selectie 2022 – 2023
| Nr.           | Naam                    | Nat.      | Geb. dat.  | Contract |
| Keepers       | Keepers                 | Keepers   | Keepers    | Keepers  |
| ------------- | ----------------------- | --------- | ---------- | -------- |
| 1             | Ennio van der Gouw      | Nederland | 14-02-2000 | 2024     |
| 22            | Tim Schrick             | Duitsland | 25-09-2003 | amateur  |
| 30            | Jens Craenmehr          | Nederland | 30-04-2002 | 2023     |
| 38            | Lukáš Zima              | Tsjechië  | 09-01-1994 | 2023     |
| Verdedigers   |                         |           |            |          |
| 2             | Brian Koglin            | Duitsland | 07-01-1997 | 2023     |
| 3             | Sem Dirks               | Nederland | 14-03-2001 | 2024     |
| 4             | Rick Ketting            | Nederland | 15-01-1996 | 2025     |
| 5             | Simon Janssen           | Nederland | 25-09-2000 | 2024     |
| 17            | Tristan Dekker          | Nederland | 27-03-1998 | 2023     |
| 18            | Robin Lathouwers        | Nederland | 09-03-2000 | 2025     |
| 20            | Jens Jacobs             | Nederland | 19-11-2003 | amateur  |
| 20            | Diego van Zutphen       | Nederland | 28-03-2005 | amateur  |
| 21            | Ian Hussein Ngobi       | Nederland | 11-04-2002 | amateur  |
| 25            | Stan Henderikx          | Nederland | 08-07-2003 | amateur  |
| 31            | Jur Theunissen          | Nederland | 27-03-2001 | amateur  |
| 32            | Ruben Martens-Fleurkens | Duitsland | 11-12-2003 | amateur  |
| Middenvelders |                         |           |            |          |
| 6             | Mitchell van Rooijen    | Nederland | 22-12-1998 | 2023     |
| 7             | Carl Johansson          | Zweden    | 17-06-1998 | 2023     |
| 8             | Kees de Boer            | Nederland | 13-05-2000 | 2023     |
| 12            | Joep Kluskens           | Nederland | 09-11-2002 | 2024     |
| 13            | Richard Sedláček        | Tsjechië  | 21-06-1999 | 2025     |
| 14            | Levi Smans              | Nederland | 25-03-2003 | 2025     |
| 16            | Robert Klaasen          | Nederland | 06-09-1993 | 2024     |
| 23            | Daan Huisman            | Nederland | 26-07-2002 | gehuurd  |
| 24            | Luuk Vosselman          | Nederland | 20-05-2004 | amateur  |
| 24            | Berkan Bartu            | Turkije   | 08-07-2003 | amateur  |
| Aanvallers    |                         |           |            |          |
| 9             | Sven Braken             | Nederland | 12-06-1993 | 2023     |
| 10            | Nick Venema             | Nederland | 09-04-1999 | 2025     |
| 11            | Thijme Verheijen        | Nederland | 13-04-2003 | 2024     |
| 19            | Yahcuroo Roemer         | Nederland | 22-07-2001 | 2024     |
| 21            | Kristófer Kristinsson   | IJsland   | 07-04-1999 | 2023     |
| 24            | Aaron Bastiaans         | Nederland | 04-04-2002 | 2023     |
| 27            | Martijn Berden          | Nederland | 29-07-1997 | gehuurd  |
| 29            | Özcan Yaşar             | Turkije   | 13-01-2002 | 2023     |
| 33            | Levi Titulaer           | Nederland | 21-08-2003 | amateur  |
| 33            | Melano Thier            | Nederland | 07-06-2002 | amateur  |
| 34            | Soulyman Allouch        | Marokko   | 26-01-2002 | 2026     |

### Aangetrokken spelers
| Nat.     | Naam                    | Van              | Bijzonderheden                    |
| Zomer    | Zomer                   | Zomer            | Zomer                             |
| -------- | ----------------------- | ---------------- | --------------------------------- |
| NL       | Aaron Bastiaans         | Helmond Sport    | Was verhuurd                      |
| NL       | Sem Dirks               | AZ               | Was al gehuurd met optie tot koop |
| NL       | Ennio van der Gouw      | FC Twente        | Transfervrij                      |
| NL       | Daan Huisman            | Vitesse          | Gehuurd                           |
| NL       | Rick Ketting            | FC Inter Turku   | Onbekend                          |
| NL       | Robert Klaasen          | Roda JC Kerkrade | Transfervrij                      |
| IS       | Kristófer Kristinsson   | SønderjyskE      | Transfervrij                      |
| DE       | Ruben Martens-Fleurkens | VVV O18          | Amateur                           |
| NL       | Jur Theunissen          | VVV O21          | Amateur                           |
| NL       | Nick Venema             | FC Utrecht       | Was al gehuurd                    |
| TR       | Özcan Yaşar             | NAC Breda O21    | Transfervrij                      |
| Najaar   |                         |                  |                                   |
| DE       | Tim Schrick             | VVV O21          | Amateur                           |
| NL       | Luuk Vosselman          | VVV O21          | Amateur                           |
| Winter   |                         |                  |                                   |
| MA       | Soulyman Allouch        | Jong AZ          | Onbekend                          |
| NL       | Martijn Berden          | Go Ahead Eagles  | Gehuurd                           |
| NL       | Robin Lathouwers        | Jong AZ          | Onbekend                          |
| Voorjaar |                         |                  |                                   |
| TR       | Berkan Bartu            | VVV O21          | Amateur                           |
| SR       | Melano Thier            | VVV O21          | Amateur                           |
| NL       | Diego van Zutphen       | VVV O18          | Amateur                           |

### Vertrokken spelers
| Nat.   | Naam              | Naar                | Bijzonderheden                         |
| Zomer  | Zomer             | Zomer               | Zomer                                  |
| ------ | ----------------- | ------------------- | -------------------------------------- |
| NL     | Rayan El Azrak    | FC Utrecht          | Was gehuurd                            |
| NL     | Aaron Bastiaans   | VV UNA              | Contract ontbonden                     |
| NL     | Delano van Crooij | Sparta Rotterdam    | Transfervrij                           |
| NL     | Stan van Dijck    | 1. FC Phönix Lübeck | Transfervrij                           |
| NL     | Wassim Essanoussi | Helmond Sport       | Transfervrij                           |
| AL     | Ertan Hajdaraj    | VVV O21             | Amateur                                |
| NL     | Yannick Leliendal | Jong FC Utrecht     | Transfervrij, was verhuurd aan TOP Oss |
| NL     | Joep Munsters     | SV Straelen         | Transfervrij                           |
| NL     | Niek Munsters     | SV Straelen         | Transfervrij                           |
| NL     | Lars Nabbe        | Geen                | Gestopt                                |
| DE     | Tobias Pachonik   | Stabæk Fotball      | Transfervrij                           |
| NL     | Joël Roeffen      | Achilles '29        | Transfervrij                           |
| NL     | Joeri Schroijen   | Willem II           | Onbekend                               |
| DE     | Jonas Theuerzeit  | VVV O21             | Amateur                                |
| NL     | Bram Verbong      | Geen                | Gestopt                                |
| Najaar |                   |                     |                                        |
| NL     | Ian Hussein Ngobi | Achilles '29        | Transfervrij                           |
| Winter |                   |                     |                                        |
| NL     | Levi Titulaer     | Onbekend            | Transfervrij                           |

### Staf
| Rick Kruys       | hoofdtrainer                     |
| Jay Driessen     | assistent-trainer                |
| Frank van Kempen | assistent-trainer                |
| John Roox        | keeperstrainer                   |
| Ferry de Regt    | teammanager                      |
| Roel Engelen     | teammanager                      |
| Joeri Janssen    | trainer O21                      |
| Roger Bongaerts  | manager ontwikkeling & prestatie |
| Marc van Hintum  | hoofd scouting                   |
| Stan Valckx      | scout                            |
| Perrin Hendrix   | performance coach                |
| Hessel Verhoeven | video-analist                    |
| Michiel de Wit   | data-analist                     |
| Hans Kuijpers    | fysiotherapeut                   |
| Falk Louwers     | fysiotherapeut                   |
| Rinus Louwers    | fysiotherapeut                   |
| Marc Prudon      | teamarts                         |
| Rolf Timmermans  | teamarts                         |

## Wedstrijden

### Eerste Divisie
Speelronde 1:
| vrijdag 5 augustus 2022, 20:00                                        | VVV-Venlo                                           | 3-0 (2-0) | Almere City | Opstelling VVV-Venlo | Opstelling Almere City |  |
| Stadion: Stadion De Koel, Venlo Toeschouwers: 4.155 Arbiter: Gerrets  | De Boer 7' Braken 32' (pen.) Van Bruggen 70' (e.d.) |           |             | Zima, Sedláček 87' 88' ( Jacobs), Ketting, Dirks, Janssen 50', Johansson 66' ( Roemer), Klaasen, De Boer, Verheijen 66' ( Kluskens), Venema 45+1' 87' ( Smans), Braken 75' ( Yaşar) RESERVEBANK: Van der Gouw, Craenmehr, Koglin, Ngobi, Van Rooijen | Bakker 31', Akujobi 76' ( Grootfaam), Van Bruggen, Jacobs, Poll 76' ( Royo), Post 18' ( Esajas 43'), Resink, Duijvestijn, Alhaft 76' ( Kromah), Wildeboer 68' ( Hilterman), Mattoir RESERVEBANK: Etemadi, Keller, Pinas, Ritmeester van de Kamp, Receveur, Pascu, Pouwels, Van Hoeven |  |
| Stadion: Stadion De Koel, Venlo Toeschouwers: 4.155 Arbiter: Gerrets  |                                                     |           |             | Zima, Sedláček 87' 88' ( Jacobs), Ketting, Dirks, Janssen 50', Johansson 66' ( Roemer), Klaasen, De Boer, Verheijen 66' ( Kluskens), Venema 45+1' 87' ( Smans), Braken 75' ( Yaşar) RESERVEBANK: Van der Gouw, Craenmehr, Koglin, Ngobi, Van Rooijen | Bakker 31', Akujobi 76' ( Grootfaam), Van Bruggen, Jacobs, Poll 76' ( Royo), Post 18' ( Esajas 43'), Resink, Duijvestijn, Alhaft 76' ( Kromah), Wildeboer 68' ( Hilterman), Mattoir RESERVEBANK: Etemadi, Keller, Pinas, Ritmeester van de Kamp, Receveur, Pascu, Pouwels, Van Hoeven |  |
| Stadion: Stadion De Koel, Venlo Toeschouwers: 4.155 Arbiter: Gerrets  |                                                     |           |             | Zima, Sedláček 87' 88' ( Jacobs), Ketting, Dirks, Janssen 50', Johansson 66' ( Roemer), Klaasen, De Boer, Verheijen 66' ( Kluskens), Venema 45+1' 87' ( Smans), Braken 75' ( Yaşar) RESERVEBANK: Van der Gouw, Craenmehr, Koglin, Ngobi, Van Rooijen | Bakker 31', Akujobi 76' ( Grootfaam), Van Bruggen, Jacobs, Poll 76' ( Royo), Post 18' ( Esajas 43'), Resink, Duijvestijn, Alhaft 76' ( Kromah), Wildeboer 68' ( Hilterman), Mattoir RESERVEBANK: Etemadi, Keller, Pinas, Ritmeester van de Kamp, Receveur, Pascu, Pouwels, Van Hoeven |  |
| Bijz.: Competitiedebuut Ketting, Klaasen, Yaşar en Jacobs namens VVV. |                                                     |           |             | | |  |

Speelronde 2:
| vrijdag 12 augustus 2022, 20:00                                              | De Graafschap | 1-2 (1-1) | VVV-Venlo                       | Opstelling De Graafschap | Opstelling VVV-Venlo |  |
| Stadion: De Vijverberg, Doetinchem Toeschouwers: 9.543 Arbiter: Van de Graaf | Neghli 18'    |           | 41' Verheijen 55' (pen.) Braken | Jurjus, Schouten, Fortes, Hillen, Schenk 81' ( Haen), Bouihrouchane 72' ( Benschop), De Jong 76' ( Önal), Brittijn, Neghli, Gravenberch 81' ( Kaandorp), Korte 81' ( Acheffay) RESERVEBANK: Wieggers, Bakker, Lammers, Baas, Schuurman, Yadir, Van der Heiden | Zima, Sedláček 64' ( Koglin), Ketting, Dirks, Janssen, Klaasen, De Boer, Verheijen 64' ( Kluskens), Johansson 46' ( Roemer), Venema 77' ( Yaşar), Braken 90+4' ( Van Rooijen) RESERVEBANK: Van der Gouw, Craenmehr, Jacobs, Ngobi, Smans |  |
| Stadion: De Vijverberg, Doetinchem Toeschouwers: 9.543 Arbiter: Van de Graaf |               |           |                                 | Jurjus, Schouten, Fortes, Hillen, Schenk 81' ( Haen), Bouihrouchane 72' ( Benschop), De Jong 76' ( Önal), Brittijn, Neghli, Gravenberch 81' ( Kaandorp), Korte 81' ( Acheffay) RESERVEBANK: Wieggers, Bakker, Lammers, Baas, Schuurman, Yadir, Van der Heiden | Zima, Sedláček 64' ( Koglin), Ketting, Dirks, Janssen, Klaasen, De Boer, Verheijen 64' ( Kluskens), Johansson 46' ( Roemer), Venema 77' ( Yaşar), Braken 90+4' ( Van Rooijen) RESERVEBANK: Van der Gouw, Craenmehr, Jacobs, Ngobi, Smans |  |
| Stadion: De Vijverberg, Doetinchem Toeschouwers: 9.543 Arbiter: Van de Graaf |               |           |                                 | Jurjus, Schouten, Fortes, Hillen, Schenk 81' ( Haen), Bouihrouchane 72' ( Benschop), De Jong 76' ( Önal), Brittijn, Neghli, Gravenberch 81' ( Kaandorp), Korte 81' ( Acheffay) RESERVEBANK: Wieggers, Bakker, Lammers, Baas, Schuurman, Yadir, Van der Heiden | Zima, Sedláček 64' ( Koglin), Ketting, Dirks, Janssen, Klaasen, De Boer, Verheijen 64' ( Kluskens), Johansson 46' ( Roemer), Venema 77' ( Yaşar), Braken 90+4' ( Van Rooijen) RESERVEBANK: Van der Gouw, Craenmehr, Jacobs, Ngobi, Smans |  |
|                                                                              |               |           |                                 | | |  |

Speelronde 3:
| zondag 21 augustus 2022, 12:15                                        | VVV-Venlo | 0-4 (0-2) | PEC Zwolle                                                   | Opstelling VVV-Venlo | Opstelling PEC Zwolle |  |
| Stadion: Stadion De Koel, Venlo Toeschouwers: 5.054 Arbiter: Hensgens |           |           | 23' (pen.) Van Polen 45+4' Huiberts 53' Görlich 80' Caschili | Zima, Koglin, Ketting, Dirks 12' ( Jacobs 23', 34'), Janssen, Klaasen 79', De Boer, Verheijen 46' ( Sedláček), Roemer 20' 55' ( Van Rooijen 67'), Venema 71' ( Yaşar), Braken 71' ( Johansson) RESERVEBANK: Van der Gouw, Craenmehr, Ngobi, Kluskens, Smans | Schendelaar, Van Polen 80' ( Chirino), Görlich, Beelen, Van Hintum, Huiberts, Van den Belt, Tutuarima 46' ( D. van den Berg), Vellios 62' ( Međunjanin), Taha 62' ( Thy), Mrkonjić 77' ( Caschili) RESERVEBANK: Hauptmeijer, Verduin, R. van den Berg, Guezen, Kaparos, Reijnders, Landu |  |
| Stadion: Stadion De Koel, Venlo Toeschouwers: 5.054 Arbiter: Hensgens |           |           |                                                              | Zima, Koglin, Ketting, Dirks 12' ( Jacobs 23', 34'), Janssen, Klaasen 79', De Boer, Verheijen 46' ( Sedláček), Roemer 20' 55' ( Van Rooijen 67'), Venema 71' ( Yaşar), Braken 71' ( Johansson) RESERVEBANK: Van der Gouw, Craenmehr, Ngobi, Kluskens, Smans | Schendelaar, Van Polen 80' ( Chirino), Görlich, Beelen, Van Hintum, Huiberts, Van den Belt, Tutuarima 46' ( D. van den Berg), Vellios 62' ( Međunjanin), Taha 62' ( Thy), Mrkonjić 77' ( Caschili) RESERVEBANK: Hauptmeijer, Verduin, R. van den Berg, Guezen, Kaparos, Reijnders, Landu |  |
| Stadion: Stadion De Koel, Venlo Toeschouwers: 5.054 Arbiter: Hensgens |           |           |                                                              | Zima, Koglin, Ketting, Dirks 12' ( Jacobs 23', 34'), Janssen, Klaasen 79', De Boer, Verheijen 46' ( Sedláček), Roemer 20' 55' ( Van Rooijen 67'), Venema 71' ( Yaşar), Braken 71' ( Johansson) RESERVEBANK: Van der Gouw, Craenmehr, Ngobi, Kluskens, Smans | Schendelaar, Van Polen 80' ( Chirino), Görlich, Beelen, Van Hintum, Huiberts, Van den Belt, Tutuarima 46' ( D. van den Berg), Vellios 62' ( Međunjanin), Taha 62' ( Thy), Mrkonjić 77' ( Caschili) RESERVEBANK: Hauptmeijer, Verduin, R. van den Berg, Guezen, Kaparos, Reijnders, Landu |  |
|                                                                       |           |           |                                                              | | |  |

Speelronde 4:
| vrijdag 26 augustus 2022, 20:00                                       | TOP Oss            | 1-2 (1-1) | VVV-Venlo                  | Opstelling TOP Oss | Opstelling VVV-Venlo |  |
| Stadion: Frans Heesenstadion, Oss Toeschouwers: 1.668 Arbiter: Timmer | Mathieu 21' (pen.) |           | 41' Verheijen 90+3' Venema | Jansen, David 68', Piqué 59', Van Eijma 50', Van der Sluys, Stuy van den Herik , Dekker, Mathieu, Van der Sluijs 71' ( Sanches 84'), Lake 40' 71' ( Leidsman), Ladan 76' ( Margaritha) RESERVEBANK: Alblas, Van Meurs, Hilderink, Abdat, Leeflang, Musaba, Gündüz, Beekman, Allemeersch | Zima, Sedláček 20', Ketting, Koglin, Janssen, Klaasen, De Boer 87' ( Van Rooijen), Verheijen 78' ( Johansson), Roemer 73' ( Yaşar), Venema, Braken RESERVEBANK: Van der Gouw, Craenmehr, Ngobi, Henderikx, Kluskens, Smans |  |
| Stadion: Frans Heesenstadion, Oss Toeschouwers: 1.668 Arbiter: Timmer |                    |           |                            | Jansen, David 68', Piqué 59', Van Eijma 50', Van der Sluys, Stuy van den Herik , Dekker, Mathieu, Van der Sluijs 71' ( Sanches 84'), Lake 40' 71' ( Leidsman), Ladan 76' ( Margaritha) RESERVEBANK: Alblas, Van Meurs, Hilderink, Abdat, Leeflang, Musaba, Gündüz, Beekman, Allemeersch | Zima, Sedláček 20', Ketting, Koglin, Janssen, Klaasen, De Boer 87' ( Van Rooijen), Verheijen 78' ( Johansson), Roemer 73' ( Yaşar), Venema, Braken RESERVEBANK: Van der Gouw, Craenmehr, Ngobi, Henderikx, Kluskens, Smans |  |
| Stadion: Frans Heesenstadion, Oss Toeschouwers: 1.668 Arbiter: Timmer |                    |           |                            | Jansen, David 68', Piqué 59', Van Eijma 50', Van der Sluys, Stuy van den Herik , Dekker, Mathieu, Van der Sluijs 71' ( Sanches 84'), Lake 40' 71' ( Leidsman), Ladan 76' ( Margaritha) RESERVEBANK: Alblas, Van Meurs, Hilderink, Abdat, Leeflang, Musaba, Gündüz, Beekman, Allemeersch | Zima, Sedláček 20', Ketting, Koglin, Janssen, Klaasen, De Boer 87' ( Van Rooijen), Verheijen 78' ( Johansson), Roemer 73' ( Yaşar), Venema, Braken RESERVEBANK: Van der Gouw, Craenmehr, Ngobi, Henderikx, Kluskens, Smans |  |
| Bijz.: Jacobs automatisch geschorst na 2× geel in 1 wedstrijd.        |                    |           |                            | | |  |

Speelronde 5:
| vrijdag 2 september 2022, 20:00                                          | VVV-Venlo               | 2-1 (1-0) | Jong FC Utrecht | Opstelling VVV-Venlo | Opstelling Jong FC Utrecht |  |
| Stadion: Stadion De Koel, Venlo Toeschouwers: 3.786 Arbiter: Eijgelsheim | Braken 24' Koglin 90+3' |           | 52' Mamengi     | Zima, Sedláček 62' ( Dekker), Ketting, Koglin, Janssen, Klaasen 77' ( Johansson), De Boer 62' ( Van Rooijen 90'), Huisman 77' ( Yaşar 80'), Venema, Braken , Verheijen 36' 62' ( Roemer 87') RESERVEBANK: Van der Gouw, Craenmehr, Jacobs, Kluskens, Smans | De Keijzer, Eersteling 45', Rawlins, Mamengi 72' ( Vertrouwd), Meissen, Lottin 71' ( Edhart), Ikeshita 42', Leliendal 85', Sanches Fernandes, Rijks 46' ( Versluis), Reijnders RESERVEBANK: Gadellaa, Van der Heijden, Jenner, Van Eldik, Felicia, Oehlers |  |
| Stadion: Stadion De Koel, Venlo Toeschouwers: 3.786 Arbiter: Eijgelsheim |                         |           |                 | Zima, Sedláček 62' ( Dekker), Ketting, Koglin, Janssen, Klaasen 77' ( Johansson), De Boer 62' ( Van Rooijen 90'), Huisman 77' ( Yaşar 80'), Venema, Braken , Verheijen 36' 62' ( Roemer 87') RESERVEBANK: Van der Gouw, Craenmehr, Jacobs, Kluskens, Smans | De Keijzer, Eersteling 45', Rawlins, Mamengi 72' ( Vertrouwd), Meissen, Lottin 71' ( Edhart), Ikeshita 42', Leliendal 85', Sanches Fernandes, Rijks 46' ( Versluis), Reijnders RESERVEBANK: Gadellaa, Van der Heijden, Jenner, Van Eldik, Felicia, Oehlers |  |
| Stadion: Stadion De Koel, Venlo Toeschouwers: 3.786 Arbiter: Eijgelsheim |                         |           |                 | Zima, Sedláček 62' ( Dekker), Ketting, Koglin, Janssen, Klaasen 77' ( Johansson), De Boer 62' ( Van Rooijen 90'), Huisman 77' ( Yaşar 80'), Venema, Braken , Verheijen 36' 62' ( Roemer 87') RESERVEBANK: Van der Gouw, Craenmehr, Jacobs, Kluskens, Smans | De Keijzer, Eersteling 45', Rawlins, Mamengi 72' ( Vertrouwd), Meissen, Lottin 71' ( Edhart), Ikeshita 42', Leliendal 85', Sanches Fernandes, Rijks 46' ( Versluis), Reijnders RESERVEBANK: Gadellaa, Van der Heijden, Jenner, Van Eldik, Felicia, Oehlers |  |
| Bijz.: Competitiedebuut Huisman namens VVV.                              |                         |           |                 | | |  |

Speelronde 6:
| vrijdag 9 september 2022, 20:00                                     | Heracles Almelo                                          | 5-3 (2-1) | VVV-Venlo                          | Opstelling Heracles Almelo | Opstelling VVV-Venlo |  |
| Stadion: Erve Asito, Almelo Toeschouwers: 10.184 Arbiter: Nagtegaal | Ouahim 25' Laursen 28' Ouahim 55' Schoofs 61' Mokono 81' |           | 41' Huisman 47' Venema 68' De Boer | Brouwer, Mokono, Sonnenberg, Hoogma , Roosken, Scheperman 62' ( Bruns), Laursen 69' ( Lunding), Schoofs, Ouahim 70' ( Rente), Armenteros 46' ( Cicilia 74'), Hansson 89' ( Sierra) RESERVEBANK: Jalving, Bucker, Deyonge, Bakboord, Leš, İbrahimoğlu | Zima, Van Rooijen 78' ( Yaşar), Ketting, Koglin, Janssen, Klaasen 85' ( Smans), De Boer, Huisman 62' ( Dekker), Venema, Braken , Verheijen 78' ( Johansson) RESERVEBANK: Van der Gouw, Craenmehr, Jacobs, Kluskens, Roemer |  |
| Stadion: Erve Asito, Almelo Toeschouwers: 10.184 Arbiter: Nagtegaal |                                                          |           |                                    | Brouwer, Mokono, Sonnenberg, Hoogma , Roosken, Scheperman 62' ( Bruns), Laursen 69' ( Lunding), Schoofs, Ouahim 70' ( Rente), Armenteros 46' ( Cicilia 74'), Hansson 89' ( Sierra) RESERVEBANK: Jalving, Bucker, Deyonge, Bakboord, Leš, İbrahimoğlu | Zima, Van Rooijen 78' ( Yaşar), Ketting, Koglin, Janssen, Klaasen 85' ( Smans), De Boer, Huisman 62' ( Dekker), Venema, Braken , Verheijen 78' ( Johansson) RESERVEBANK: Van der Gouw, Craenmehr, Jacobs, Kluskens, Roemer |  |
| Stadion: Erve Asito, Almelo Toeschouwers: 10.184 Arbiter: Nagtegaal |                                                          |           |                                    | Brouwer, Mokono, Sonnenberg, Hoogma , Roosken, Scheperman 62' ( Bruns), Laursen 69' ( Lunding), Schoofs, Ouahim 70' ( Rente), Armenteros 46' ( Cicilia 74'), Hansson 89' ( Sierra) RESERVEBANK: Jalving, Bucker, Deyonge, Bakboord, Leš, İbrahimoğlu | Zima, Van Rooijen 78' ( Yaşar), Ketting, Koglin, Janssen, Klaasen 85' ( Smans), De Boer, Huisman 62' ( Dekker), Venema, Braken , Verheijen 78' ( Johansson) RESERVEBANK: Van der Gouw, Craenmehr, Jacobs, Kluskens, Roemer |  |
|                                                                     |                                                          |           |                                    | | |  |

Speelronde 7:
| vrijdag 16 september 2022, 20:00                                      | VVV-Venlo | 1-1 (1-0) | Jong PSV  | Opstelling VVV-Venlo | Opstelling Jong PSV |  |
| Stadion: Stadion De Koel, Venlo Toeschouwers: 5.613 Arbiter: Rozendal | Braken 5' |           | 85' Colyn | Zima 74' ( Van der Gouw), Dekker 63' ( Van Rooijen), Ketting, Koglin, Janssen, Klaasen, De Boer, Huisman, Venema 63' ( Kristinsson), Braken 82' ( Roemer), Verheijen 63' ( Sedláček) RESERVEBANK: Craenmehr, Jacobs, Kluskens, Smans, Johansson, Yaşar | Schiks, Comenencia, Seelt, Vos , Leysen, Tielemans, Colyn, Nassoh, Babadi 40' 70' ( Sealy), Van Duiven 70' ( Priske), Antonisse RESERVEBANK: Bodak, Smolenaars, Jansen, Kreekels, Doudah, Jiménez |  |
| Stadion: Stadion De Koel, Venlo Toeschouwers: 5.613 Arbiter: Rozendal |           |           |           | Zima 74' ( Van der Gouw), Dekker 63' ( Van Rooijen), Ketting, Koglin, Janssen, Klaasen, De Boer, Huisman, Venema 63' ( Kristinsson), Braken 82' ( Roemer), Verheijen 63' ( Sedláček) RESERVEBANK: Craenmehr, Jacobs, Kluskens, Smans, Johansson, Yaşar | Schiks, Comenencia, Seelt, Vos , Leysen, Tielemans, Colyn, Nassoh, Babadi 40' 70' ( Sealy), Van Duiven 70' ( Priske), Antonisse RESERVEBANK: Bodak, Smolenaars, Jansen, Kreekels, Doudah, Jiménez |  |
| Stadion: Stadion De Koel, Venlo Toeschouwers: 5.613 Arbiter: Rozendal |           |           |           | Zima 74' ( Van der Gouw), Dekker 63' ( Van Rooijen), Ketting, Koglin, Janssen, Klaasen, De Boer, Huisman, Venema 63' ( Kristinsson), Braken 82' ( Roemer), Verheijen 63' ( Sedláček) RESERVEBANK: Craenmehr, Jacobs, Kluskens, Smans, Johansson, Yaşar | Schiks, Comenencia, Seelt, Vos , Leysen, Tielemans, Colyn, Nassoh, Babadi 40' 70' ( Sealy), Van Duiven 70' ( Priske), Antonisse RESERVEBANK: Bodak, Smolenaars, Jansen, Kreekels, Doudah, Jiménez |  |
| Bijz.: Competitiedebuut Van der Gouw en Kristinsson namens VVV.       |           |           |           | | |  |

Speelronde 8:
| vrijdag 23 september 2022, 21:00                                                                             | VVV-Venlo    | 1-1 (0-0) | Telstar     | Opstelling VVV-Venlo | Opstelling Telstar |  |
| Stadion: Stadion De Koel, Venlo Toeschouwers: 4.658 Arbiter: Smit                                            | Braken 90+7' |           | 87' Ainsalu | Van der Gouw, Koglin, Ketting, Dirks 66' ( Kluskens), Janssen, Klaasen 66' ( Johansson), De Boer, Huisman 73' ( Sedláček), Venema 73' ( Kristinsson), Braken , Verheijen 66' ( Yaşar) RESERVEBANK: Craenmehr, Schrick, Jacobs, Dekker, Smans, Van Rooijen, Roemer | Koeman, Apau, Aktaş, Oude Kotte, Kruiver 86' ( Liesdek), Ainsalu, Najah, Mulder 86' ( Blackson), Blommestijn 54' 67' ( Min), Plet 76' ( Smit), Giousis RESERVEBANK: Houweling, Eendragt, Soares, Overtoom, Van Wetten, Dijkstra, Van den Heerik, Boussakou |  |
| Stadion: Stadion De Koel, Venlo Toeschouwers: 4.658 Arbiter: Smit                                            |              |           |             | Van der Gouw, Koglin, Ketting, Dirks 66' ( Kluskens), Janssen, Klaasen 66' ( Johansson), De Boer, Huisman 73' ( Sedláček), Venema 73' ( Kristinsson), Braken , Verheijen 66' ( Yaşar) RESERVEBANK: Craenmehr, Schrick, Jacobs, Dekker, Smans, Van Rooijen, Roemer | Koeman, Apau, Aktaş, Oude Kotte, Kruiver 86' ( Liesdek), Ainsalu, Najah, Mulder 86' ( Blackson), Blommestijn 54' 67' ( Min), Plet 76' ( Smit), Giousis RESERVEBANK: Houweling, Eendragt, Soares, Overtoom, Van Wetten, Dijkstra, Van den Heerik, Boussakou |  |
| Stadion: Stadion De Koel, Venlo Toeschouwers: 4.658 Arbiter: Smit                                            |              |           |             | Van der Gouw, Koglin, Ketting, Dirks 66' ( Kluskens), Janssen, Klaasen 66' ( Johansson), De Boer, Huisman 73' ( Sedláček), Venema 73' ( Kristinsson), Braken , Verheijen 66' ( Yaşar) RESERVEBANK: Craenmehr, Schrick, Jacobs, Dekker, Smans, Van Rooijen, Roemer | Koeman, Apau, Aktaş, Oude Kotte, Kruiver 86' ( Liesdek), Ainsalu, Najah, Mulder 86' ( Blackson), Blommestijn 54' 67' ( Min), Plet 76' ( Smit), Giousis RESERVEBANK: Houweling, Eendragt, Soares, Overtoom, Van Wetten, Dijkstra, Van den Heerik, Boussakou |  |
| Bijz.: Oorspronkelijke tijdstip 20:00. Verplaatst in verband met oefeninterland België O21 tegen Oranje O21. |              |           |             | | |  |

Speelronde 9:
| vrijdag 30 september 2022, 20:00                                           | NAC Breda    | 1-2 (0-0) | VVV-Venlo                 | Opstelling NAC Breda | Opstelling VVV-Venlo |  |
| Stadion: Rat Verlegh Stadion, Breda Toeschouwers: 18.297 Arbiter: Kamphuis | Lucassen 69' |           | 52' Huisman 78' Johansson | Kortsmit, Lucassen 40', Besselink, Velthuis, Di Michele Sanchez 38', Van Schuppen 46' ( Vet), Banzuzi 86' ( Herrmann), Plat , De Rooij 85' ( Kosiah), Van der Sande, Velanas RESERVEBANK: Van de Merbel, L. Marijnissen, De Wijs, Kotzebue, Brandt, T. Marijnissen | Van der Gouw, Koglin 79' ( Dekker), Ketting 50', Dirks, Janssen, Klaasen, De Boer 68' ( Van Rooijen 90'), Huisman 68' ( Sedláček), Johansson 79' ( Roemer), Braken , Yaşar 57' ( Verheijen) RESERVEBANK: Craenmehr, Schrick, Jacobs, Kluskens, Smans, Vosselman, Kristinsson |  |
| Stadion: Rat Verlegh Stadion, Breda Toeschouwers: 18.297 Arbiter: Kamphuis |              |           |                           | Kortsmit, Lucassen 40', Besselink, Velthuis, Di Michele Sanchez 38', Van Schuppen 46' ( Vet), Banzuzi 86' ( Herrmann), Plat , De Rooij 85' ( Kosiah), Van der Sande, Velanas RESERVEBANK: Van de Merbel, L. Marijnissen, De Wijs, Kotzebue, Brandt, T. Marijnissen | Van der Gouw, Koglin 79' ( Dekker), Ketting 50', Dirks, Janssen, Klaasen, De Boer 68' ( Van Rooijen 90'), Huisman 68' ( Sedláček), Johansson 79' ( Roemer), Braken , Yaşar 57' ( Verheijen) RESERVEBANK: Craenmehr, Schrick, Jacobs, Kluskens, Smans, Vosselman, Kristinsson |  |
| Stadion: Rat Verlegh Stadion, Breda Toeschouwers: 18.297 Arbiter: Kamphuis |              |           |                           | Kortsmit, Lucassen 40', Besselink, Velthuis, Di Michele Sanchez 38', Van Schuppen 46' ( Vet), Banzuzi 86' ( Herrmann), Plat , De Rooij 85' ( Kosiah), Van der Sande, Velanas RESERVEBANK: Van de Merbel, L. Marijnissen, De Wijs, Kotzebue, Brandt, T. Marijnissen | Van der Gouw, Koglin 79' ( Dekker), Ketting 50', Dirks, Janssen, Klaasen, De Boer 68' ( Van Rooijen 90'), Huisman 68' ( Sedláček), Johansson 79' ( Roemer), Braken , Yaşar 57' ( Verheijen) RESERVEBANK: Craenmehr, Schrick, Jacobs, Kluskens, Smans, Vosselman, Kristinsson |  |
|                                                                            |              |           |                           | | |  |

Speelronde 10:
| vrijdag 7 oktober 2022, 20:00                                                      | Roda JC Kerkrade                                    | 4-1 (1-1) | VVV-Venlo | Opstelling Roda JC Kerkrade | Opstelling VVV-Venlo |  |
| Stadion: Parkstad Limburg Stadion, Kerkrade Toeschouwers: 9.132 Arbiter: Nagtegaal | Postema 11' Vente 64' Vente 71' (pen.) Limbombe 75' |           | 7' Braken | Nicolas, Reith, Röseler , Van de Pavert, Douglas, Vossebelt 50', Daneels 75' ( Van der Heide), Bijleveld 20' 46' ( Hartjes), Postema 88' ( Sieben), Vente 80' ( Mpie), Limbombe 88' ( Mallahi) RESERVEBANK: De Boer, Hamers, Joppen, Barak, Lambrix, Mayer, Takidine | Van der Gouw, Koglin, Ketting, Dirks 60' 76' ( Dekker), Janssen 86', Klaasen, De Boer 65' ( Sedláček), Huisman 65' ( Van Rooijen), Johansson 76' ( Venema), Braken , Yaşar 58' ( Verheijen) RESERVEBANK: Craenmehr, Schrick, Jacobs, Kluskens, Smans, Roemer, Kristinsson |  |
| Stadion: Parkstad Limburg Stadion, Kerkrade Toeschouwers: 9.132 Arbiter: Nagtegaal |                                                     |           |           | Nicolas, Reith, Röseler , Van de Pavert, Douglas, Vossebelt 50', Daneels 75' ( Van der Heide), Bijleveld 20' 46' ( Hartjes), Postema 88' ( Sieben), Vente 80' ( Mpie), Limbombe 88' ( Mallahi) RESERVEBANK: De Boer, Hamers, Joppen, Barak, Lambrix, Mayer, Takidine | Van der Gouw, Koglin, Ketting, Dirks 60' 76' ( Dekker), Janssen 86', Klaasen, De Boer 65' ( Sedláček), Huisman 65' ( Van Rooijen), Johansson 76' ( Venema), Braken , Yaşar 58' ( Verheijen) RESERVEBANK: Craenmehr, Schrick, Jacobs, Kluskens, Smans, Roemer, Kristinsson |  |
| Stadion: Parkstad Limburg Stadion, Kerkrade Toeschouwers: 9.132 Arbiter: Nagtegaal |                                                     |           |           | Nicolas, Reith, Röseler , Van de Pavert, Douglas, Vossebelt 50', Daneels 75' ( Van der Heide), Bijleveld 20' 46' ( Hartjes), Postema 88' ( Sieben), Vente 80' ( Mpie), Limbombe 88' ( Mallahi) RESERVEBANK: De Boer, Hamers, Joppen, Barak, Lambrix, Mayer, Takidine | Van der Gouw, Koglin, Ketting, Dirks 60' 76' ( Dekker), Janssen 86', Klaasen, De Boer 65' ( Sedláček), Huisman 65' ( Van Rooijen), Johansson 76' ( Venema), Braken , Yaşar 58' ( Verheijen) RESERVEBANK: Craenmehr, Schrick, Jacobs, Kluskens, Smans, Roemer, Kristinsson |  |
|                                                                                    |                                                     |           |           | | |  |

Speelronde 11:
| vrijdag 14 oktober 2022, 20:00                                     | VVV-Venlo | 0-1 (0-1) | FC Dordrecht | Opstelling VVV-Venlo | Opstelling FC Dordrecht |  |
| Stadion: Stadion De Koel, Venlo Toeschouwers: 4.330 Arbiter: Blank |           |           | 39' Baldé    | Van der Gouw, Dekker 45+1' 71' ( Kluskens), Ketting, Koglin 75', Janssen, Klaasen 63' ( Sedláček), Van Rooijen 63' ( Venema 87'), Huisman 76' ( Smans), Johansson 65', Braken , Yaşar 46' ( Roemer 70') RESERVEBANK: Craenmehr, Schrick, Dirks, Jacobs, De Boer, Kristinsson | Bossin, El Azzouzi, Van Huizen 81', Van der Avert 64', Schippers, Schuurman, Suray, Brito 59' ( Savastano), Pinas 53' ( Reemst), Longo 90+2', Baldé 69' ( Tremour) RESERVEBANK: Doornbusch, Abalı, Koswal, Miceli, Smolarczyk, Doesburg, Wielzen |  |
| Stadion: Stadion De Koel, Venlo Toeschouwers: 4.330 Arbiter: Blank |           |           |              | Van der Gouw, Dekker 45+1' 71' ( Kluskens), Ketting, Koglin 75', Janssen, Klaasen 63' ( Sedláček), Van Rooijen 63' ( Venema 87'), Huisman 76' ( Smans), Johansson 65', Braken , Yaşar 46' ( Roemer 70') RESERVEBANK: Craenmehr, Schrick, Dirks, Jacobs, De Boer, Kristinsson | Bossin, El Azzouzi, Van Huizen 81', Van der Avert 64', Schippers, Schuurman, Suray, Brito 59' ( Savastano), Pinas 53' ( Reemst), Longo 90+2', Baldé 69' ( Tremour) RESERVEBANK: Doornbusch, Abalı, Koswal, Miceli, Smolarczyk, Doesburg, Wielzen |  |
| Stadion: Stadion De Koel, Venlo Toeschouwers: 4.330 Arbiter: Blank |           |           |              | Van der Gouw, Dekker 45+1' 71' ( Kluskens), Ketting, Koglin 75', Janssen, Klaasen 63' ( Sedláček), Van Rooijen 63' ( Venema 87'), Huisman 76' ( Smans), Johansson 65', Braken , Yaşar 46' ( Roemer 70') RESERVEBANK: Craenmehr, Schrick, Dirks, Jacobs, De Boer, Kristinsson | Bossin, El Azzouzi, Van Huizen 81', Van der Avert 64', Schippers, Schuurman, Suray, Brito 59' ( Savastano), Pinas 53' ( Reemst), Longo 90+2', Baldé 69' ( Tremour) RESERVEBANK: Doornbusch, Abalı, Koswal, Miceli, Smolarczyk, Doesburg, Wielzen |  |
|                                                                    |           |           |              | | |  |

Speelronde 12:
| maandag 24 oktober 2022, 20:00                                         | Jong Ajax     | 1-1 (1-1) | VVV-Venlo  | Opstelling Jong Ajax | Opstelling VVV-Venlo |  |
| Stadion: De Toekomst, Duivendrecht Toeschouwers: 1.030 Arbiter: Timmer | Rasmussen 31' |           | 29' Braken | De Graaff, Aertssen, Warmerdam, Pierie, Milovanović 49', Fitz-Jim , Hlynsson, Rasmussen, Conceição 46' ( Misehouy), Lucca 46' ( Vos 67'), Hansen 84' ( Banel) RESERVEBANK: Roggeveen, Jermoumi, Delgado, Kjær, Giovanni, Martha | Van der Gouw, Dekker, Ketting, Koglin, Janssen, Klaasen, Van Rooijen 72' ( De Boer), Huisman 72' ( Smans), Johansson 72' ( Venema), Braken , Verheijen 55' ( Roemer) RESERVEBANK: Craenmehr, Schrick, Dirks, Kluskens, Sedláček, Vosselman, Kristinsson, Yaşar |  |
| Stadion: De Toekomst, Duivendrecht Toeschouwers: 1.030 Arbiter: Timmer |               |           |            | De Graaff, Aertssen, Warmerdam, Pierie, Milovanović 49', Fitz-Jim , Hlynsson, Rasmussen, Conceição 46' ( Misehouy), Lucca 46' ( Vos 67'), Hansen 84' ( Banel) RESERVEBANK: Roggeveen, Jermoumi, Delgado, Kjær, Giovanni, Martha | Van der Gouw, Dekker, Ketting, Koglin, Janssen, Klaasen, Van Rooijen 72' ( De Boer), Huisman 72' ( Smans), Johansson 72' ( Venema), Braken , Verheijen 55' ( Roemer) RESERVEBANK: Craenmehr, Schrick, Dirks, Kluskens, Sedláček, Vosselman, Kristinsson, Yaşar |  |
| Stadion: De Toekomst, Duivendrecht Toeschouwers: 1.030 Arbiter: Timmer |               |           |            | De Graaff, Aertssen, Warmerdam, Pierie, Milovanović 49', Fitz-Jim , Hlynsson, Rasmussen, Conceição 46' ( Misehouy), Lucca 46' ( Vos 67'), Hansen 84' ( Banel) RESERVEBANK: Roggeveen, Jermoumi, Delgado, Kjær, Giovanni, Martha | Van der Gouw, Dekker, Ketting, Koglin, Janssen, Klaasen, Van Rooijen 72' ( De Boer), Huisman 72' ( Smans), Johansson 72' ( Venema), Braken , Verheijen 55' ( Roemer) RESERVEBANK: Craenmehr, Schrick, Dirks, Kluskens, Sedláček, Vosselman, Kristinsson, Yaşar |  |
|                                                                        |               |           |            | | |  |

Speelronde 13:
| vrijdag 28 oktober 2022, 20:00                                         | VVV-Venlo  | 1-2 (1-1) | Jong AZ                 | Opstelling VVV-Venlo | Opstelling Jong AZ |  |
| Stadion: Stadion De Koel, Venlo Toeschouwers: 7.346 Arbiter: Vereijken | Braken 41' |           | 28' Griffith 64' Barası | Van der Gouw, Dekker 57', Ketting, Koglin, Janssen, Klaasen 73' ( Sedláček), Van Rooijen 46' ( De Boer 77'), Huisman 64' ( Smans), Johansson 64' ( Roemer), Braken , Verheijen 73' ( Kristinsson) RESERVEBANK: Craenmehr, Schrick, Dirks, Jacobs, Kluskens, Venema, Yaşar | Owusu-Oduro, Lathouwers, Goes 40', Engel, Dekkers, Buurmeester 82', De Jong, Koopmeiners 64' ( Schouten), Griffith 90+3' ( Pynadath), Barası 64' ( Reverson), Allouch 90' ( Postma) RESERVEBANK: Deen, Pavlidis, Stam, Twisk, Smit, Poku |  |
| Stadion: Stadion De Koel, Venlo Toeschouwers: 7.346 Arbiter: Vereijken |            |           |                         | Van der Gouw, Dekker 57', Ketting, Koglin, Janssen, Klaasen 73' ( Sedláček), Van Rooijen 46' ( De Boer 77'), Huisman 64' ( Smans), Johansson 64' ( Roemer), Braken , Verheijen 73' ( Kristinsson) RESERVEBANK: Craenmehr, Schrick, Dirks, Jacobs, Kluskens, Venema, Yaşar | Owusu-Oduro, Lathouwers, Goes 40', Engel, Dekkers, Buurmeester 82', De Jong, Koopmeiners 64' ( Schouten), Griffith 90+3' ( Pynadath), Barası 64' ( Reverson), Allouch 90' ( Postma) RESERVEBANK: Deen, Pavlidis, Stam, Twisk, Smit, Poku |  |
| Stadion: Stadion De Koel, Venlo Toeschouwers: 7.346 Arbiter: Vereijken |            |           |                         | Van der Gouw, Dekker 57', Ketting, Koglin, Janssen, Klaasen 73' ( Sedláček), Van Rooijen 46' ( De Boer 77'), Huisman 64' ( Smans), Johansson 64' ( Roemer), Braken , Verheijen 73' ( Kristinsson) RESERVEBANK: Craenmehr, Schrick, Dirks, Jacobs, Kluskens, Venema, Yaşar | Owusu-Oduro, Lathouwers, Goes 40', Engel, Dekkers, Buurmeester 82', De Jong, Koopmeiners 64' ( Schouten), Griffith 90+3' ( Pynadath), Barası 64' ( Reverson), Allouch 90' ( Postma) RESERVEBANK: Deen, Pavlidis, Stam, Twisk, Smit, Poku |  |
|                                                                        |            |           |                         | | |  |

Speelronde 14:
| vrijdag 4 november 2022, 20:00                                          | ADO Den Haag           | 2-3 (1-1) | VVV-Venlo                             | Opstelling ADO Den Haag | Opstelling VVV-Venlo |  |
| Stadion: Bingoal Stadion, Den Haag Toeschouwers: 4.761 Arbiter: Ruperti | Esajas 5' Severina 75' |           | 45+1' Ketting 66' Dekker 90+6' Venema | Wentges, Hall 73' ( Ćatić), Asante, Werker 90' ( Siereveld), Van Breemen 48', Thomas 73' ( Wehrmann), Breinburg 46' ( Klas), Esajas 46' ( De Waal), Absalem, Verheydt 90+6', Severina 90' ( Zwarts) RESERVEBANK: Koopmans, Nikiema, Carlson, Rodríguez, Reinders, Sellouki | Van der Gouw 59', Dekker 86' ( Kluskens), Ketting, Koglin, Janssen 24', Klaasen, Huisman 80' ( Kristinsson), De Boer, Sedláček, Braken 86' ( Venema), Johansson 35' ( Verheijen) RESERVEBANK: Craenmehr, Schrick, Dirks, Henderikx, Van Rooijen, Vosselman, Roemer, Yaşar |  |
| Stadion: Bingoal Stadion, Den Haag Toeschouwers: 4.761 Arbiter: Ruperti |                        |           |                                       | Wentges, Hall 73' ( Ćatić), Asante, Werker 90' ( Siereveld), Van Breemen 48', Thomas 73' ( Wehrmann), Breinburg 46' ( Klas), Esajas 46' ( De Waal), Absalem, Verheydt 90+6', Severina 90' ( Zwarts) RESERVEBANK: Koopmans, Nikiema, Carlson, Rodríguez, Reinders, Sellouki | Van der Gouw 59', Dekker 86' ( Kluskens), Ketting, Koglin, Janssen 24', Klaasen, Huisman 80' ( Kristinsson), De Boer, Sedláček, Braken 86' ( Venema), Johansson 35' ( Verheijen) RESERVEBANK: Craenmehr, Schrick, Dirks, Henderikx, Van Rooijen, Vosselman, Roemer, Yaşar |  |
| Stadion: Bingoal Stadion, Den Haag Toeschouwers: 4.761 Arbiter: Ruperti |                        |           |                                       | Wentges, Hall 73' ( Ćatić), Asante, Werker 90' ( Siereveld), Van Breemen 48', Thomas 73' ( Wehrmann), Breinburg 46' ( Klas), Esajas 46' ( De Waal), Absalem, Verheydt 90+6', Severina 90' ( Zwarts) RESERVEBANK: Koopmans, Nikiema, Carlson, Rodríguez, Reinders, Sellouki | Van der Gouw 59', Dekker 86' ( Kluskens), Ketting, Koglin, Janssen 24', Klaasen, Huisman 80' ( Kristinsson), De Boer, Sedláček, Braken 86' ( Venema), Johansson 35' ( Verheijen) RESERVEBANK: Craenmehr, Schrick, Dirks, Henderikx, Van Rooijen, Vosselman, Roemer, Yaşar |  |
|                                                                         |                        |           |                                       | | |  |

Speelronde 15:
| vrijdag 11 november 2022, 20:00                                        | VVV-Venlo | 0-0 (0-0) | Willem II | Opstelling VVV-Venlo | Opstelling Willem II |  |
| Stadion: Stadion De Koel, Venlo Toeschouwers: 5.822 Arbiter: Dieperink |           |           |           | Van der Gouw, Dekker, Ketting 90+3', Koglin, Janssen, Klaasen, De Boer 77' ( Venema), Huisman 64' ( Verheijen), Sedláček, Braken , Johansson 77' ( Smans 90+1') RESERVEBANK: Craenmehr, Schrick, Dirks, Kluskens, Van Rooijen, Vosselman, Kristinsson, Roemer, Yaşar | Lamprou, Owusu, Dammers, Heerkens, Woudenberg, Bosch 90+1', Verreth 78' ( De Leeuw), Llonch , Schroijen 62' ( Crowley), Hornkamp 52' 63' ( Bokila), Svensson 46' ( Mathieu) RESERVEBANK: Smits, Van den Berg, Lachkar, Lesquoy, Spieringhs, Kabangu, Pal, Razak |  |
| Stadion: Stadion De Koel, Venlo Toeschouwers: 5.822 Arbiter: Dieperink |           |           |           | Van der Gouw, Dekker, Ketting 90+3', Koglin, Janssen, Klaasen, De Boer 77' ( Venema), Huisman 64' ( Verheijen), Sedláček, Braken , Johansson 77' ( Smans 90+1') RESERVEBANK: Craenmehr, Schrick, Dirks, Kluskens, Van Rooijen, Vosselman, Kristinsson, Roemer, Yaşar | Lamprou, Owusu, Dammers, Heerkens, Woudenberg, Bosch 90+1', Verreth 78' ( De Leeuw), Llonch , Schroijen 62' ( Crowley), Hornkamp 52' 63' ( Bokila), Svensson 46' ( Mathieu) RESERVEBANK: Smits, Van den Berg, Lachkar, Lesquoy, Spieringhs, Kabangu, Pal, Razak |  |
| Stadion: Stadion De Koel, Venlo Toeschouwers: 5.822 Arbiter: Dieperink |           |           |           | Van der Gouw, Dekker, Ketting 90+3', Koglin, Janssen, Klaasen, De Boer 77' ( Venema), Huisman 64' ( Verheijen), Sedláček, Braken , Johansson 77' ( Smans 90+1') RESERVEBANK: Craenmehr, Schrick, Dirks, Kluskens, Van Rooijen, Vosselman, Kristinsson, Roemer, Yaşar | Lamprou, Owusu, Dammers, Heerkens, Woudenberg, Bosch 90+1', Verreth 78' ( De Leeuw), Llonch , Schroijen 62' ( Crowley), Hornkamp 52' 63' ( Bokila), Svensson 46' ( Mathieu) RESERVEBANK: Smits, Van den Berg, Lachkar, Lesquoy, Spieringhs, Kabangu, Pal, Razak |  |
| Bijz.: 100e competitiewedstrijd Tristan Dekker in het betaald voetbal. |           |           |           | | |  |

Speelronde 16:
| zaterdag 19 november 2022, 16:30                                          | FC Den Bosch | 0-2 (0-1) | VVV-Venlo             | Opstelling FC Den Bosch | Opstelling VVV-Venlo |  |
| Stadion: De Vliert, 's-Hertogenbosch Toeschouwers: 4.300 Arbiter: Martens |              |           | 3' Huisman 81' Braken | Van der Steen , Mulders, Van den Bogert, Maas, De Groot 58' ( Patoulidis), Van der Heijden, Hammouti, Ahannach, Verbeek, Möller, Konings 82' ( Córdoba) RESERVEBANK: Sikking, Vrolijks, Ryan, J. van Hedel, Halilović, Leijten, Van Bakel, Regouin | Van der Gouw, Dekker, Ketting, Koglin, Janssen, Klaasen, Sedláček, Huisman 90+4' ( Kristinsson), De Boer 90+1' ( Van Rooijen), Braken 82' ( Venema 85'), Johansson 82' ( Verheijen) RESERVEBANK: Craenmehr, Schrick, Kluskens, Smans, Roemer, Yaşar |  |
| Stadion: De Vliert, 's-Hertogenbosch Toeschouwers: 4.300 Arbiter: Martens |              |           |                       | Van der Steen , Mulders, Van den Bogert, Maas, De Groot 58' ( Patoulidis), Van der Heijden, Hammouti, Ahannach, Verbeek, Möller, Konings 82' ( Córdoba) RESERVEBANK: Sikking, Vrolijks, Ryan, J. van Hedel, Halilović, Leijten, Van Bakel, Regouin | Van der Gouw, Dekker, Ketting, Koglin, Janssen, Klaasen, Sedláček, Huisman 90+4' ( Kristinsson), De Boer 90+1' ( Van Rooijen), Braken 82' ( Venema 85'), Johansson 82' ( Verheijen) RESERVEBANK: Craenmehr, Schrick, Kluskens, Smans, Roemer, Yaşar |  |
| Stadion: De Vliert, 's-Hertogenbosch Toeschouwers: 4.300 Arbiter: Martens |              |           |                       | Van der Steen , Mulders, Van den Bogert, Maas, De Groot 58' ( Patoulidis), Van der Heijden, Hammouti, Ahannach, Verbeek, Möller, Konings 82' ( Córdoba) RESERVEBANK: Sikking, Vrolijks, Ryan, J. van Hedel, Halilović, Leijten, Van Bakel, Regouin | Van der Gouw, Dekker, Ketting, Koglin, Janssen, Klaasen, Sedláček, Huisman 90+4' ( Kristinsson), De Boer 90+1' ( Van Rooijen), Braken 82' ( Venema 85'), Johansson 82' ( Verheijen) RESERVEBANK: Craenmehr, Schrick, Kluskens, Smans, Roemer, Yaşar |  |
|                                                                           |              |           |                       | | |  |

Speelronde 17:
| zondag 11 december 2022, 14:30                                     | VVV-Venlo              | 2-1 (0-0) | MVV Maastricht    | Opstelling VVV-Venlo | Opstelling MVV Maastricht |  |
| Stadion: Stadion De Koel, Venlo Toeschouwers: 6.191 Arbiter: Blank | Klaasen 73' Venema 86' |           | 56' R. van Bommel | Van der Gouw 90+4', Dekker 65' 81' ( Van Rooijen), Ketting, Koglin, Janssen, Klaasen 25', Sedláček, Huisman 79' ( Venema), De Boer 85' ( Yaşar), Braken , Johansson 63' ( Verheijen) RESERVEBANK: Craenmehr, Zima, Dirks, Kluskens, Smans, Vosselman, Kristinsson | Matthys, Schenk 70', Waem , Van Helden, Labylle 40' 75' ( Essers), Kleinen 46' ( Džepar 76'), Steuckers, Souren, R. van Bommel 64', Remans 85' ( Livramento 88'), Blummel RESERVEBANK: Lambrix, Van Hecke, El Basri, Noviello, Penders, T. van Bommel, Vijgen |  |
| Stadion: Stadion De Koel, Venlo Toeschouwers: 6.191 Arbiter: Blank |                        |           |                   | Van der Gouw 90+4', Dekker 65' 81' ( Van Rooijen), Ketting, Koglin, Janssen, Klaasen 25', Sedláček, Huisman 79' ( Venema), De Boer 85' ( Yaşar), Braken , Johansson 63' ( Verheijen) RESERVEBANK: Craenmehr, Zima, Dirks, Kluskens, Smans, Vosselman, Kristinsson | Matthys, Schenk 70', Waem , Van Helden, Labylle 40' 75' ( Essers), Kleinen 46' ( Džepar 76'), Steuckers, Souren, R. van Bommel 64', Remans 85' ( Livramento 88'), Blummel RESERVEBANK: Lambrix, Van Hecke, El Basri, Noviello, Penders, T. van Bommel, Vijgen |  |
| Stadion: Stadion De Koel, Venlo Toeschouwers: 6.191 Arbiter: Blank |                        |           |                   | Van der Gouw 90+4', Dekker 65' 81' ( Van Rooijen), Ketting, Koglin, Janssen, Klaasen 25', Sedláček, Huisman 79' ( Venema), De Boer 85' ( Yaşar), Braken , Johansson 63' ( Verheijen) RESERVEBANK: Craenmehr, Zima, Dirks, Kluskens, Smans, Vosselman, Kristinsson | Matthys, Schenk 70', Waem , Van Helden, Labylle 40' 75' ( Essers), Kleinen 46' ( Džepar 76'), Steuckers, Souren, R. van Bommel 64', Remans 85' ( Livramento 88'), Blummel RESERVEBANK: Lambrix, Van Hecke, El Basri, Noviello, Penders, T. van Bommel, Vijgen |  |
|                                                                    |                        |           |                   | | |  |

Speelronde 18:
| vrijdag 16 december 2022, 20:00                                              | FC Eindhoven | 0-2 (0-0) | VVV-Venlo                           | Opstelling FC Eindhoven | Opstelling VVV-Venlo |  |
| Stadion: Jan Louwers Stadion, Eindhoven Toeschouwers: 2.992 Arbiter: Oostrom |              |           | 74' Van Rooijen 82' (e.d.) Dahlhaus | Bertrams, Seedorf, Amevor 84', Janssen, Persyn, Dorenbosch 77' ( Kestens), De Keersmaecker, Dahlhaus, Rottier 61' ( Kökçü 84'), Diaby-Fadiga 61' ( Bannis), Brym RESERVEBANK: Bergmans, Odunze, Ogenia, Bogaers, Rêgo, Oostenbrink, Azzagari, Enokpa, Sanoh | Van der Gouw, Dekker 55' ( Van Rooijen), Ketting, Koglin, Janssen, Klaasen, Sedláček, Huisman 71' ( Venema), De Boer, Braken 89' ( Kristinsson), Johansson 55' ( Verheijen) RESERVEBANK: Craenmehr, Zima, Dirks, Kluskens, Smans, Vosselman, Roemer, Yaşar |  |
| Stadion: Jan Louwers Stadion, Eindhoven Toeschouwers: 2.992 Arbiter: Oostrom |              |           |                                     | Bertrams, Seedorf, Amevor 84', Janssen, Persyn, Dorenbosch 77' ( Kestens), De Keersmaecker, Dahlhaus, Rottier 61' ( Kökçü 84'), Diaby-Fadiga 61' ( Bannis), Brym RESERVEBANK: Bergmans, Odunze, Ogenia, Bogaers, Rêgo, Oostenbrink, Azzagari, Enokpa, Sanoh | Van der Gouw, Dekker 55' ( Van Rooijen), Ketting, Koglin, Janssen, Klaasen, Sedláček, Huisman 71' ( Venema), De Boer, Braken 89' ( Kristinsson), Johansson 55' ( Verheijen) RESERVEBANK: Craenmehr, Zima, Dirks, Kluskens, Smans, Vosselman, Roemer, Yaşar |  |
| Stadion: Jan Louwers Stadion, Eindhoven Toeschouwers: 2.992 Arbiter: Oostrom |              |           |                                     | Bertrams, Seedorf, Amevor 84', Janssen, Persyn, Dorenbosch 77' ( Kestens), De Keersmaecker, Dahlhaus, Rottier 61' ( Kökçü 84'), Diaby-Fadiga 61' ( Bannis), Brym RESERVEBANK: Bergmans, Odunze, Ogenia, Bogaers, Rêgo, Oostenbrink, Azzagari, Enokpa, Sanoh | Van der Gouw, Dekker 55' ( Van Rooijen), Ketting, Koglin, Janssen, Klaasen, Sedláček, Huisman 71' ( Venema), De Boer, Braken 89' ( Kristinsson), Johansson 55' ( Verheijen) RESERVEBANK: Craenmehr, Zima, Dirks, Kluskens, Smans, Vosselman, Roemer, Yaşar |  |
| Bijz.: Laatste competitiewedstrijd voor de winterstop.                       |              |           |                                     | | |  |

Speelronde 19:
| vrijdag 6 januari 2023, 20:00                                          | VVV-Venlo  | 1-1 (1-0) | Helmond Sport   | Opstelling VVV-Venlo | Opstelling Helmond Sport |  |
| Stadion: Stadion De Koel, Venlo Toeschouwers: 5.371 Arbiter: Vereijken | Venema 31' |           | 69' Van Vlerken | Van der Gouw, Dekker, Ketting 81', Koglin, Janssen 72', Klaasen, Sedláček, Huisman 79' ( Van Rooijen), De Boer 73' ( Roemer), Venema 73' ( Kristinsson), Johansson 80' ( Yaşar) RESERVEBANK: Craenmehr, Zima, Dirks, Jacobs, Kluskens, Smans, Vosselman | Havekotte , Van Vlerken, Van den Eynden 29', Van der Meer, Van Hove 90+4' ( Çulhacı), Lion 24', Van Keilegom 87', Mistrafović, Essanoussi 60' ( Maddy), Arias 46' ( Lorentzen), Kaars RESERVEBANK: Azmi, Beugelsdijk, Terzi, Scholten, Van Diepen |  |
| Stadion: Stadion De Koel, Venlo Toeschouwers: 5.371 Arbiter: Vereijken |            |           |                 | Van der Gouw, Dekker, Ketting 81', Koglin, Janssen 72', Klaasen, Sedláček, Huisman 79' ( Van Rooijen), De Boer 73' ( Roemer), Venema 73' ( Kristinsson), Johansson 80' ( Yaşar) RESERVEBANK: Craenmehr, Zima, Dirks, Jacobs, Kluskens, Smans, Vosselman | Havekotte , Van Vlerken, Van den Eynden 29', Van der Meer, Van Hove 90+4' ( Çulhacı), Lion 24', Van Keilegom 87', Mistrafović, Essanoussi 60' ( Maddy), Arias 46' ( Lorentzen), Kaars RESERVEBANK: Azmi, Beugelsdijk, Terzi, Scholten, Van Diepen |  |
| Stadion: Stadion De Koel, Venlo Toeschouwers: 5.371 Arbiter: Vereijken |            |           |                 | Van der Gouw, Dekker, Ketting 81', Koglin, Janssen 72', Klaasen, Sedláček, Huisman 79' ( Van Rooijen), De Boer 73' ( Roemer), Venema 73' ( Kristinsson), Johansson 80' ( Yaşar) RESERVEBANK: Craenmehr, Zima, Dirks, Jacobs, Kluskens, Smans, Vosselman | Havekotte , Van Vlerken, Van den Eynden 29', Van der Meer, Van Hove 90+4' ( Çulhacı), Lion 24', Van Keilegom 87', Mistrafović, Essanoussi 60' ( Maddy), Arias 46' ( Lorentzen), Kaars RESERVEBANK: Azmi, Beugelsdijk, Terzi, Scholten, Van Diepen |  |
| Bijz.: Eerste competitiewedstrijd na de winterstop.                    |            |           |                 | | |  |

Speelronde 20:
| maandag 16 januari 2023, 20:00                              | Jong PSV |  | VVV-Venlo | Opstelling Jong PSV | Opstelling VVV-Venlo |
| Stadion: PSV Campus De Herdgang, Eindhoven Arbiter: Wiersma |          |  |           |                     |                      |
|                                                             |          |  |           |                     |                      |
|                                                             |          |  |           |                     |                      |
| Bijz.: Afgelast vanwege slechte veldcondities.              |          |  |           |                     |                      |

Speelronde 21:
| vrijdag 20 januari 2023, 20:00                                            | PEC Zwolle                  | 2-0 (0-0) | VVV-Venlo | Opstelling PEC Zwolle | Opstelling VVV-Venlo |  |
| Stadion: MAC³PARK stadion, Zwolle Toeschouwers: 13.322 Arbiter: Nagtegaal | D. van den Berg 74' Thy 79' |           |           | Schendelaar, Chirino 73' ( Kastaneer), Van Polen 82' ( Kersten), Beelen, Van Hintum, D. van den Berg, Van den Belt, Lagsir, Taha 73' ( Vellios), Thy 82' ( Huiberts), Bogarde 46' ( Zitman) RESERVEBANK: Hauptmeijer, Görlich, R. van den Berg, Međunjanin, Caschili, Kaparos, Mrkonjić | Van der Gouw, Dekker 31' 81' ( Lathouwers), Ketting 81' ( Dirks), Koglin, Janssen, Klaasen, Sedláček 89' ( Van Rooijen), Huisman, De Boer 46' ( Roemer), Kristinsson 72' ( Yaşar), Venema RESERVEBANK: Craenmehr, Zima, Johansson, Kluskens, Smans |  |
| Stadion: MAC³PARK stadion, Zwolle Toeschouwers: 13.322 Arbiter: Nagtegaal |                             |           |           | Schendelaar, Chirino 73' ( Kastaneer), Van Polen 82' ( Kersten), Beelen, Van Hintum, D. van den Berg, Van den Belt, Lagsir, Taha 73' ( Vellios), Thy 82' ( Huiberts), Bogarde 46' ( Zitman) RESERVEBANK: Hauptmeijer, Görlich, R. van den Berg, Međunjanin, Caschili, Kaparos, Mrkonjić | Van der Gouw, Dekker 31' 81' ( Lathouwers), Ketting 81' ( Dirks), Koglin, Janssen, Klaasen, Sedláček 89' ( Van Rooijen), Huisman, De Boer 46' ( Roemer), Kristinsson 72' ( Yaşar), Venema RESERVEBANK: Craenmehr, Zima, Johansson, Kluskens, Smans |  |
| Stadion: MAC³PARK stadion, Zwolle Toeschouwers: 13.322 Arbiter: Nagtegaal |                             |           |           | Schendelaar, Chirino 73' ( Kastaneer), Van Polen 82' ( Kersten), Beelen, Van Hintum, D. van den Berg, Van den Belt, Lagsir, Taha 73' ( Vellios), Thy 82' ( Huiberts), Bogarde 46' ( Zitman) RESERVEBANK: Hauptmeijer, Görlich, R. van den Berg, Međunjanin, Caschili, Kaparos, Mrkonjić | Van der Gouw, Dekker 31' 81' ( Lathouwers), Ketting 81' ( Dirks), Koglin, Janssen, Klaasen, Sedláček 89' ( Van Rooijen), Huisman, De Boer 46' ( Roemer), Kristinsson 72' ( Yaşar), Venema RESERVEBANK: Craenmehr, Zima, Johansson, Kluskens, Smans |  |
| Bijz.: Competitiedebuut Lathouwers namens VVV.                            |                             |           |           | | |  |

Speelronde 20:
| maandag 23 januari 2023, 20:00 | Jong PSV       | 1-2 (1-0) | VVV-Venlo                 | Opstelling Jong PSV | Opstelling VVV-Venlo |  |
| Stadion: Jan Louwers Stadion, Eindhoven Toeschouwers: 658 Arbiter: Vos                                                                                                 | Van Duiven 10' |           | 61' Lathouwers 90' Venema | Peersman, Comenencia, Arts, Vos , Leysen, Tielemans, Nassoh, Van den Heuvel 64' ( Geerts), Babadi, Van Duiven 33', Colyn 75' ( Priske) RESERVEBANK: Schiks, Steur, Dams, Seelt, Van de Blaak, Tytens, Jiménez, Bougafer, Sealy | Van der Gouw, Lathouwers, Ketting , Koglin, Janssen, Klaasen 72' ( Van Rooijen), Sedláček, Huisman, De Boer 57' ( Johansson), Kristinsson 72' ( Yaşar), Venema RESERVEBANK: Zima, Craenmehr, Dirks, Dekker, Smans, Kluskens, Roemer |  |
| Stadion: Jan Louwers Stadion, Eindhoven Toeschouwers: 658 Arbiter: Vos                                                                                                 |                |           |                           | Peersman, Comenencia, Arts, Vos , Leysen, Tielemans, Nassoh, Van den Heuvel 64' ( Geerts), Babadi, Van Duiven 33', Colyn 75' ( Priske) RESERVEBANK: Schiks, Steur, Dams, Seelt, Van de Blaak, Tytens, Jiménez, Bougafer, Sealy | Van der Gouw, Lathouwers, Ketting , Koglin, Janssen, Klaasen 72' ( Van Rooijen), Sedláček, Huisman, De Boer 57' ( Johansson), Kristinsson 72' ( Yaşar), Venema RESERVEBANK: Zima, Craenmehr, Dirks, Dekker, Smans, Kluskens, Roemer |  |
| Stadion: Jan Louwers Stadion, Eindhoven Toeschouwers: 658 Arbiter: Vos                                                                                                 |                |           |                           | Peersman, Comenencia, Arts, Vos , Leysen, Tielemans, Nassoh, Van den Heuvel 64' ( Geerts), Babadi, Van Duiven 33', Colyn 75' ( Priske) RESERVEBANK: Schiks, Steur, Dams, Seelt, Van de Blaak, Tytens, Jiménez, Bougafer, Sealy | Van der Gouw, Lathouwers, Ketting , Koglin, Janssen, Klaasen 72' ( Van Rooijen), Sedláček, Huisman, De Boer 57' ( Johansson), Kristinsson 72' ( Yaşar), Venema RESERVEBANK: Zima, Craenmehr, Dirks, Dekker, Smans, Kluskens, Roemer |  |
| Bijz.: Inhaalwedstrijd. Op oorspronkelijke speeldatum (16 januari 2023) afgelast. Verplaatst naar Jan Louwers Stadion i.v.m. onbespeelbaarheid PSV Campus De Herdgang. |                |           |                           | | |  |

Speelronde 22:
| vrijdag 27 januari 2023, 20:00                                        | VVV-Venlo | 0-0 (0-0) | ADO Den Haag | Opstelling VVV-Venlo | Opstelling ADO Den Haag |  |
| Stadion: Stadion De Koel, Venlo Toeschouwers: 4.881 Arbiter: Kamphuis |           |           |              | Van der Gouw, Dekker 54' ( Lathouwers), Ketting , Koglin, Janssen, Klaasen 62' 83' ( Van Rooijen), Sedláček 32', Huisman 83' ( Yaşar), De Boer 54' 71' ( Johansson), Kristinsson 54' ( Allouch), Venema RESERVEBANK: Zima, Craenmehr, Dirks, Kluskens, Smans, Roemer | Koopmans, Hall, Asante, Van Breemen, Kemper , Thomas, Wehrmann, Sellouki 61' ( Kishna), Severina 86', Verheydt, Sleegers RESERVEBANK: Van de Riet, Nikiema, Werker, Esajas, Rodríguez, Absalem, Klas, Breinburg, De Waal, Ćatić, Zwarts |  |
| Stadion: Stadion De Koel, Venlo Toeschouwers: 4.881 Arbiter: Kamphuis |           |           |              | Van der Gouw, Dekker 54' ( Lathouwers), Ketting , Koglin, Janssen, Klaasen 62' 83' ( Van Rooijen), Sedláček 32', Huisman 83' ( Yaşar), De Boer 54' 71' ( Johansson), Kristinsson 54' ( Allouch), Venema RESERVEBANK: Zima, Craenmehr, Dirks, Kluskens, Smans, Roemer | Koopmans, Hall, Asante, Van Breemen, Kemper , Thomas, Wehrmann, Sellouki 61' ( Kishna), Severina 86', Verheydt, Sleegers RESERVEBANK: Van de Riet, Nikiema, Werker, Esajas, Rodríguez, Absalem, Klas, Breinburg, De Waal, Ćatić, Zwarts |  |
| Stadion: Stadion De Koel, Venlo Toeschouwers: 4.881 Arbiter: Kamphuis |           |           |              | Van der Gouw, Dekker 54' ( Lathouwers), Ketting , Koglin, Janssen, Klaasen 62' 83' ( Van Rooijen), Sedláček 32', Huisman 83' ( Yaşar), De Boer 54' 71' ( Johansson), Kristinsson 54' ( Allouch), Venema RESERVEBANK: Zima, Craenmehr, Dirks, Kluskens, Smans, Roemer | Koopmans, Hall, Asante, Van Breemen, Kemper , Thomas, Wehrmann, Sellouki 61' ( Kishna), Severina 86', Verheydt, Sleegers RESERVEBANK: Van de Riet, Nikiema, Werker, Esajas, Rodríguez, Absalem, Klas, Breinburg, De Waal, Ćatić, Zwarts |  |
| Bijz.: Competitiedebuut Allouch namens VVV.                           |           |           |              | | |  |

Speelronde 23:
| vrijdag 3 februari 2023, 20:00 | Jong AZ                                          | 4-3 (2-1) | VVV-Venlo                           | Opstelling Jong AZ | Opstelling VVV-Venlo |  |
| Stadion: AFAS Trainingscomplex, Wijdewormer Toeschouwers: 421 Arbiter: Ruperti                                                                                      | Meerdink 5' Schouten 23' Meerdink 50' Daal 90+4' |           | 33' Venema 83' Venema 90+8' Ketting | Deen 87', Van Aken 25' 89' ( Esajas), Stam, Engel, Beukers 82' ( Mastoras), Twisk , Schouten, Kwakman 59', Kewal 82' ( Griffith), Meerdink 78' ( Kerssens), Poku 79' ( Daal) RESERVEBANK: Kabba, Smit, Addai | Van der Gouw, Lathouwers, Ketting , Koglin, Dirks 63' ( Kristinsson), Sedláček, Kluskens 53' ( Van Rooijen), Huisman 53' ( De Boer), Berden 40' 53' ( Johansson), Venema, Allouch 63' ( Yaşar) RESERVEBANK: Zima, Craenmehr, Henderikx, Roemer |  |
| Stadion: AFAS Trainingscomplex, Wijdewormer Toeschouwers: 421 Arbiter: Ruperti                                                                                      |                                                  |           |                                     | Deen 87', Van Aken 25' 89' ( Esajas), Stam, Engel, Beukers 82' ( Mastoras), Twisk , Schouten, Kwakman 59', Kewal 82' ( Griffith), Meerdink 78' ( Kerssens), Poku 79' ( Daal) RESERVEBANK: Kabba, Smit, Addai | Van der Gouw, Lathouwers, Ketting , Koglin, Dirks 63' ( Kristinsson), Sedláček, Kluskens 53' ( Van Rooijen), Huisman 53' ( De Boer), Berden 40' 53' ( Johansson), Venema, Allouch 63' ( Yaşar) RESERVEBANK: Zima, Craenmehr, Henderikx, Roemer |  |
| Stadion: AFAS Trainingscomplex, Wijdewormer Toeschouwers: 421 Arbiter: Ruperti                                                                                      |                                                  |           |                                     | Deen 87', Van Aken 25' 89' ( Esajas), Stam, Engel, Beukers 82' ( Mastoras), Twisk , Schouten, Kwakman 59', Kewal 82' ( Griffith), Meerdink 78' ( Kerssens), Poku 79' ( Daal) RESERVEBANK: Kabba, Smit, Addai | Van der Gouw, Lathouwers, Ketting , Koglin, Dirks 63' ( Kristinsson), Sedláček, Kluskens 53' ( Van Rooijen), Huisman 53' ( De Boer), Berden 40' 53' ( Johansson), Venema, Allouch 63' ( Yaşar) RESERVEBANK: Zima, Craenmehr, Henderikx, Roemer |  |
| Bijz.: Oorspronkelijke datum: maandag 6 februari 2023, 20:00. Verplaatst op verzoek van AZ in overleg met VVV. Janssen automatisch geschorst vanwege 5e gele kaart. |                                                  |           |                                     | | |  |

Speelronde 24:
| vrijdag 10 februari 2023, 20:00                                              | VVV-Venlo                              | 3-1 (0-1) | Heracles Almelo | Opstelling VVV-Venlo | Opstelling Heracles Almelo |  |
| Stadion: Stadion De Koel, Venlo Toeschouwers: 5.317 Arbiter: Van den Kerkhof | Venema 61' De Boer 75' Van Rooijen 82' |           | 18' Schoofs     | Van der Gouw, Lathouwers 42' 55' ( Dekker), Ketting , Koglin, Janssen, Sedláček 72' ( Braken), Kluskens, Huisman 55' ( De Boer), Berden 78' ( Van Rooijen), Venema, Allouch 56' ( Johansson) RESERVEBANK: Zima, Craenmehr, Dirks, Smans, Kristinsson, Roemer, Yaşar | Brouwer, Rente, Sonnenberg 29', Hoogma , Roosken 34' 63' ( Leš), Bruns 84' ( Satriano), Ouahim 34' ( Vejinović), Schoofs, Azzaoui 63' ( Nankishi), Laursen 84' ( Cicilia), Hansson RESERVEBANK: Bucker, Jalving, Bakboord, Čestić, Mokono, Sierra, Wehmeyer |  |
| Stadion: Stadion De Koel, Venlo Toeschouwers: 5.317 Arbiter: Van den Kerkhof |                                        |           |                 | Van der Gouw, Lathouwers 42' 55' ( Dekker), Ketting , Koglin, Janssen, Sedláček 72' ( Braken), Kluskens, Huisman 55' ( De Boer), Berden 78' ( Van Rooijen), Venema, Allouch 56' ( Johansson) RESERVEBANK: Zima, Craenmehr, Dirks, Smans, Kristinsson, Roemer, Yaşar | Brouwer, Rente, Sonnenberg 29', Hoogma , Roosken 34' 63' ( Leš), Bruns 84' ( Satriano), Ouahim 34' ( Vejinović), Schoofs, Azzaoui 63' ( Nankishi), Laursen 84' ( Cicilia), Hansson RESERVEBANK: Bucker, Jalving, Bakboord, Čestić, Mokono, Sierra, Wehmeyer |  |
| Stadion: Stadion De Koel, Venlo Toeschouwers: 5.317 Arbiter: Van den Kerkhof |                                        |           |                 | Van der Gouw, Lathouwers 42' 55' ( Dekker), Ketting , Koglin, Janssen, Sedláček 72' ( Braken), Kluskens, Huisman 55' ( De Boer), Berden 78' ( Van Rooijen), Venema, Allouch 56' ( Johansson) RESERVEBANK: Zima, Craenmehr, Dirks, Smans, Kristinsson, Roemer, Yaşar | Brouwer, Rente, Sonnenberg 29', Hoogma , Roosken 34' 63' ( Leš), Bruns 84' ( Satriano), Ouahim 34' ( Vejinović), Schoofs, Azzaoui 63' ( Nankishi), Laursen 84' ( Cicilia), Hansson RESERVEBANK: Bucker, Jalving, Bakboord, Čestić, Mokono, Sierra, Wehmeyer |  |
| Bijz.: Jubileumwedstrijd VVV in het kader van 120-jarig bestaan.             |                                        |           |                 | | |  |

Speelronde 25:
| vrijdag 17 februari 2023, 20:00                                           | FC Dordrecht | 1-2 (0-0) | VVV-Venlo                | Opstelling FC Dordrecht | Opstelling VVV-Venlo |  |
| Stadion: Matchoholic Stadion, Dordrecht Toeschouwers: 1.691 Arbiter: Puts | Longo 90+2'  |           | 83' Dekker 90+3' Janssen | Bossin, Aberkane 55' 68' ( Schippers), El Azzouzi 80', Brito, Van Huizen 80', Çetin, Schuurman, Receveur, Camara 63' ( Touré), Pinas 78' ( Reemst), Doesburg 68' ( Longo) RESERVEBANK: Baltussen, Doornbusch, Koswal, Savastano, Van der Avert, Miceli, Smolarczyk, Tremour | Van der Gouw, Dekker, Ketting , Koglin, Janssen 36', Sedláček 81' ( Huisman), Kluskens 20' 60' ( Braken), De Boer 57', Berden 40' 81' ( Van Rooijen), Venema 86' ( Johansson), Allouch 80' 81' ( Yaşar) RESERVEBANK: Zima, Craenmehr, Lathouwers, Dirks, Smans, Kristinsson |  |
| Stadion: Matchoholic Stadion, Dordrecht Toeschouwers: 1.691 Arbiter: Puts |              |           |                          | Bossin, Aberkane 55' 68' ( Schippers), El Azzouzi 80', Brito, Van Huizen 80', Çetin, Schuurman, Receveur, Camara 63' ( Touré), Pinas 78' ( Reemst), Doesburg 68' ( Longo) RESERVEBANK: Baltussen, Doornbusch, Koswal, Savastano, Van der Avert, Miceli, Smolarczyk, Tremour | Van der Gouw, Dekker, Ketting , Koglin, Janssen 36', Sedláček 81' ( Huisman), Kluskens 20' 60' ( Braken), De Boer 57', Berden 40' 81' ( Van Rooijen), Venema 86' ( Johansson), Allouch 80' 81' ( Yaşar) RESERVEBANK: Zima, Craenmehr, Lathouwers, Dirks, Smans, Kristinsson |  |
| Stadion: Matchoholic Stadion, Dordrecht Toeschouwers: 1.691 Arbiter: Puts |              |           |                          | Bossin, Aberkane 55' 68' ( Schippers), El Azzouzi 80', Brito, Van Huizen 80', Çetin, Schuurman, Receveur, Camara 63' ( Touré), Pinas 78' ( Reemst), Doesburg 68' ( Longo) RESERVEBANK: Baltussen, Doornbusch, Koswal, Savastano, Van der Avert, Miceli, Smolarczyk, Tremour | Van der Gouw, Dekker, Ketting , Koglin, Janssen 36', Sedláček 81' ( Huisman), Kluskens 20' 60' ( Braken), De Boer 57', Berden 40' 81' ( Van Rooijen), Venema 86' ( Johansson), Allouch 80' 81' ( Yaşar) RESERVEBANK: Zima, Craenmehr, Lathouwers, Dirks, Smans, Kristinsson |  |
|                                                                           |              |           |                          | | |  |

Speelronde 26:
| vrijdag 24 februari 2023, 20:00                                     | VVV-Venlo | 0-1 (0-0) | TOP Oss       | Opstelling VVV-Venlo | Opstelling TOP Oss |  |
| Stadion: Stadion De Koel, Venlo Toeschouwers: 4.696 Arbiter: Timmer |           |           | 77' Van Eijma | Van der Gouw, Dekker, Ketting , Koglin, Janssen, Sedláček 71' ( Van Rooijen 89'), Kluskens 60' ( Huisman), De Boer, Berden 61' ( Yaşar), Venema, Allouch 78' ( Kristinsson) RESERVEBANK: Zima, Craenmehr, Lathouwers, Henderikx, Roemer | Jansen, Pata, Piqué, Van Eijma, Mukeh 73' ( Clein), Dekker, Van Leeuwen 73' ( Gündüz), Stuy van den Herik , Van Hoeven 71' ( Margaret), Tejan 30', Margaritha 90+4' ( Hilderink) RESERVEBANK: Van Meurs, Schuurman, Pavlidis, Beekman, Lake, Allemeersch, Leidsman |  |
| Stadion: Stadion De Koel, Venlo Toeschouwers: 4.696 Arbiter: Timmer |           |           |               | Van der Gouw, Dekker, Ketting , Koglin, Janssen, Sedláček 71' ( Van Rooijen 89'), Kluskens 60' ( Huisman), De Boer, Berden 61' ( Yaşar), Venema, Allouch 78' ( Kristinsson) RESERVEBANK: Zima, Craenmehr, Lathouwers, Henderikx, Roemer | Jansen, Pata, Piqué, Van Eijma, Mukeh 73' ( Clein), Dekker, Van Leeuwen 73' ( Gündüz), Stuy van den Herik , Van Hoeven 71' ( Margaret), Tejan 30', Margaritha 90+4' ( Hilderink) RESERVEBANK: Van Meurs, Schuurman, Pavlidis, Beekman, Lake, Allemeersch, Leidsman |  |
| Stadion: Stadion De Koel, Venlo Toeschouwers: 4.696 Arbiter: Timmer |           |           |               | Van der Gouw, Dekker, Ketting , Koglin, Janssen, Sedláček 71' ( Van Rooijen 89'), Kluskens 60' ( Huisman), De Boer, Berden 61' ( Yaşar), Venema, Allouch 78' ( Kristinsson) RESERVEBANK: Zima, Craenmehr, Lathouwers, Henderikx, Roemer | Jansen, Pata, Piqué, Van Eijma, Mukeh 73' ( Clein), Dekker, Van Leeuwen 73' ( Gündüz), Stuy van den Herik , Van Hoeven 71' ( Margaret), Tejan 30', Margaritha 90+4' ( Hilderink) RESERVEBANK: Van Meurs, Schuurman, Pavlidis, Beekman, Lake, Allemeersch, Leidsman |  |
|                                                                     |           |           |               | | |  |

Speelronde 27:
| vrijdag 3 maart 2023, 20:00                                         | MVV Maastricht | 0-1 (0-1) | VVV-Venlo  | Opstelling MVV Maastricht | Opstelling VVV-Venlo |  |
| Stadion: De Geusselt, Maastricht Toeschouwers: 6.456 Arbiter: Blank |                |           | 14' Berden | Matthys, T. Zeegers 86' ( Essers), Van Helden 63', Waem , Labylle, Kleinen 21' 83' ( El Azrak), Steuckers, Džepar, Blummel 74' ( Livramento), Kostons, R. van Bommel 74' ( Remans) RESERVEBANK: Lambrix, Van Hecke, Schenk, T. van Bommel, Penders, Vijgen | Van der Gouw, Dekker 46' ( Lathouwers), Ketting , Koglin, Janssen, Sedláček, De Boer 83' ( Kluskens), Klaasen 66' ( Huisman), Berden 83' ( Johansson), Venema, Allouch 56' ( Braken) RESERVEBANK: Zima, Craenmehr, Dirks, Smans, Yaşar, Kristinsson, Roemer |  |
| Stadion: De Geusselt, Maastricht Toeschouwers: 6.456 Arbiter: Blank |                |           |            | Matthys, T. Zeegers 86' ( Essers), Van Helden 63', Waem , Labylle, Kleinen 21' 83' ( El Azrak), Steuckers, Džepar, Blummel 74' ( Livramento), Kostons, R. van Bommel 74' ( Remans) RESERVEBANK: Lambrix, Van Hecke, Schenk, T. van Bommel, Penders, Vijgen | Van der Gouw, Dekker 46' ( Lathouwers), Ketting , Koglin, Janssen, Sedláček, De Boer 83' ( Kluskens), Klaasen 66' ( Huisman), Berden 83' ( Johansson), Venema, Allouch 56' ( Braken) RESERVEBANK: Zima, Craenmehr, Dirks, Smans, Yaşar, Kristinsson, Roemer |  |
| Stadion: De Geusselt, Maastricht Toeschouwers: 6.456 Arbiter: Blank |                |           |            | Matthys, T. Zeegers 86' ( Essers), Van Helden 63', Waem , Labylle, Kleinen 21' 83' ( El Azrak), Steuckers, Džepar, Blummel 74' ( Livramento), Kostons, R. van Bommel 74' ( Remans) RESERVEBANK: Lambrix, Van Hecke, Schenk, T. van Bommel, Penders, Vijgen | Van der Gouw, Dekker 46' ( Lathouwers), Ketting , Koglin, Janssen, Sedláček, De Boer 83' ( Kluskens), Klaasen 66' ( Huisman), Berden 83' ( Johansson), Venema, Allouch 56' ( Braken) RESERVEBANK: Zima, Craenmehr, Dirks, Smans, Yaşar, Kristinsson, Roemer |  |
| Bijz.: Van Rooijen automatisch geschorst vanwege 5e gele kaart.     |                |           |            | | |  |

Speelronde 28:
| vrijdag 10 maart 2023, 20:00                                     | VVV-Venlo                                       | 4-0 (2-0) | FC Den Bosch | Opstelling VVV-Venlo | Opstelling FC Den Bosch |  |
| Stadion: Stadion De Koel, Venlo Toeschouwers: 4.524 Arbiter: Bos | Klaasen 32' De Boer 45+1' Venema 58' Braken 69' |           |              | Van der Gouw, Lathouwers, Ketting , Koglin, Janssen, Sedláček 56' ( Braken), De Boer 81' ( Van Rooijen), Klaasen, Berden 70' ( Huisman), Venema 70' ( Johansson), Allouch 70' ( Yaşar) RESERVEBANK: Zima, Craenmehr, Dirks, Kluskens, Smans, Roemer, Kristinsson | Sikking, Mulders, Van den Bogert 89' ( De Groot), Bowat, Gyamfi 65', Van der Heijden, Hammouti 75' ( Van Hees), Zelalem 90+2', Verbeek 90+1', Leijten 58' ( Patoulidis), Van Bakel 75' ( Barglan) RESERVEBANK: Vrolijks, Van Esch, J. van Hedel, Hendriks, Möller, Roos |  |
| Stadion: Stadion De Koel, Venlo Toeschouwers: 4.524 Arbiter: Bos |                                                 |           |              | Van der Gouw, Lathouwers, Ketting , Koglin, Janssen, Sedláček 56' ( Braken), De Boer 81' ( Van Rooijen), Klaasen, Berden 70' ( Huisman), Venema 70' ( Johansson), Allouch 70' ( Yaşar) RESERVEBANK: Zima, Craenmehr, Dirks, Kluskens, Smans, Roemer, Kristinsson | Sikking, Mulders, Van den Bogert 89' ( De Groot), Bowat, Gyamfi 65', Van der Heijden, Hammouti 75' ( Van Hees), Zelalem 90+2', Verbeek 90+1', Leijten 58' ( Patoulidis), Van Bakel 75' ( Barglan) RESERVEBANK: Vrolijks, Van Esch, J. van Hedel, Hendriks, Möller, Roos |  |
| Stadion: Stadion De Koel, Venlo Toeschouwers: 4.524 Arbiter: Bos |                                                 |           |              | Van der Gouw, Lathouwers, Ketting , Koglin, Janssen, Sedláček 56' ( Braken), De Boer 81' ( Van Rooijen), Klaasen, Berden 70' ( Huisman), Venema 70' ( Johansson), Allouch 70' ( Yaşar) RESERVEBANK: Zima, Craenmehr, Dirks, Kluskens, Smans, Roemer, Kristinsson | Sikking, Mulders, Van den Bogert 89' ( De Groot), Bowat, Gyamfi 65', Van der Heijden, Hammouti 75' ( Van Hees), Zelalem 90+2', Verbeek 90+1', Leijten 58' ( Patoulidis), Van Bakel 75' ( Barglan) RESERVEBANK: Vrolijks, Van Esch, J. van Hedel, Hendriks, Möller, Roos |  |
|                                                                  |                                                 |           |              | | |  |

Speelronde 29:
| maandag 13 maart 2023, 20:00                                         | Almere City                | 1-3 (1-0) | VVV-Venlo                         | Opstelling Almere City | Opstelling VVV-Venlo |  |
| Stadion: Yanmar Stadion, Almere Toeschouwers: 1.902 Arbiter: Nijhuis | Ritmeester van de Kamp 19' |           | 49' Venema 54' De Boer 61' Berden | Bakker, Akujobi 84' ( Corryn 90+3'), Van Bruggen , Barbet, Royo 79' ( Poll), Pascu 66' ( Hilterman), Peña 66' ( Hansen), Resink 76' ( Van La Parra), Ritmeester van de Kamp, Duijvestijn, Limbombe RESERVEBANK: Etemadi, Keller, Jacobs, Grootfaam, Smeets, Esajas, Alhaft | Van der Gouw, Lathouwers 46' ( Van Rooijen), Ketting, Koglin, Janssen, Sedláček 46' ( Huisman), De Boer, Klaasen, Berden 85' ( Yaşar), Braken 72' ( Kluskens), Venema 84' ( Allouch) RESERVEBANK: Zima, Craenmehr, Dirks, Johansson, Smans, Kristinsson, Roemer |  |
| Stadion: Yanmar Stadion, Almere Toeschouwers: 1.902 Arbiter: Nijhuis |                            |           |                                   | Bakker, Akujobi 84' ( Corryn 90+3'), Van Bruggen , Barbet, Royo 79' ( Poll), Pascu 66' ( Hilterman), Peña 66' ( Hansen), Resink 76' ( Van La Parra), Ritmeester van de Kamp, Duijvestijn, Limbombe RESERVEBANK: Etemadi, Keller, Jacobs, Grootfaam, Smeets, Esajas, Alhaft | Van der Gouw, Lathouwers 46' ( Van Rooijen), Ketting, Koglin, Janssen, Sedláček 46' ( Huisman), De Boer, Klaasen, Berden 85' ( Yaşar), Braken 72' ( Kluskens), Venema 84' ( Allouch) RESERVEBANK: Zima, Craenmehr, Dirks, Johansson, Smans, Kristinsson, Roemer |  |
| Stadion: Yanmar Stadion, Almere Toeschouwers: 1.902 Arbiter: Nijhuis |                            |           |                                   | Bakker, Akujobi 84' ( Corryn 90+3'), Van Bruggen , Barbet, Royo 79' ( Poll), Pascu 66' ( Hilterman), Peña 66' ( Hansen), Resink 76' ( Van La Parra), Ritmeester van de Kamp, Duijvestijn, Limbombe RESERVEBANK: Etemadi, Keller, Jacobs, Grootfaam, Smeets, Esajas, Alhaft | Van der Gouw, Lathouwers 46' ( Van Rooijen), Ketting, Koglin, Janssen, Sedláček 46' ( Huisman), De Boer, Klaasen, Berden 85' ( Yaşar), Braken 72' ( Kluskens), Venema 84' ( Allouch) RESERVEBANK: Zima, Craenmehr, Dirks, Johansson, Smans, Kristinsson, Roemer |  |
|                                                                      |                            |           |                                   | | |  |

Speelronde 30:
| zondag 19 maart 2023, 12:15                                            | VVV-Venlo   | 1-1 (0-0) | Roda JC Kerkrade | Opstelling VVV-Venlo | Opstelling Roda JC Kerkrade |  |
| Stadion: Stadion De Koel, Venlo Toeschouwers: 6.453 Arbiter: Nagtegaal | Ketting 57' |           | 50' Vente        | Van der Gouw, Van Rooijen 55' ( Lathouwers), Ketting, Koglin, Janssen, Huisman 74' ( Allouch), De Boer, Klaasen 89' ( Sedláček), Berden 90+4', Braken , Venema RESERVEBANK: Zima, Craenmehr, Dirks, Johansson, Kluskens, Smans, Roemer, Yaşar | Nicolas, Joppen, Röseler , Douglas 83' ( Postema), Lambrix, Takidine, Vossebelt, Schuurman 15', Van der Heide 74' ( Daneels), Vente, Ouaissa 67' ( Limbombe) RESERVEBANK: De Boer, Hamers, Barak, Mayer, Hartjes, Bijleveld, Sposito, Bangura |  |
| Stadion: Stadion De Koel, Venlo Toeschouwers: 6.453 Arbiter: Nagtegaal |             |           |                  | Van der Gouw, Van Rooijen 55' ( Lathouwers), Ketting, Koglin, Janssen, Huisman 74' ( Allouch), De Boer, Klaasen 89' ( Sedláček), Berden 90+4', Braken , Venema RESERVEBANK: Zima, Craenmehr, Dirks, Johansson, Kluskens, Smans, Roemer, Yaşar | Nicolas, Joppen, Röseler , Douglas 83' ( Postema), Lambrix, Takidine, Vossebelt, Schuurman 15', Van der Heide 74' ( Daneels), Vente, Ouaissa 67' ( Limbombe) RESERVEBANK: De Boer, Hamers, Barak, Mayer, Hartjes, Bijleveld, Sposito, Bangura |  |
| Stadion: Stadion De Koel, Venlo Toeschouwers: 6.453 Arbiter: Nagtegaal |             |           |                  | Van der Gouw, Van Rooijen 55' ( Lathouwers), Ketting, Koglin, Janssen, Huisman 74' ( Allouch), De Boer, Klaasen 89' ( Sedláček), Berden 90+4', Braken , Venema RESERVEBANK: Zima, Craenmehr, Dirks, Johansson, Kluskens, Smans, Roemer, Yaşar | Nicolas, Joppen, Röseler , Douglas 83' ( Postema), Lambrix, Takidine, Vossebelt, Schuurman 15', Van der Heide 74' ( Daneels), Vente, Ouaissa 67' ( Limbombe) RESERVEBANK: De Boer, Hamers, Barak, Mayer, Hartjes, Bijleveld, Sposito, Bangura |  |
|                                                                        |             |           |                  | | |  |

Speelronde 31:
| vrijdag 31 maart 2023, 20:00                                              | VVV-Venlo   | 1-3 (0-1) | NAC Breda                                 | Opstelling VVV-Venlo | Opstelling NAC Breda |  |
| Stadion: Stadion De Koel, Venlo Toeschouwers: 5.898 Arbiter: Van der Laan | De Boer 49' |           | 16' Omgba 57' Ómarsson 62' (e.d.) Janssen | Van der Gouw, Lathouwers 83' ( Allouch), Ketting, Koglin, Janssen, Huisman 64' ( Sedláček), De Boer 73', Klaasen 46' ( Johansson), Berden 83' ( Yaşar), Braken , Venema 69' ( Smans) RESERVEBANK: Zima, Craenmehr, Dirks, Henderikx, Kluskens, Kristinsson, Roemer | Kortsmit, Lucassen, Martina , Vet, García Mac Nulty, Wernersson 22' 75' ( Besselink), Garbett 84' ( Banzuzi), Staring, Omgba 84' ( Agougil), Van der Sande, Ómarsson 90' ( Herrmann) RESERVEBANK: Van de Merbel, Velthuis, Velanas, Van Schuppen, Boere, Kaied |  |
| Stadion: Stadion De Koel, Venlo Toeschouwers: 5.898 Arbiter: Van der Laan |             |           |                                           | Van der Gouw, Lathouwers 83' ( Allouch), Ketting, Koglin, Janssen, Huisman 64' ( Sedláček), De Boer 73', Klaasen 46' ( Johansson), Berden 83' ( Yaşar), Braken , Venema 69' ( Smans) RESERVEBANK: Zima, Craenmehr, Dirks, Henderikx, Kluskens, Kristinsson, Roemer | Kortsmit, Lucassen, Martina , Vet, García Mac Nulty, Wernersson 22' 75' ( Besselink), Garbett 84' ( Banzuzi), Staring, Omgba 84' ( Agougil), Van der Sande, Ómarsson 90' ( Herrmann) RESERVEBANK: Van de Merbel, Velthuis, Velanas, Van Schuppen, Boere, Kaied |  |
| Stadion: Stadion De Koel, Venlo Toeschouwers: 5.898 Arbiter: Van der Laan |             |           |                                           | Van der Gouw, Lathouwers 83' ( Allouch), Ketting, Koglin, Janssen, Huisman 64' ( Sedláček), De Boer 73', Klaasen 46' ( Johansson), Berden 83' ( Yaşar), Braken , Venema 69' ( Smans) RESERVEBANK: Zima, Craenmehr, Dirks, Henderikx, Kluskens, Kristinsson, Roemer | Kortsmit, Lucassen, Martina , Vet, García Mac Nulty, Wernersson 22' 75' ( Besselink), Garbett 84' ( Banzuzi), Staring, Omgba 84' ( Agougil), Van der Sande, Ómarsson 90' ( Herrmann) RESERVEBANK: Van de Merbel, Velthuis, Velanas, Van Schuppen, Boere, Kaied |  |
|                                                                           |             |           |                                           | | |  |

Speelronde 32:
| zondag 9 april 2023, 12:15                                                        | Willem II                 | 2-1 (1-1) | VVV-Venlo  | Opstelling Willem II | Opstelling VVV-Venlo |  |
| Stadion: Koning Willem II Stadion, Tilburg Toeschouwers: 13.525 Arbiter: Lindhout | Hornkamp 31' Hornkamp 51' |           | 21' Braken | Smits, Owusu, Schouten, Dammers , Verreth, Woudenberg, Oosting, Bosch, Svensson 63' ( Meerveld), Kabangu 89' ( Schroijen 90'), Hornkamp 78' ( De Leeuw) RESERVEBANK: Lamprou, Van den Berg, Vermeulen, Lachkar, Van Berkel, Spieringhs, Pal | Van der Gouw, Lathouwers 76' ( Dekker), Ketting, Kluskens, Koglin 65' ( Dirks), Janssen, De Boer 81', Van Rooijen 76' ( Venema), Sedláček 87' ( Yaşar), Braken 88' ( Kristinsson), Berden RESERVEBANK: Zima, Craenmehr, Henderikx, Smans, Roemer, Allouch |  |
| Stadion: Koning Willem II Stadion, Tilburg Toeschouwers: 13.525 Arbiter: Lindhout |                           |           |            | Smits, Owusu, Schouten, Dammers , Verreth, Woudenberg, Oosting, Bosch, Svensson 63' ( Meerveld), Kabangu 89' ( Schroijen 90'), Hornkamp 78' ( De Leeuw) RESERVEBANK: Lamprou, Van den Berg, Vermeulen, Lachkar, Van Berkel, Spieringhs, Pal | Van der Gouw, Lathouwers 76' ( Dekker), Ketting, Kluskens, Koglin 65' ( Dirks), Janssen, De Boer 81', Van Rooijen 76' ( Venema), Sedláček 87' ( Yaşar), Braken 88' ( Kristinsson), Berden RESERVEBANK: Zima, Craenmehr, Henderikx, Smans, Roemer, Allouch |  |
| Stadion: Koning Willem II Stadion, Tilburg Toeschouwers: 13.525 Arbiter: Lindhout |                           |           |            | Smits, Owusu, Schouten, Dammers , Verreth, Woudenberg, Oosting, Bosch, Svensson 63' ( Meerveld), Kabangu 89' ( Schroijen 90'), Hornkamp 78' ( De Leeuw) RESERVEBANK: Lamprou, Van den Berg, Vermeulen, Lachkar, Van Berkel, Spieringhs, Pal | Van der Gouw, Lathouwers 76' ( Dekker), Ketting, Kluskens, Koglin 65' ( Dirks), Janssen, De Boer 81', Van Rooijen 76' ( Venema), Sedláček 87' ( Yaşar), Braken 88' ( Kristinsson), Berden RESERVEBANK: Zima, Craenmehr, Henderikx, Smans, Roemer, Allouch |  |
|                                                                                   |                           |           |            | | |  |

Speelronde 33:
| vrijdag 14 april 2023, 20:00                                           | VVV-Venlo                    | 2-2 (0-1) | FC Eindhoven         | Opstelling VVV-Venlo | Opstelling FC Eindhoven |  |
| Stadion: Stadion De Koel, Venlo Toeschouwers: 5.864 Arbiter: Dieperink | Amevor 50' (e.d.) Venema 84' |           | 29' Amevor 68' Kökçü | Van der Gouw, Lathouwers 78' ( Van Rooijen), Ketting, Kluskens 46' ( Smans), Koglin 72' ( Dirks), Janssen, Sedláček, Klaasen 78' ( Venema), Berden, Braken , Yaşar 46' ( Allouch) RESERVEBANK: Zima, Craenmehr, Henderikx, Kristinsson, Roemer | Bertrams, Seedorf, Amevor , Janssen, Dahlhaus, Dorenbosch, Van Doorm 90' ( Diaby-Fadiga), De Keersmaecker, Bannis 58' ( Kökçü), Brym 90+2', Kestens 77' ( Rottier) RESERVEBANK: Bergmans, Odunze, Ogenia, Bogaers, Rêgo, Oostenbrink, Azzagari, Mokhtar |  |
| Stadion: Stadion De Koel, Venlo Toeschouwers: 5.864 Arbiter: Dieperink |                              |           |                      | Van der Gouw, Lathouwers 78' ( Van Rooijen), Ketting, Kluskens 46' ( Smans), Koglin 72' ( Dirks), Janssen, Sedláček, Klaasen 78' ( Venema), Berden, Braken , Yaşar 46' ( Allouch) RESERVEBANK: Zima, Craenmehr, Henderikx, Kristinsson, Roemer | Bertrams, Seedorf, Amevor , Janssen, Dahlhaus, Dorenbosch, Van Doorm 90' ( Diaby-Fadiga), De Keersmaecker, Bannis 58' ( Kökçü), Brym 90+2', Kestens 77' ( Rottier) RESERVEBANK: Bergmans, Odunze, Ogenia, Bogaers, Rêgo, Oostenbrink, Azzagari, Mokhtar |  |
| Stadion: Stadion De Koel, Venlo Toeschouwers: 5.864 Arbiter: Dieperink |                              |           |                      | Van der Gouw, Lathouwers 78' ( Van Rooijen), Ketting, Kluskens 46' ( Smans), Koglin 72' ( Dirks), Janssen, Sedláček, Klaasen 78' ( Venema), Berden, Braken , Yaşar 46' ( Allouch) RESERVEBANK: Zima, Craenmehr, Henderikx, Kristinsson, Roemer | Bertrams, Seedorf, Amevor , Janssen, Dahlhaus, Dorenbosch, Van Doorm 90' ( Diaby-Fadiga), De Keersmaecker, Bannis 58' ( Kökçü), Brym 90+2', Kestens 77' ( Rottier) RESERVEBANK: Bergmans, Odunze, Ogenia, Bogaers, Rêgo, Oostenbrink, Azzagari, Mokhtar |  |
| Bijz.: De Boer automatisch geschorst vanwege 5e gele kaart.            |                              |           |                      | | |  |

Speelronde 34:
| vrijdag 21 april 2023, 20:00                                            | Telstar | 1-0 (0-0) | VVV-Venlo | Opstelling Telstar | Opstelling VVV-Venlo |  |
| Stadion: BUKO Stadion, Velsen-Zuid Toeschouwers: 2.377 Arbiter: Ruperti | Min 53' |           |           | Koeman, Boussakou 60' ( Seedorf 84'), Apau, Aktaş, Oude Kotte, Turfkruier, Overtoom, Najah 8', Bensabouh 69' 89' ( Zakaria), Giousis 77' ( Plet), Min RESERVEBANK: Houweling, Van Ingen, Blackson, Kruiver, Mulder, Soares, Buffonge, Blommestijn, Van den Heerik | Van der Gouw, Lathouwers 62' ( Van Rooijen), Ketting, Koglin 80' ( Yaşar), Janssen 74', Klaasen 72' ( Kluskens 88'), De Boer, Smans 62' ( Venema), Berden 62' ( Huisman), Braken , Allouch RESERVEBANK: Zima, Craenmehr, Dirks, Henderikx, Sedláček, Kristinsson |  |
| Stadion: BUKO Stadion, Velsen-Zuid Toeschouwers: 2.377 Arbiter: Ruperti |         |           |           | Koeman, Boussakou 60' ( Seedorf 84'), Apau, Aktaş, Oude Kotte, Turfkruier, Overtoom, Najah 8', Bensabouh 69' 89' ( Zakaria), Giousis 77' ( Plet), Min RESERVEBANK: Houweling, Van Ingen, Blackson, Kruiver, Mulder, Soares, Buffonge, Blommestijn, Van den Heerik | Van der Gouw, Lathouwers 62' ( Van Rooijen), Ketting, Koglin 80' ( Yaşar), Janssen 74', Klaasen 72' ( Kluskens 88'), De Boer, Smans 62' ( Venema), Berden 62' ( Huisman), Braken , Allouch RESERVEBANK: Zima, Craenmehr, Dirks, Henderikx, Sedláček, Kristinsson |  |
| Stadion: BUKO Stadion, Velsen-Zuid Toeschouwers: 2.377 Arbiter: Ruperti |         |           |           | Koeman, Boussakou 60' ( Seedorf 84'), Apau, Aktaş, Oude Kotte, Turfkruier, Overtoom, Najah 8', Bensabouh 69' 89' ( Zakaria), Giousis 77' ( Plet), Min RESERVEBANK: Houweling, Van Ingen, Blackson, Kruiver, Mulder, Soares, Buffonge, Blommestijn, Van den Heerik | Van der Gouw, Lathouwers 62' ( Van Rooijen), Ketting, Koglin 80' ( Yaşar), Janssen 74', Klaasen 72' ( Kluskens 88'), De Boer, Smans 62' ( Venema), Berden 62' ( Huisman), Braken , Allouch RESERVEBANK: Zima, Craenmehr, Dirks, Henderikx, Sedláček, Kristinsson |  |
|                                                                         |         |           |           | | |  |

Speelronde 35:
| vrijdag 28 april 2023, 20:00                                          | VVV-Venlo | 0-1 (0-0) | Jong Ajax           | Opstelling VVV-Venlo | Opstelling Jong Ajax |  |
| Stadion: Stadion De Koel, Venlo Toeschouwers: 6.356 Arbiter: Rozendal |           |           | 83' (pen.) Hlynsson | Van der Gouw, Lathouwers 78' ( Dekker), Ketting, Dirks, Janssen, Klaasen 46' ( Van Rooijen), Sedláček 78', Smans 65' ( Venema), De Boer 61', Braken 82', Allouch 78' ( Huisman) RESERVEBANK: Zima, Craenmehr, Koglin, Henderikx, Kluskens, Yaşar, Kristinsson | De Graaff 90+2', Jermoumi 72' ( Henry), Aertssen, Warmerdam, Gooijer, Delgado 13' 59' ( Brandes), Hlynsson, Godts, Martha 88' ( Kalokoh), Rasmussen 71' ( Agougil), Idumbo Muzambo RESERVEBANK: Kremers, Chahid |  |
| Stadion: Stadion De Koel, Venlo Toeschouwers: 6.356 Arbiter: Rozendal |           |           |                     | Van der Gouw, Lathouwers 78' ( Dekker), Ketting, Dirks, Janssen, Klaasen 46' ( Van Rooijen), Sedláček 78', Smans 65' ( Venema), De Boer 61', Braken 82', Allouch 78' ( Huisman) RESERVEBANK: Zima, Craenmehr, Koglin, Henderikx, Kluskens, Yaşar, Kristinsson | De Graaff 90+2', Jermoumi 72' ( Henry), Aertssen, Warmerdam, Gooijer, Delgado 13' 59' ( Brandes), Hlynsson, Godts, Martha 88' ( Kalokoh), Rasmussen 71' ( Agougil), Idumbo Muzambo RESERVEBANK: Kremers, Chahid |  |
| Stadion: Stadion De Koel, Venlo Toeschouwers: 6.356 Arbiter: Rozendal |           |           |                     | Van der Gouw, Lathouwers 78' ( Dekker), Ketting, Dirks, Janssen, Klaasen 46' ( Van Rooijen), Sedláček 78', Smans 65' ( Venema), De Boer 61', Braken 82', Allouch 78' ( Huisman) RESERVEBANK: Zima, Craenmehr, Koglin, Henderikx, Kluskens, Yaşar, Kristinsson | De Graaff 90+2', Jermoumi 72' ( Henry), Aertssen, Warmerdam, Gooijer, Delgado 13' 59' ( Brandes), Hlynsson, Godts, Martha 88' ( Kalokoh), Rasmussen 71' ( Agougil), Idumbo Muzambo RESERVEBANK: Kremers, Chahid |  |
|                                                                       |           |           |                     | | |  |

Speelronde 36:
| vrijdag 5 mei 2023, 20:00                                                 | Helmond Sport | 1-1 (0-0) | VVV-Venlo  | Opstelling Helmond Sport | Opstelling VVV-Venlo |  |
| Stadion: GS Staalwerken Stadion, Helmond Toeschouwers: 1.954 Arbiter: Vos | Arias 75'     |           | 68' Braken | Havekotte , Lion, Kreekels, Van den Eynden, Çulhacı 46' ( Van Hove), Vankerkhoven 72' ( Van Ooijen), Chacón, Van Keilegom, Maddy 83', Goselink 66' ( Arias), Kaars RESERVEBANK: Mantel, Azmi, Terzi, Mistrafović, Essanoussi, Scholten, Lieftink, Bosiers, Lorentzen | Van der Gouw, Dekker 65' ( Lathouwers), Ketting, Dirks, Janssen, Klaasen, De Boer 65' ( Huisman), Van Rooijen, Smans 81' ( Yaşar), Braken , Allouch 60' ( Venema) RESERVEBANK: Zima, Craenmehr, Koglin, Henderikx, Kluskens, Kristinsson |  |
| Stadion: GS Staalwerken Stadion, Helmond Toeschouwers: 1.954 Arbiter: Vos |               |           |            | Havekotte , Lion, Kreekels, Van den Eynden, Çulhacı 46' ( Van Hove), Vankerkhoven 72' ( Van Ooijen), Chacón, Van Keilegom, Maddy 83', Goselink 66' ( Arias), Kaars RESERVEBANK: Mantel, Azmi, Terzi, Mistrafović, Essanoussi, Scholten, Lieftink, Bosiers, Lorentzen | Van der Gouw, Dekker 65' ( Lathouwers), Ketting, Dirks, Janssen, Klaasen, De Boer 65' ( Huisman), Van Rooijen, Smans 81' ( Yaşar), Braken , Allouch 60' ( Venema) RESERVEBANK: Zima, Craenmehr, Koglin, Henderikx, Kluskens, Kristinsson |  |
| Stadion: GS Staalwerken Stadion, Helmond Toeschouwers: 1.954 Arbiter: Vos |               |           |            | Havekotte , Lion, Kreekels, Van den Eynden, Çulhacı 46' ( Van Hove), Vankerkhoven 72' ( Van Ooijen), Chacón, Van Keilegom, Maddy 83', Goselink 66' ( Arias), Kaars RESERVEBANK: Mantel, Azmi, Terzi, Mistrafović, Essanoussi, Scholten, Lieftink, Bosiers, Lorentzen | Van der Gouw, Dekker 65' ( Lathouwers), Ketting, Dirks, Janssen, Klaasen, De Boer 65' ( Huisman), Van Rooijen, Smans 81' ( Yaşar), Braken , Allouch 60' ( Venema) RESERVEBANK: Zima, Craenmehr, Koglin, Henderikx, Kluskens, Kristinsson |  |
|                                                                           |               |           |            | | |  |

Speelronde 37:
| vrijdag 12 mei 2023, 20:00                                                             | VVV-Venlo                    | 2-1 (0-0) | De Graafschap | Opstelling VVV-Venlo | Opstelling De Graafschap |  |
| Stadion: Stadion De Koel, Venlo Toeschouwers: 6.180 Arbiter: Bos                       | Lathouwers 49' Huisman 90+3' |           | 50' Haen      | Van der Gouw, Lathouwers 66' ( Koglin), Ketting, Dirks, Janssen, Klaasen, Van Rooijen 85' ( Kluskens), Smans 85' ( Huisman), De Boer, Braken 71' ( Venema), Allouch 71' ( Johansson) RESERVEBANK: Zima, Craenmehr, Henderikx, Kristinsson, Yaşar | Jurjus, Fortes, Lammers 76' ( Benschop), Hillen, Büttner, De Jong 57' ( Kaandorp), Brittijn, Kaak 76' ( Raterink), Korte, Haen, Önal 57' ( Lukassen 70') RESERVEBANK: Wieggers, Bakker, Hardeman, Schouten, Wevers, Yadir, Schoppema, Van der Heiden |  |
| Stadion: Stadion De Koel, Venlo Toeschouwers: 6.180 Arbiter: Bos                       |                              |           |               | Van der Gouw, Lathouwers 66' ( Koglin), Ketting, Dirks, Janssen, Klaasen, Van Rooijen 85' ( Kluskens), Smans 85' ( Huisman), De Boer, Braken 71' ( Venema), Allouch 71' ( Johansson) RESERVEBANK: Zima, Craenmehr, Henderikx, Kristinsson, Yaşar | Jurjus, Fortes, Lammers 76' ( Benschop), Hillen, Büttner, De Jong 57' ( Kaandorp), Brittijn, Kaak 76' ( Raterink), Korte, Haen, Önal 57' ( Lukassen 70') RESERVEBANK: Wieggers, Bakker, Hardeman, Schouten, Wevers, Yadir, Schoppema, Van der Heiden |  |
| Stadion: Stadion De Koel, Venlo Toeschouwers: 6.180 Arbiter: Bos                       |                              |           |               | Van der Gouw, Lathouwers 66' ( Koglin), Ketting, Dirks, Janssen, Klaasen, Van Rooijen 85' ( Kluskens), Smans 85' ( Huisman), De Boer, Braken 71' ( Venema), Allouch 71' ( Johansson) RESERVEBANK: Zima, Craenmehr, Henderikx, Kristinsson, Yaşar | Jurjus, Fortes, Lammers 76' ( Benschop), Hillen, Büttner, De Jong 57' ( Kaandorp), Brittijn, Kaak 76' ( Raterink), Korte, Haen, Önal 57' ( Lukassen 70') RESERVEBANK: Wieggers, Bakker, Hardeman, Schouten, Wevers, Yadir, Schoppema, Van der Heiden |  |
| Bijz.: VVV verzekert zich op basis van de klassering op de ranglijst voor de play-off. |                              |           |               | | |  |

Speelronde 38:
| vrijdag 19 mei 2023, 20:00                                                 | Jong FC Utrecht | 1-1 (0-1) | VVV-Venlo         | Opstelling Jong FC Utrecht | Opstelling VVV-Venlo |  |
| Stadion: Sportcomplex Zoudenbalch, Utrecht Toeschouwers: 525 Arbiter: Puts | Edhart 89'      |           | 33' (pen.) Braken | Gadellaa, Boumenjal 46' ( Felicia), Rawlins, Mamengi 46' ( Ikeshita), Leliendal 83' ( Held), Van Eldik 63' ( Timber), Reijnders, Jenner 82', Augustinus-Jensen 77' ( Oehlers), Rijks, Edhart RESERVEBANK: Van der Heijden, Samson, El Arguioui, Van de Haar | Van der Gouw, Lathouwers 63' ( Klaasen 84'), Ketting, Dirks, Kristinsson 90+2' ( Henderikx), Huisman 70' ( Yaşar), Kluskens, Van Rooijen, Smans, Braken 63' ( Venema), Allouch 90+4' RESERVEBANK: Zima, Craenmehr, Van Zutphen, Bartu |  |
| Stadion: Sportcomplex Zoudenbalch, Utrecht Toeschouwers: 525 Arbiter: Puts |                 |           |                   | Gadellaa, Boumenjal 46' ( Felicia), Rawlins, Mamengi 46' ( Ikeshita), Leliendal 83' ( Held), Van Eldik 63' ( Timber), Reijnders, Jenner 82', Augustinus-Jensen 77' ( Oehlers), Rijks, Edhart RESERVEBANK: Van der Heijden, Samson, El Arguioui, Van de Haar | Van der Gouw, Lathouwers 63' ( Klaasen 84'), Ketting, Dirks, Kristinsson 90+2' ( Henderikx), Huisman 70' ( Yaşar), Kluskens, Van Rooijen, Smans, Braken 63' ( Venema), Allouch 90+4' RESERVEBANK: Zima, Craenmehr, Van Zutphen, Bartu |  |
| Stadion: Sportcomplex Zoudenbalch, Utrecht Toeschouwers: 525 Arbiter: Puts |                 |           |                   | Gadellaa, Boumenjal 46' ( Felicia), Rawlins, Mamengi 46' ( Ikeshita), Leliendal 83' ( Held), Van Eldik 63' ( Timber), Reijnders, Jenner 82', Augustinus-Jensen 77' ( Oehlers), Rijks, Edhart RESERVEBANK: Van der Heijden, Samson, El Arguioui, Van de Haar | Van der Gouw, Lathouwers 63' ( Klaasen 84'), Ketting, Dirks, Kristinsson 90+2' ( Henderikx), Huisman 70' ( Yaşar), Kluskens, Van Rooijen, Smans, Braken 63' ( Venema), Allouch 90+4' RESERVEBANK: Zima, Craenmehr, Van Zutphen, Bartu |  |
| Bijz.: Laatste competitiewedstrijd. Competitiedebuut Henderikx namens VVV. |                 |           |                   | | |  |

### Play-offs
Eerste ronde heenwedstrijd:
| dinsdag 23 mei 2023, 18:45 | VVV-Venlo                                 | 3-2 (2-2) | Willem II                 | Opstelling VVV-Venlo | Opstelling Willem II |  |
| Stadion: Stadion De Koel, Venlo Toeschouwers: 5.392 Arbiter: Dieperink | Braken 41' Braken 45+3' (pen.) Venema 65' |           | 13' Hornkamp 36' Hornkamp | Van der Gouw, Lathouwers 46' ( Koglin), Ketting, Dirks, Janssen, Klaasen 5', Van Rooijen, Smans, Venema 76' ( Johansson), Braken 36' 90+2' ( Huisman), Allouch 56' ( De Boer) RESERVEBANK: Zima, Schrick, Henderikx, Kluskens, Kristinsson, Yaşar | Smits, Vermeulen, Schouten, Verreth 76', Woudenberg 71' ( Heerkens), Van Berkel, Bosch 71' ( Meerveld), Oosting 88' ( Svensson), Llonch 45+2', Hornkamp 90+4', Kabangu 71' ( Bokila 90+1') RESERVEBANK: Lamprou, Van den Berg, Spieringhs, De Leeuw, Mathieu, Schroijen |  |
| Stadion: Stadion De Koel, Venlo Toeschouwers: 5.392 Arbiter: Dieperink |                                           |           |                           | Van der Gouw, Lathouwers 46' ( Koglin), Ketting, Dirks, Janssen, Klaasen 5', Van Rooijen, Smans, Venema 76' ( Johansson), Braken 36' 90+2' ( Huisman), Allouch 56' ( De Boer) RESERVEBANK: Zima, Schrick, Henderikx, Kluskens, Kristinsson, Yaşar | Smits, Vermeulen, Schouten, Verreth 76', Woudenberg 71' ( Heerkens), Van Berkel, Bosch 71' ( Meerveld), Oosting 88' ( Svensson), Llonch 45+2', Hornkamp 90+4', Kabangu 71' ( Bokila 90+1') RESERVEBANK: Lamprou, Van den Berg, Spieringhs, De Leeuw, Mathieu, Schroijen |  |
| Stadion: Stadion De Koel, Venlo Toeschouwers: 5.392 Arbiter: Dieperink |                                           |           |                           | Van der Gouw, Lathouwers 46' ( Koglin), Ketting, Dirks, Janssen, Klaasen 5', Van Rooijen, Smans, Venema 76' ( Johansson), Braken 36' 90+2' ( Huisman), Allouch 56' ( De Boer) RESERVEBANK: Zima, Schrick, Henderikx, Kluskens, Kristinsson, Yaşar | Smits, Vermeulen, Schouten, Verreth 76', Woudenberg 71' ( Heerkens), Van Berkel, Bosch 71' ( Meerveld), Oosting 88' ( Svensson), Llonch 45+2', Hornkamp 90+4', Kabangu 71' ( Bokila 90+1') RESERVEBANK: Lamprou, Van den Berg, Spieringhs, De Leeuw, Mathieu, Schroijen |  |
| Bijz.: Handsbal van Llonch in de 45+1e minuut werd aanvankelijk over het hoofd gezien door scheidsrechter Rob Dieperink. Na ingrijpen van de videoscheidsrechter (VAR) Marc Nagtegaal kreeg VVV alsnog een penalty toegekend. |                                           |           |                           | | |  |

Eerste ronde return:
| zaterdag 27 mei 2023, 16:30 | Willem II            | 2-2 n.v. (2-0) | VVV-Venlo               | Opstelling Willem II | Opstelling VVV-Venlo |  |
| Stadion: Koning Willem II Stadion, Tilburg Toeschouwers: 13.326 Arbiter: Oostrom | Kabangu 7' Bosch 22' |                | 74' Venema 120+1' Yaşar | Smits, Owusu 76' 91' ( Lachkar), Schouten 10', Heerkens 73' 75' ( Vermeulen), Woudenberg 86' ( Spieringhs), Van Berkel 116' ( Schroijen), Bosch, Oosting, Meerveld 75' ( Llonch), Hornkamp 66' ( Bokila), Kabangu RESERVEBANK: Lamprou, Van den Berg, De Leeuw, Mathieu, Svensson, Pal | Van der Gouw, Dekker 12' 53' ( Johansson 116' ( Kristinsson)), Ketting, Dirks 46' ( Koglin), Janssen, Klaasen 70' ( Allouch), De Boer 67', Van Rooijen, Venema, Braken 84' ( Yaşar 120+2'), Smans 15' ( Huisman 106' ( Kluskens)) RESERVEBANK: Zima, Craenmehr, Henderikx, Lathouwers, Berden |  |
| Stadion: Koning Willem II Stadion, Tilburg Toeschouwers: 13.326 Arbiter: Oostrom |                      |                |                         | Smits, Owusu 76' 91' ( Lachkar), Schouten 10', Heerkens 73' 75' ( Vermeulen), Woudenberg 86' ( Spieringhs), Van Berkel 116' ( Schroijen), Bosch, Oosting, Meerveld 75' ( Llonch), Hornkamp 66' ( Bokila), Kabangu RESERVEBANK: Lamprou, Van den Berg, De Leeuw, Mathieu, Svensson, Pal | Van der Gouw, Dekker 12' 53' ( Johansson 116' ( Kristinsson)), Ketting, Dirks 46' ( Koglin), Janssen, Klaasen 70' ( Allouch), De Boer 67', Van Rooijen, Venema, Braken 84' ( Yaşar 120+2'), Smans 15' ( Huisman 106' ( Kluskens)) RESERVEBANK: Zima, Craenmehr, Henderikx, Lathouwers, Berden |  |
| Stadion: Koning Willem II Stadion, Tilburg Toeschouwers: 13.326 Arbiter: Oostrom |                      |                |                         | Smits, Owusu 76' 91' ( Lachkar), Schouten 10', Heerkens 73' 75' ( Vermeulen), Woudenberg 86' ( Spieringhs), Van Berkel 116' ( Schroijen), Bosch, Oosting, Meerveld 75' ( Llonch), Hornkamp 66' ( Bokila), Kabangu RESERVEBANK: Lamprou, Van den Berg, De Leeuw, Mathieu, Svensson, Pal | Van der Gouw, Dekker 12' 53' ( Johansson 116' ( Kristinsson)), Ketting, Dirks 46' ( Koglin), Janssen, Klaasen 70' ( Allouch), De Boer 67', Van Rooijen, Venema, Braken 84' ( Yaşar 120+2'), Smans 15' ( Huisman 106' ( Kluskens)) RESERVEBANK: Zima, Craenmehr, Henderikx, Lathouwers, Berden |  |
| Bijz.: Kabangu scoort in de 54e minuut de 3-0, maar hieraan voorafgaand hands werd daarbij aanvankelijk over het hoofd gezien door scheidsrechter Ingmar Oostrom. Na ingrijpen van de videoscheidsrechter (VAR) Martin Pérez werd het doelpunt alsnog afgekeurd. Totaalscore over twee wedstrijden: 4-5. VVV verder naar de volgende ronde. |                      |                |                         | | |  |

Halve finale heenwedstrijd:
| dinsdag 30 mei 2023, 20:00 | VVV-Venlo      | 1-1 (1-1) | Almere City  | Opstelling VVV-Venlo | Opstelling Almere City |  |
| Stadion: Stadion De Koel, Venlo Toeschouwers: 7.201 Arbiter: Van den Kerkhof | Van Rooijen 7' |           | 29' Limbombe | Van der Gouw, Dekker 72' ( Lathouwers), Ketting, Koglin, Janssen 76' ( Dirks), Klaasen 63' ( Johansson), De Boer 79', Van Rooijen 90+1', Venema, Braken , Huisman 72' ( Allouch) RESERVEBANK: Zima, Craenmehr, Henderikx, Kluskens, Kristinsson, Yaşar, Thier | Bakker, Akujobi 90+5', Van Bruggen , Barbet, Royo 49' ( Post 70'), Pascu 58' ( Hilterman), Peña, Smeets, Ritmeester van de Kamp 58' ( Alhaft), Duijvestijn 72' ( Esajas 86'), Limbombe 58' ( Van La Parra) RESERVEBANK: Etemadi, Keller, Jacobs, Poll, Resink, Puriel, Noslin |  |
| Stadion: Stadion De Koel, Venlo Toeschouwers: 7.201 Arbiter: Van den Kerkhof |                |           |              | Van der Gouw, Dekker 72' ( Lathouwers), Ketting, Koglin, Janssen 76' ( Dirks), Klaasen 63' ( Johansson), De Boer 79', Van Rooijen 90+1', Venema, Braken , Huisman 72' ( Allouch) RESERVEBANK: Zima, Craenmehr, Henderikx, Kluskens, Kristinsson, Yaşar, Thier | Bakker, Akujobi 90+5', Van Bruggen , Barbet, Royo 49' ( Post 70'), Pascu 58' ( Hilterman), Peña, Smeets, Ritmeester van de Kamp 58' ( Alhaft), Duijvestijn 72' ( Esajas 86'), Limbombe 58' ( Van La Parra) RESERVEBANK: Etemadi, Keller, Jacobs, Poll, Resink, Puriel, Noslin |  |
| Stadion: Stadion De Koel, Venlo Toeschouwers: 7.201 Arbiter: Van den Kerkhof |                |           |              | Van der Gouw, Dekker 72' ( Lathouwers), Ketting, Koglin, Janssen 76' ( Dirks), Klaasen 63' ( Johansson), De Boer 79', Van Rooijen 90+1', Venema, Braken , Huisman 72' ( Allouch) RESERVEBANK: Zima, Craenmehr, Henderikx, Kluskens, Kristinsson, Yaşar, Thier | Bakker, Akujobi 90+5', Van Bruggen , Barbet, Royo 49' ( Post 70'), Pascu 58' ( Hilterman), Peña, Smeets, Ritmeester van de Kamp 58' ( Alhaft), Duijvestijn 72' ( Esajas 86'), Limbombe 58' ( Van La Parra) RESERVEBANK: Etemadi, Keller, Jacobs, Poll, Resink, Puriel, Noslin |  |
| Bijz.: Overtreding van Post op Janssen in de 69e minuut werd aanvankelijk slechts met een gele kaart bestraft door scheidsrechter Martin van den Kerkhof. Na ingrijpen van de videoscheidsrechter (VAR) Laurens Gerrets werd de gele kaart omgezet in een rode kaart. |                |           |              | | |  |

Halve finale return:
| zaterdag 3 juni 2023, 16:30 | Almere City                                          | 1-1 n.v. (0-0) | VVV-Venlo                                 | Opstelling Almere City | Opstelling VVV-Venlo |  |
| Stadion: Yanmar Stadion, Almere Toeschouwers: 4.019 Arbiter: Van de Graaf | Duijvestijn 50' Van La Parra Alhaft Duijvestijn Peña |                | 62' Allouch Venema Allouch Koglin De Boer | Bakker, Akujobi 55', Jacobs, Van Bruggen 109', Barbet 89' 92' ( Poll), Peña, Duijvestijn 42', Smeets 75' ( Resink), Pascu 65' ( Alhaft), Hilterman 120' ( Ritmeester van de Kamp), Limbombe 75' ( Van La Parra) RESERVEBANK: Etemadi, Keller, Guiting, Kromah, Esajas, Puriel, Noslin | Van der Gouw, Dekker 90+3' ( Lathouwers), Ketting 113', Koglin, Janssen, Klaasen 57' ( Johansson 82' 106' ( Kristinsson)), De Boer, Van Rooijen, Venema, Braken 88' ( Yaşar), Huisman 46' ( Allouch 62') RESERVEBANK: Zima, Craenmehr, Dirks, Henderikx, Kluskens, Bartu, Thier |  |
| Stadion: Yanmar Stadion, Almere Toeschouwers: 4.019 Arbiter: Van de Graaf |                                                      |                |                                           | Bakker, Akujobi 55', Jacobs, Van Bruggen 109', Barbet 89' 92' ( Poll), Peña, Duijvestijn 42', Smeets 75' ( Resink), Pascu 65' ( Alhaft), Hilterman 120' ( Ritmeester van de Kamp), Limbombe 75' ( Van La Parra) RESERVEBANK: Etemadi, Keller, Guiting, Kromah, Esajas, Puriel, Noslin | Van der Gouw, Dekker 90+3' ( Lathouwers), Ketting 113', Koglin, Janssen, Klaasen 57' ( Johansson 82' 106' ( Kristinsson)), De Boer, Van Rooijen, Venema, Braken 88' ( Yaşar), Huisman 46' ( Allouch 62') RESERVEBANK: Zima, Craenmehr, Dirks, Henderikx, Kluskens, Bartu, Thier |  |
| Stadion: Yanmar Stadion, Almere Toeschouwers: 4.019 Arbiter: Van de Graaf |                                                      |                |                                           | Bakker, Akujobi 55', Jacobs, Van Bruggen 109', Barbet 89' 92' ( Poll), Peña, Duijvestijn 42', Smeets 75' ( Resink), Pascu 65' ( Alhaft), Hilterman 120' ( Ritmeester van de Kamp), Limbombe 75' ( Van La Parra) RESERVEBANK: Etemadi, Keller, Guiting, Kromah, Esajas, Puriel, Noslin | Van der Gouw, Dekker 90+3' ( Lathouwers), Ketting 113', Koglin, Janssen, Klaasen 57' ( Johansson 82' 106' ( Kristinsson)), De Boer, Van Rooijen, Venema, Braken 88' ( Yaşar), Huisman 46' ( Allouch 62') RESERVEBANK: Zima, Craenmehr, Dirks, Henderikx, Kluskens, Bartu, Thier |  |
| Bijz.: Wedstrijd in de 63e minuut tijdelijk onderbroken vanwege gooien plastic bierglas op het veld, kwartier later hervat. Totaalscore over twee wedstrijden: 2-2. Almere City wint na strafschoppen 2-0. VVV uitgeschakeld. |                                                      |                |                                           | | |  |

### KNVB Beker
Eerste ronde:
| donderdag 20 oktober 2022, 20:00                                                 | VV Dongen    | 1-2 (1-0) | VVV-Venlo                | Opstelling VV Dongen | Opstelling VVV-Venlo |  |
| Stadion: Sportpark "De Biezen", Dongen Toeschouwers: 1.500 Arbiter: Van der Laan | Avontuur 12' |           | 74' Verheijen 90' Braken | Heijstee, Spijkers, Clemens 75' ( Bombarda), Martens, Longo, Avontuur 45+2', Hultermans, Kamaçi , Siemerink 58' ( Bastmeijer), Van Bree, Sesay 84' ( Tolboom) RESERVEBANK: Daver, Ercan, Solak | Van der Gouw, Koglin, Kluskens, Ketting , Dirks 46' ( Janssen, Sedláček 65' ( Dekker), Van Rooijen, Smans 61' ( Venema), Roemer, Kristinsson 46' ( Braken, Johansson 68' ( Verheijen) RESERVEBANK: Craenmehr, Schrick, De Boer, Klaasen, Huisman, Vosselman, Yaşar |  |
| Stadion: Sportpark "De Biezen", Dongen Toeschouwers: 1.500 Arbiter: Van der Laan |              |           |                          | Heijstee, Spijkers, Clemens 75' ( Bombarda), Martens, Longo, Avontuur 45+2', Hultermans, Kamaçi , Siemerink 58' ( Bastmeijer), Van Bree, Sesay 84' ( Tolboom) RESERVEBANK: Daver, Ercan, Solak | Van der Gouw, Koglin, Kluskens, Ketting , Dirks 46' ( Janssen, Sedláček 65' ( Dekker), Van Rooijen, Smans 61' ( Venema), Roemer, Kristinsson 46' ( Braken, Johansson 68' ( Verheijen) RESERVEBANK: Craenmehr, Schrick, De Boer, Klaasen, Huisman, Vosselman, Yaşar |  |
| Stadion: Sportpark "De Biezen", Dongen Toeschouwers: 1.500 Arbiter: Van der Laan |              |           |                          | Heijstee, Spijkers, Clemens 75' ( Bombarda), Martens, Longo, Avontuur 45+2', Hultermans, Kamaçi , Siemerink 58' ( Bastmeijer), Van Bree, Sesay 84' ( Tolboom) RESERVEBANK: Daver, Ercan, Solak | Van der Gouw, Koglin, Kluskens, Ketting , Dirks 46' ( Janssen, Sedláček 65' ( Dekker), Van Rooijen, Smans 61' ( Venema), Roemer, Kristinsson 46' ( Braken, Johansson 68' ( Verheijen) RESERVEBANK: Craenmehr, Schrick, De Boer, Klaasen, Huisman, Vosselman, Yaşar |  |
| Bijz.: VVV plaatst zich voor de volgende bekerronde.                             |              |           |                          | | |  |

Tweede ronde:
| woensdag 11 januari 2023, 20:00                                    | VVV-Venlo              | 2-3 (0-2) | FC Emmen                          | Opstelling VVV-Venlo | Opstelling FC Emmen |  |
| Stadion: Stadion De Koel, Venlo Toeschouwers: 3.421 Arbiter: Pérez | Huisman 58' Venema 75' |           | 31' Vlak 34' Diemers 90+4' Araujo | Zima, Dekker, Ketting , Koglin, Janssen 65' 75' ( Lathouwers), Klaasen 62' 76' ( Kluskens), Sedláček, Huisman 90+2' ( Van Rooijen), De Boer 34' 57' ( Roemer), Venema, Johansson 45' 57' ( Kristinsson) RESERVEBANK: Van der Gouw, Craenmehr, Jacobs, Dirks, Smans, Yaşar | Van der Hart, Araujo , Heylen, Bouchouari, Dirksen 59' ( Luzayadio 84' ( Veldmate)), Veendorp, El Messaoudi 46' ( Bernadou), Vlak 90+2', Romeny 74' ( Assehnoun), Živković, Diemers 73' ( Mendes) RESERVEBANK: Van Dorp, Oelschlägel, Toufiqui, De Lannoy, Quaedvlieg, Scholte |  |
| Stadion: Stadion De Koel, Venlo Toeschouwers: 3.421 Arbiter: Pérez |                        |           |                                   | Zima, Dekker, Ketting , Koglin, Janssen 65' 75' ( Lathouwers), Klaasen 62' 76' ( Kluskens), Sedláček, Huisman 90+2' ( Van Rooijen), De Boer 34' 57' ( Roemer), Venema, Johansson 45' 57' ( Kristinsson) RESERVEBANK: Van der Gouw, Craenmehr, Jacobs, Dirks, Smans, Yaşar | Van der Hart, Araujo , Heylen, Bouchouari, Dirksen 59' ( Luzayadio 84' ( Veldmate)), Veendorp, El Messaoudi 46' ( Bernadou), Vlak 90+2', Romeny 74' ( Assehnoun), Živković, Diemers 73' ( Mendes) RESERVEBANK: Van Dorp, Oelschlägel, Toufiqui, De Lannoy, Quaedvlieg, Scholte |  |
| Stadion: Stadion De Koel, Venlo Toeschouwers: 3.421 Arbiter: Pérez |                        |           |                                   | Zima, Dekker, Ketting , Koglin, Janssen 65' 75' ( Lathouwers), Klaasen 62' 76' ( Kluskens), Sedláček, Huisman 90+2' ( Van Rooijen), De Boer 34' 57' ( Roemer), Venema, Johansson 45' 57' ( Kristinsson) RESERVEBANK: Van der Gouw, Craenmehr, Jacobs, Dirks, Smans, Yaşar | Van der Hart, Araujo , Heylen, Bouchouari, Dirksen 59' ( Luzayadio 84' ( Veldmate)), Veendorp, El Messaoudi 46' ( Bernadou), Vlak 90+2', Romeny 74' ( Assehnoun), Živković, Diemers 73' ( Mendes) RESERVEBANK: Van Dorp, Oelschlägel, Toufiqui, De Lannoy, Quaedvlieg, Scholte |  |
| Bijz.: VVV uitgeschakeld in de beker.                              |                        |           |                                   | | |  |

## Oefenwedstrijden

### Voorbereiding
| zaterdag 2 juli 2022, 17:00                                 | SV Roggel | 0-5 (0-4) | VVV-Venlo                                              | Opstelling SV Roggel | Opstelling VVV-Venlo |
| Stadion: Sportpark "De Mössehook", Roggel Arbiter: Azarfane |           |           | 4' Braken 34' De Boer 39' Roemer 44' Roemer 48' Venema |                      | Van der Gouw 46' ( Zima), Ngobi 46' ( Sedláček), Koglin 46' ( Theunissen), Henderikx 46' ( Dirks), Jacobs 46' ( Janssen), Titulaer 46' ( Van Rooijen ), Klaasen 46' ( Kluskens), De Boer 46' ( Verheijen), Roemer 46' ( Venema), Bastiaans 46' ( Johansson), Braken 46' ( Yaşar) RESERVEBANK: Martens-Fleurkens |
| Stadion: Sportpark "De Mössehook", Roggel Arbiter: Azarfane |           |           |                                                        |                      | Van der Gouw 46' ( Zima), Ngobi 46' ( Sedláček), Koglin 46' ( Theunissen), Henderikx 46' ( Dirks), Jacobs 46' ( Janssen), Titulaer 46' ( Van Rooijen ), Klaasen 46' ( Kluskens), De Boer 46' ( Verheijen), Roemer 46' ( Venema), Bastiaans 46' ( Johansson), Braken 46' ( Yaşar) RESERVEBANK: Martens-Fleurkens |
| Stadion: Sportpark "De Mössehook", Roggel Arbiter: Azarfane |           |           |                                                        |                      | Van der Gouw 46' ( Zima), Ngobi 46' ( Sedláček), Koglin 46' ( Theunissen), Henderikx 46' ( Dirks), Jacobs 46' ( Janssen), Titulaer 46' ( Van Rooijen ), Klaasen 46' ( Kluskens), De Boer 46' ( Verheijen), Roemer 46' ( Venema), Bastiaans 46' ( Johansson), Braken 46' ( Yaşar) RESERVEBANK: Martens-Fleurkens |
| Bijz.: Yaşar speelt op proef mee.                           |           |           |                                                        |                      | |

| dinsdag 5 juli 2022, 19:00                                | Wittenhorst | 0-7 (0-5) | VVV-Venlo                                                                                     | Opstelling Wittenhorst | Opstelling VVV-Venlo |
| Stadion: Sportpark "Ter Horst", Horst Toeschouwers: 1.000 |             |           | 7' Van Rooijen 10' Van Rooijen 15' Janssen 23' Venema 39' (pen.) Venema 56' Roemer 77' Roemer |                        | Zima 46' ( Van der Gouw), Sedláček 46' ( Ngobi), Theunissen 25' ( Jacobs 46' ( Koglin )), Dirks 46' ( Henderikx), Janssen 46' ( Martens-Fleurkens), Van Rooijen 46' ( De Boer), Kluskens 46' ( Klaasen), Verheijen 46' ( Titulaer), Venema 46' ( Roemer), Johansson 46' ( Braken), Yaşar 46' ( Bastiaans) RESERVEBANK: Craenmehr |
| Stadion: Sportpark "Ter Horst", Horst Toeschouwers: 1.000 |             |           |                                                                                               |                        | Zima 46' ( Van der Gouw), Sedláček 46' ( Ngobi), Theunissen 25' ( Jacobs 46' ( Koglin )), Dirks 46' ( Henderikx), Janssen 46' ( Martens-Fleurkens), Van Rooijen 46' ( De Boer), Kluskens 46' ( Klaasen), Verheijen 46' ( Titulaer), Venema 46' ( Roemer), Johansson 46' ( Braken), Yaşar 46' ( Bastiaans) RESERVEBANK: Craenmehr |
| Stadion: Sportpark "Ter Horst", Horst Toeschouwers: 1.000 |             |           |                                                                                               |                        | Zima 46' ( Van der Gouw), Sedláček 46' ( Ngobi), Theunissen 25' ( Jacobs 46' ( Koglin )), Dirks 46' ( Henderikx), Janssen 46' ( Martens-Fleurkens), Van Rooijen 46' ( De Boer), Kluskens 46' ( Klaasen), Verheijen 46' ( Titulaer), Venema 46' ( Roemer), Johansson 46' ( Braken), Yaşar 46' ( Bastiaans) RESERVEBANK: Craenmehr |
| Bijz.: Yaşar speelt op proef mee.                         |             |           |                                                                                               |                        | |

| zaterdag 9 juli 2022, 15:00                                                               | Borussia Mönchengladbach U23              | 3-0 (1-0) | VVV-Venlo | Opstelling Borussia Mönchengladbach U23 | Opstelling VVV-Venlo |  |
| Stadion: "Fohlenplatz", Mönchengladbach Toeschouwers: 0 (niet toegankelijk voor publiek)  | Meuer 20' Naderi 72' Hoogewerf 78' (pen.) |           |           | Brüll, Lofolomo 60' ( Lieder), Doucouré 46' ( Michaelis 70' ( Nweke)), Najjar 30' ( Kemper), Kurt 60' ( Skraback), Lockl 82' ( Barata), Holtby 60' ( Santana Soares), Asallari 60' ( Hoogewerf), Meuer 60' ( Beckhoff), Telalović 60' ( Schröers), Kader 60' ( Naderi) | Van der Gouw, Sedláček 46' ( Jacobs), Koglin 61' ( Theunissen), Dirks 61' ( Henderikx), Janssen 61' ( Martens-Fleurkens), Van Rooijen 46' ( De Boer), Klaasen 61' ( Kluskens), Johansson 46' ( Verheijen), Roemer 46' ( Yaşar), Braken 61' ( Titulaer), Venema 61' ( Bastiaans) |  |
| Stadion: "Fohlenplatz", Mönchengladbach Toeschouwers: 0 (niet toegankelijk voor publiek)  |                                           |           |           | Brüll, Lofolomo 60' ( Lieder), Doucouré 46' ( Michaelis 70' ( Nweke)), Najjar 30' ( Kemper), Kurt 60' ( Skraback), Lockl 82' ( Barata), Holtby 60' ( Santana Soares), Asallari 60' ( Hoogewerf), Meuer 60' ( Beckhoff), Telalović 60' ( Schröers), Kader 60' ( Naderi) | Van der Gouw, Sedláček 46' ( Jacobs), Koglin 61' ( Theunissen), Dirks 61' ( Henderikx), Janssen 61' ( Martens-Fleurkens), Van Rooijen 46' ( De Boer), Klaasen 61' ( Kluskens), Johansson 46' ( Verheijen), Roemer 46' ( Yaşar), Braken 61' ( Titulaer), Venema 61' ( Bastiaans) |  |
| Stadion: "Fohlenplatz", Mönchengladbach Toeschouwers: 0 (niet toegankelijk voor publiek)  |                                           |           |           | Brüll, Lofolomo 60' ( Lieder), Doucouré 46' ( Michaelis 70' ( Nweke)), Najjar 30' ( Kemper), Kurt 60' ( Skraback), Lockl 82' ( Barata), Holtby 60' ( Santana Soares), Asallari 60' ( Hoogewerf), Meuer 60' ( Beckhoff), Telalović 60' ( Schröers), Kader 60' ( Naderi) | Van der Gouw, Sedláček 46' ( Jacobs), Koglin 61' ( Theunissen), Dirks 61' ( Henderikx), Janssen 61' ( Martens-Fleurkens), Van Rooijen 46' ( De Boer), Klaasen 61' ( Kluskens), Johansson 46' ( Verheijen), Roemer 46' ( Yaşar), Braken 61' ( Titulaer), Venema 61' ( Bastiaans) |  |
| Bijz.: Oorspronkelijke locatie: Sportpark "Kerkebos", Swolgen. Yaşar speelt op proef mee. |                                           |           |           | | |  |

| woensdag 13 juli 2022, 19:00                      | VVV-Venlo |  | Excelsior Virton | Opstelling VVV-Venlo | Opstelling Excelsior Virton |
| Stadion: Sportpark "Dijckerhof", Reuver           |           |  |                  |                      |                             |
|                                                   |           |  |                  |                      |                             |
|                                                   |           |  |                  |                      |                             |
| Bijz.: Oorspronkelijk ingepland, later geschrapt. |           |  |                  |                      |                             |

| vrijdag 15 juli 2022, 19:00                                     | SV Straelen | 0-1 (0-0) | VVV-Venlo   | Opstelling SV Straelen | Opstelling VVV-Venlo |  |
| Stadion: Stadion an der Römerstraße, Straelen Toeschouwers: 460 |             |           | 69' De Boer | Paris 46' ( Kratzsch), M. Cirillo, Baraza, Päffgen , Miyamoto, Fionouke, J. Munsters 46' ( N'Diaye), Vicario, Mata 46' ( Da Costa Pereira), Harouz 46' ( Bank), Ubabuike | Zima, Sedláček 43' 58' ( Jacobs), Koglin 80' ( Theunissen), Dirks 80' ( Henderikx), Janssen 80' ( Ngobi), Van Rooijen 58' ( Kluskens), Klaasen 80' ( Titulaer), Verheijen 58' ( De Boer), Johansson 58' ( Roemer), Venema 69' ( Yaşar), Braken 80' ( Bastiaans) RESERVEBANK: Van der Gouw, Craenmehr, Clabbers, Martens-Fleurkens |  |
| Stadion: Stadion an der Römerstraße, Straelen Toeschouwers: 460 |             |           |             | Paris 46' ( Kratzsch), M. Cirillo, Baraza, Päffgen , Miyamoto, Fionouke, J. Munsters 46' ( N'Diaye), Vicario, Mata 46' ( Da Costa Pereira), Harouz 46' ( Bank), Ubabuike | Zima, Sedláček 43' 58' ( Jacobs), Koglin 80' ( Theunissen), Dirks 80' ( Henderikx), Janssen 80' ( Ngobi), Van Rooijen 58' ( Kluskens), Klaasen 80' ( Titulaer), Verheijen 58' ( De Boer), Johansson 58' ( Roemer), Venema 69' ( Yaşar), Braken 80' ( Bastiaans) RESERVEBANK: Van der Gouw, Craenmehr, Clabbers, Martens-Fleurkens |  |
| Stadion: Stadion an der Römerstraße, Straelen Toeschouwers: 460 |             |           |             | Paris 46' ( Kratzsch), M. Cirillo, Baraza, Päffgen , Miyamoto, Fionouke, J. Munsters 46' ( N'Diaye), Vicario, Mata 46' ( Da Costa Pereira), Harouz 46' ( Bank), Ubabuike | Zima, Sedláček 43' 58' ( Jacobs), Koglin 80' ( Theunissen), Dirks 80' ( Henderikx), Janssen 80' ( Ngobi), Van Rooijen 58' ( Kluskens), Klaasen 80' ( Titulaer), Verheijen 58' ( De Boer), Johansson 58' ( Roemer), Venema 69' ( Yaşar), Braken 80' ( Bastiaans) RESERVEBANK: Van der Gouw, Craenmehr, Clabbers, Martens-Fleurkens |  |
| Bijz.: Yaşar speelt op proef mee.                               |             |           |             | | |  |

| dinsdag 19 juli 2022, 19:45 | VVV-Venlo             | 2-3 (2-1) | Jong AZ                          | Opstelling VVV-Venlo | Opstelling Jong AZ |  |
| Stadion: Sportpark "Ter Horst", Horst | Braken 10' Venema 28' |           | 5' De Jong 87' Addai 90' Allouch | Van der Gouw, Gedsted 46' ( Ngobi), Koglin 46' ( Theunissen), Henderikx 46' ( Dirks), Jacobs 46' ( Janssen), De Boer 46' ( Sedláček), Kluskens 46' ( Klaasen), Johansson 46' ( Van Rooijen), Venema 46' ( Roemer), Verheijen 46' ( Bastiaans), Braken 46' ( Yaşar) RESERVEBANK: Zima, Craenmehr, Smans | Westerveld, Twisk 45' 46' ( Postma), Engel, Goes 46' ( Stam), Pavlidis 46' ( Addai), Schouten 80' ( Kalisvaart), Buurmeester, De Jong , Daal 72' ( Allouch), Koster 46' ( Reverson), Griffith RESERVEBANK: Deen |  |
| Stadion: Sportpark "Ter Horst", Horst |                       |           |                                  | Van der Gouw, Gedsted 46' ( Ngobi), Koglin 46' ( Theunissen), Henderikx 46' ( Dirks), Jacobs 46' ( Janssen), De Boer 46' ( Sedláček), Kluskens 46' ( Klaasen), Johansson 46' ( Van Rooijen), Venema 46' ( Roemer), Verheijen 46' ( Bastiaans), Braken 46' ( Yaşar) RESERVEBANK: Zima, Craenmehr, Smans | Westerveld, Twisk 45' 46' ( Postma), Engel, Goes 46' ( Stam), Pavlidis 46' ( Addai), Schouten 80' ( Kalisvaart), Buurmeester, De Jong , Daal 72' ( Allouch), Koster 46' ( Reverson), Griffith RESERVEBANK: Deen |  |
| Stadion: Sportpark "Ter Horst", Horst |                       |           |                                  | Van der Gouw, Gedsted 46' ( Ngobi), Koglin 46' ( Theunissen), Henderikx 46' ( Dirks), Jacobs 46' ( Janssen), De Boer 46' ( Sedláček), Kluskens 46' ( Klaasen), Johansson 46' ( Van Rooijen), Venema 46' ( Roemer), Verheijen 46' ( Bastiaans), Braken 46' ( Yaşar) RESERVEBANK: Zima, Craenmehr, Smans | Westerveld, Twisk 45' 46' ( Postma), Engel, Goes 46' ( Stam), Pavlidis 46' ( Addai), Schouten 80' ( Kalisvaart), Buurmeester, De Jong , Daal 72' ( Allouch), Koster 46' ( Reverson), Griffith RESERVEBANK: Deen |  |
| Bijz.: Oorspronkelijke datum: woensdag 20 juli 2022, 19:00. Oorspronkelijke tegenstander: AZ. Oorspronkelijke aanvangstijd: 18:00, verplaatst vanwege hitte. Gedsted speelt op proef mee. |                       |           |                                  | | |  |

| vrijdag 22 juli 2022, 15:00                                            | Vitesse                                           | 2-2 (1-0) | VVV-Venlo              | Opstelling Vitesse | Opstelling VVV-Venlo |  |
| Stadion: Sportpark "Ter Horst", Horst Toeschouwers: 800 Arbiter: Kooij | Frederiksen 16' (pen.) Frederiksen 16' Wittek 75' |           | 55' Venema 76' De Boer | Reiziger, Ferro 46' ( Van Zwam), Meulensteen 46' ( Cornelisse), Hájek 46' ( Tronstad), Arcus 61' ( De Regt), Domgjoni 61' ( Van Ee), Flamingo 61' ( Yapi), Thenu 46' ( Wittek ), Manhoef 61' ( Jonathans), Frederiksen 61' ( Buitink), Huisman 61' ( Van Duivenbooden) RESERVEBANK: Houwen, Bramel | Zima, Sedláček, Ketting 46' ( Koglin), Dirks, Janssen, Van Rooijen 75' ( Kluskens), Klaasen, Verheijen 61' ( Roemer), Johansson 54' ( De Boer), Venema 88' ( Yaşar), Braken RESERVEBANK: Van der Gouw, Craenmehr, Henderikx, Jacobs, Theunissen, Ngobi, Bastiaans, Gedsted, Smans |  |
| Stadion: Sportpark "Ter Horst", Horst Toeschouwers: 800 Arbiter: Kooij |                                                   |           |                        | Reiziger, Ferro 46' ( Van Zwam), Meulensteen 46' ( Cornelisse), Hájek 46' ( Tronstad), Arcus 61' ( De Regt), Domgjoni 61' ( Van Ee), Flamingo 61' ( Yapi), Thenu 46' ( Wittek ), Manhoef 61' ( Jonathans), Frederiksen 61' ( Buitink), Huisman 61' ( Van Duivenbooden) RESERVEBANK: Houwen, Bramel | Zima, Sedláček, Ketting 46' ( Koglin), Dirks, Janssen, Van Rooijen 75' ( Kluskens), Klaasen, Verheijen 61' ( Roemer), Johansson 54' ( De Boer), Venema 88' ( Yaşar), Braken RESERVEBANK: Van der Gouw, Craenmehr, Henderikx, Jacobs, Theunissen, Ngobi, Bastiaans, Gedsted, Smans |  |
| Stadion: Sportpark "Ter Horst", Horst Toeschouwers: 800 Arbiter: Kooij |                                                   |           |                        | Reiziger, Ferro 46' ( Van Zwam), Meulensteen 46' ( Cornelisse), Hájek 46' ( Tronstad), Arcus 61' ( De Regt), Domgjoni 61' ( Van Ee), Flamingo 61' ( Yapi), Thenu 46' ( Wittek ), Manhoef 61' ( Jonathans), Frederiksen 61' ( Buitink), Huisman 61' ( Van Duivenbooden) RESERVEBANK: Houwen, Bramel | Zima, Sedláček, Ketting 46' ( Koglin), Dirks, Janssen, Van Rooijen 75' ( Kluskens), Klaasen, Verheijen 61' ( Roemer), Johansson 54' ( De Boer), Venema 88' ( Yaşar), Braken RESERVEBANK: Van der Gouw, Craenmehr, Henderikx, Jacobs, Theunissen, Ngobi, Bastiaans, Gedsted, Smans |  |
|                                                                        |                                                   |           |                        | | |  |

| dinsdag 26 juli 2022, 19:00                                        | VVV-Venlo  | 1-2 (1-1) | Atromitos                | Opstelling VVV-Venlo | Opstelling Atromitos |  |
| Stadion: Stadion De Koel, Venlo Toeschouwers: 1.500 Arbiter: Baars | Roemer 22' |           | 1' Klonaridis 63' Robail | Van der Gouw, Sedláček 46' ( Nikolai), Ketting 60' ( Dirks), Koglin 76' ( Theunissen), Janssen 60' ( Jacobs), De Boer 60' ( Van Rooijen), Klaasen 60' ( Kluskens), Verheijen 60' ( Bastiaans), Roemer 76' ( Smans), Venema 60' ( Yaşar), Braken 60' ( Johansson) RESERVEBANK: Zima, Craenmehr, Henderikx, Ngobi | Marić, Kivrakidis 63' ( Mountes), Chatziisaias 46' ( Stroungis), Stamatoulas 46' ( Suárez), Pomonis 63' ( Athanasiou), Erlingmark 63' ( Tzovaras), Charisis 73' ( Oikonomidis), Oikonomidis 46' ( Kuen), Muñiz 63' ( Robail), Klonaridis 63' ( Kotsopoulos), Dalamitras 63' ( Tzavidas) |  |
| Stadion: Stadion De Koel, Venlo Toeschouwers: 1.500 Arbiter: Baars |            |           |                          | Van der Gouw, Sedláček 46' ( Nikolai), Ketting 60' ( Dirks), Koglin 76' ( Theunissen), Janssen 60' ( Jacobs), De Boer 60' ( Van Rooijen), Klaasen 60' ( Kluskens), Verheijen 60' ( Bastiaans), Roemer 76' ( Smans), Venema 60' ( Yaşar), Braken 60' ( Johansson) RESERVEBANK: Zima, Craenmehr, Henderikx, Ngobi | Marić, Kivrakidis 63' ( Mountes), Chatziisaias 46' ( Stroungis), Stamatoulas 46' ( Suárez), Pomonis 63' ( Athanasiou), Erlingmark 63' ( Tzovaras), Charisis 73' ( Oikonomidis), Oikonomidis 46' ( Kuen), Muñiz 63' ( Robail), Klonaridis 63' ( Kotsopoulos), Dalamitras 63' ( Tzavidas) |  |
| Stadion: Stadion De Koel, Venlo Toeschouwers: 1.500 Arbiter: Baars |            |           |                          | Van der Gouw, Sedláček 46' ( Nikolai), Ketting 60' ( Dirks), Koglin 76' ( Theunissen), Janssen 60' ( Jacobs), De Boer 60' ( Van Rooijen), Klaasen 60' ( Kluskens), Verheijen 60' ( Bastiaans), Roemer 76' ( Smans), Venema 60' ( Yaşar), Braken 60' ( Johansson) RESERVEBANK: Zima, Craenmehr, Henderikx, Ngobi | Marić, Kivrakidis 63' ( Mountes), Chatziisaias 46' ( Stroungis), Stamatoulas 46' ( Suárez), Pomonis 63' ( Athanasiou), Erlingmark 63' ( Tzovaras), Charisis 73' ( Oikonomidis), Oikonomidis 46' ( Kuen), Muñiz 63' ( Robail), Klonaridis 63' ( Kotsopoulos), Dalamitras 63' ( Tzavidas) |  |
| Bijz.: Nikolai speelt op proef mee.                                |            |           |                          | | |  |

| zaterdag 30 juli 2022 | VVV-Venlo |  |  | Opstelling VVV-Venlo | Opstelling |
| Stadion: Stadion De Koel, Venlo                                                                                           |           |  |  |                      |            |
| |           |  |  |                      |            |
| |           |  |  |                      |            |
| Bijz.: 19e editie Herman Teeuwen Memorial. Geschrapt omdat VVV-Venlo op die datum geen geschikte tegenstander kon vinden. |           |  |  |                      |            |

| zaterdag 30 juli 2022, 13:00                                                             | Fortuna Sittard                                                           | 6-2 (1-0) | VVV-Venlo            | Opstelling Fortuna Sittard | Opstelling VVV-Venlo |  |
| Stadion: Fortuna Sittard Stadion, Sittard Toeschouwers: 2.000 Arbiter: Teuben            | Gladon 19' Noslin 47' Guth 50' Seuntjens 60' (pen.) Ferati 89' Ferati 91' |           | 67' Braken 94' Yaşar | Van Osch 91' ( Pandur), Pinto 61' ( Vita), Guth 91' ( Flemming), Nieling, Cox 91' ( Van Beijnen), Erdoğan 46' ( Sourlis), Gladon 91' ( Krawczyk), Duarte 91' ( Peters), Córdoba 46' ( Ferati), Yılmaz 46' ( Noslin), Seuntjens 91' ( Taşçı) RESERVEBANK: Hendriks | Zima 91' ( Craenmehr), Sedláček 91' ( Ngobi), Ketting 91' ( Koglin), Dirks 91' ( Henderikx), Janssen 91' ( Jacobs), Klaasen 91' ( Kluskens), De Boer 91' ( Smans), Verheijen 64' ( Johansson), Van Rooijen 46' ( Roemer), Venema 91' ( Bastiaans), Braken 91' ( Yaşar) RESERVEBANK: Van der Gouw, Theunissen, Martens-Fleurkens |  |
| Stadion: Fortuna Sittard Stadion, Sittard Toeschouwers: 2.000 Arbiter: Teuben            |                                                                           |           |                      | Van Osch 91' ( Pandur), Pinto 61' ( Vita), Guth 91' ( Flemming), Nieling, Cox 91' ( Van Beijnen), Erdoğan 46' ( Sourlis), Gladon 91' ( Krawczyk), Duarte 91' ( Peters), Córdoba 46' ( Ferati), Yılmaz 46' ( Noslin), Seuntjens 91' ( Taşçı) RESERVEBANK: Hendriks | Zima 91' ( Craenmehr), Sedláček 91' ( Ngobi), Ketting 91' ( Koglin), Dirks 91' ( Henderikx), Janssen 91' ( Jacobs), Klaasen 91' ( Kluskens), De Boer 91' ( Smans), Verheijen 64' ( Johansson), Van Rooijen 46' ( Roemer), Venema 91' ( Bastiaans), Braken 91' ( Yaşar) RESERVEBANK: Van der Gouw, Theunissen, Martens-Fleurkens |  |
| Stadion: Fortuna Sittard Stadion, Sittard Toeschouwers: 2.000 Arbiter: Teuben            |                                                                           |           |                      | Van Osch 91' ( Pandur), Pinto 61' ( Vita), Guth 91' ( Flemming), Nieling, Cox 91' ( Van Beijnen), Erdoğan 46' ( Sourlis), Gladon 91' ( Krawczyk), Duarte 91' ( Peters), Córdoba 46' ( Ferati), Yılmaz 46' ( Noslin), Seuntjens 91' ( Taşçı) RESERVEBANK: Hendriks | Zima 91' ( Craenmehr), Sedláček 91' ( Ngobi), Ketting 91' ( Koglin), Dirks 91' ( Henderikx), Janssen 91' ( Jacobs), Klaasen 91' ( Kluskens), De Boer 91' ( Smans), Verheijen 64' ( Johansson), Van Rooijen 46' ( Roemer), Venema 91' ( Bastiaans), Braken 91' ( Yaşar) RESERVEBANK: Van der Gouw, Theunissen, Martens-Fleurkens |  |
| Bijz.: Wedstrijd gespeeld over 120 minuten (twee keer 45 minuten + een keer 30 minuten). |                                                                           |           |                      | | |  |

### Tijdens het seizoen
| dinsdag 20 september 2022, 12:00                     | VVV-Venlo                                    | 4-2 (2-1) | FC Schalke 04 U23      | Opstelling VVV-Venlo | Opstelling FC Schalke 04 U23 |  |
| Stadion: Sportpark "Merelweg", Venlo Toeschouwers: 0 | Johansson 10' Yaşar 17' Yaşar 55' Roemer 58' |           | 38' Tchadjobo 85' Guzy | Craenmehr, Theunissen 46' ( Martens-Fleurkens), Kluskens, Dirks 61' ( Henderikx), Jacobs, Sedláček 67' ( Vosselman), Van Rooijen 67' ( Ahamad), Johansson 67' ( Bartu), Roemer 77' ( Hajdaraj), Kristinsson 61' ( Smans), Yaşar 77' ( Odriss) | Treichel 46' ( Novaković), Van der Sloot, Aliu, Scheller, Lelle, Guzy, Mfundu 46' ( Müller), Castelle, Balouk, Tchadjobo 46' ( Schell), Amadin |  |
| Stadion: Sportpark "Merelweg", Venlo Toeschouwers: 0 |                                              |           |                        | Craenmehr, Theunissen 46' ( Martens-Fleurkens), Kluskens, Dirks 61' ( Henderikx), Jacobs, Sedláček 67' ( Vosselman), Van Rooijen 67' ( Ahamad), Johansson 67' ( Bartu), Roemer 77' ( Hajdaraj), Kristinsson 61' ( Smans), Yaşar 77' ( Odriss) | Treichel 46' ( Novaković), Van der Sloot, Aliu, Scheller, Lelle, Guzy, Mfundu 46' ( Müller), Castelle, Balouk, Tchadjobo 46' ( Schell), Amadin |  |
| Stadion: Sportpark "Merelweg", Venlo Toeschouwers: 0 |                                              |           |                        | Craenmehr, Theunissen 46' ( Martens-Fleurkens), Kluskens, Dirks 61' ( Henderikx), Jacobs, Sedláček 67' ( Vosselman), Van Rooijen 67' ( Ahamad), Johansson 67' ( Bartu), Roemer 77' ( Hajdaraj), Kristinsson 61' ( Smans), Yaşar 77' ( Odriss) | Treichel 46' ( Novaković), Van der Sloot, Aliu, Scheller, Lelle, Guzy, Mfundu 46' ( Müller), Castelle, Balouk, Tchadjobo 46' ( Schell), Amadin |  |
|                                                      |                                              |           |                        | | |  |

| zaterdag 3 december 2022, 12:00                                    | VVV-Venlo            | 1-1 (0-0) | De Graafschap | Opstelling VVV-Venlo | Opstelling De Graafschap |  |
| Stadion: Stadion De Koel, Venlo Toeschouwers: 0                    | Benschop 113' (e.d.) |           | 107' Benschop | Van der Gouw 91' ( Craenmehr), Van Rooijen 77' ( Ngambia), Ketting 46' ( Dirks), Koglin 77' ( Vosselman), Janssen 61' ( Kristinsson), Klaasen 61' ( Kluskens), Huisman 61' ( Smans), Sedláček 61' ( Johansson), De Boer 61' ( Roemer), Braken 61' ( Venema), Verheijen 61' ( Yaşar) RESERVEBANK: Van Zutphen, Sven Janssen | Jurjus 61' ( Bakker), Schouten 61' ( Van der Logt 116' ( Koenders)), Hillen 61' ( Lammers), Fortes 61' ( Schenk), Büttner 61' ( Baas), Schuurman 61' ( Kaak), Kaandorp 61' ( Bouihrouchane), Yadir 61' ( Brittijn 116' ( Oostendorp)), Neghli 61' ( Van der Heiden 90' ( Bisselink)), Gravenberch 61' ( Benschop), Önal 61' ( Acheffay) |  |
| Stadion: Stadion De Koel, Venlo Toeschouwers: 0                    |                      |           |               | Van der Gouw 91' ( Craenmehr), Van Rooijen 77' ( Ngambia), Ketting 46' ( Dirks), Koglin 77' ( Vosselman), Janssen 61' ( Kristinsson), Klaasen 61' ( Kluskens), Huisman 61' ( Smans), Sedláček 61' ( Johansson), De Boer 61' ( Roemer), Braken 61' ( Venema), Verheijen 61' ( Yaşar) RESERVEBANK: Van Zutphen, Sven Janssen | Jurjus 61' ( Bakker), Schouten 61' ( Van der Logt 116' ( Koenders)), Hillen 61' ( Lammers), Fortes 61' ( Schenk), Büttner 61' ( Baas), Schuurman 61' ( Kaak), Kaandorp 61' ( Bouihrouchane), Yadir 61' ( Brittijn 116' ( Oostendorp)), Neghli 61' ( Van der Heiden 90' ( Bisselink)), Gravenberch 61' ( Benschop), Önal 61' ( Acheffay) |  |
| Stadion: Stadion De Koel, Venlo Toeschouwers: 0                    |                      |           |               | Van der Gouw 91' ( Craenmehr), Van Rooijen 77' ( Ngambia), Ketting 46' ( Dirks), Koglin 77' ( Vosselman), Janssen 61' ( Kristinsson), Klaasen 61' ( Kluskens), Huisman 61' ( Smans), Sedláček 61' ( Johansson), De Boer 61' ( Roemer), Braken 61' ( Venema), Verheijen 61' ( Yaşar) RESERVEBANK: Van Zutphen, Sven Janssen | Jurjus 61' ( Bakker), Schouten 61' ( Van der Logt 116' ( Koenders)), Hillen 61' ( Lammers), Fortes 61' ( Schenk), Büttner 61' ( Baas), Schuurman 61' ( Kaak), Kaandorp 61' ( Bouihrouchane), Yadir 61' ( Brittijn 116' ( Oostendorp)), Neghli 61' ( Van der Heiden 90' ( Bisselink)), Gravenberch 61' ( Benschop), Önal 61' ( Acheffay) |  |
| Bijz.: Wedstrijd gespeeld over 120 minuten (vier keer 30 minuten). |                      |           |               | | |  |

| vrijdag 30 december 2022, 13:00                                    | VVV-Venlo                        | 3-2 (1-0) | MVV Maastricht         | Opstelling VVV-Venlo | Opstelling MVV Maastricht |  |
| Stadion: Stadion De Koel, Venlo Toeschouwers: 0                    | De Boer 29' Yaşar 80' Yaşar 118' |           | 98' Remans 114' Remans | Van der Gouw 61' ( Zima), Van Rooijen 61' ( Jacobs), Ketting 61' ( Van Zutphen), Dirks 76' ( Koglin), Janssen 61' ( Kristinsson), Kluskens 61' ( Odriss), Sedláček 61' ( Vosselman), Huisman 61' ( Smans), De Boer 61' ( Roemer), Braken 61' ( Venema 106' ( Ngambia)), Johansson 61' ( Yaşar) | Lambrix 61' ( Van Hecke), Labylle 61' ( Essers), Van Helden 61' ( El Basri), Waem 61' ( Yetimoğlu), Schenk 61' ( Bouchentouf), Souren 61' ( T. van Bommel), Džepar 61' ( Penders), R. van Bommel 61' ( Remans), Blummel 61' ( Vijgen), Kostons 61' ( Livramento), Steuckers 61' ( Noviello) |  |
| Stadion: Stadion De Koel, Venlo Toeschouwers: 0                    |                                  |           |                        | Van der Gouw 61' ( Zima), Van Rooijen 61' ( Jacobs), Ketting 61' ( Van Zutphen), Dirks 76' ( Koglin), Janssen 61' ( Kristinsson), Kluskens 61' ( Odriss), Sedláček 61' ( Vosselman), Huisman 61' ( Smans), De Boer 61' ( Roemer), Braken 61' ( Venema 106' ( Ngambia)), Johansson 61' ( Yaşar) | Lambrix 61' ( Van Hecke), Labylle 61' ( Essers), Van Helden 61' ( El Basri), Waem 61' ( Yetimoğlu), Schenk 61' ( Bouchentouf), Souren 61' ( T. van Bommel), Džepar 61' ( Penders), R. van Bommel 61' ( Remans), Blummel 61' ( Vijgen), Kostons 61' ( Livramento), Steuckers 61' ( Noviello) |  |
| Stadion: Stadion De Koel, Venlo Toeschouwers: 0                    |                                  |           |                        | Van der Gouw 61' ( Zima), Van Rooijen 61' ( Jacobs), Ketting 61' ( Van Zutphen), Dirks 76' ( Koglin), Janssen 61' ( Kristinsson), Kluskens 61' ( Odriss), Sedláček 61' ( Vosselman), Huisman 61' ( Smans), De Boer 61' ( Roemer), Braken 61' ( Venema 106' ( Ngambia)), Johansson 61' ( Yaşar) | Lambrix 61' ( Van Hecke), Labylle 61' ( Essers), Van Helden 61' ( El Basri), Waem 61' ( Yetimoğlu), Schenk 61' ( Bouchentouf), Souren 61' ( T. van Bommel), Džepar 61' ( Penders), R. van Bommel 61' ( Remans), Blummel 61' ( Vijgen), Kostons 61' ( Livramento), Steuckers 61' ( Noviello) |  |
| Bijz.: Wedstrijd gespeeld over 120 minuten (vier keer 30 minuten). |                                  |           |                        | | |  |

| vrijdag 24 maart 2023, 13:00                                           | FC Schalke 04                 | 2-0 (2-0) | VVV-Venlo | Opstelling FC Schalke 04 | Opstelling VVV-Venlo |  |
| Stadion: Parkstadion, Gelsenkirchen Toeschouwers: 1.113 Arbiter: Ernst | Terodde 17' Van der Sloot 22' |           |           | Schwolow 46' ( Langer), Van der Sloot 46' ( Anubodem), Yoshida 46' ( Albutat), Greiml, Ouwejan 46' ( Hansen), Tauer, Müller 25', Sané, Mohr, Terodde 46' ( Frey), Meisel 46' ( Gyamfi) | Zima , Lathouwers 62' ( Roemer), Henderikx 62' ( Koglin), Dirks 84' ( Klaasen), Kristinsson, Huisman, Kluskens, Smans, Johansson 84' ( Venema), Yaşar 62' ( Braken), Allouch 75' ( De Boer) RESERVEBANK: Van der Gouw, Martens-Fleurkens, Bartu, Berden |  |
| Stadion: Parkstadion, Gelsenkirchen Toeschouwers: 1.113 Arbiter: Ernst |                               |           |           | Schwolow 46' ( Langer), Van der Sloot 46' ( Anubodem), Yoshida 46' ( Albutat), Greiml, Ouwejan 46' ( Hansen), Tauer, Müller 25', Sané, Mohr, Terodde 46' ( Frey), Meisel 46' ( Gyamfi) | Zima , Lathouwers 62' ( Roemer), Henderikx 62' ( Koglin), Dirks 84' ( Klaasen), Kristinsson, Huisman, Kluskens, Smans, Johansson 84' ( Venema), Yaşar 62' ( Braken), Allouch 75' ( De Boer) RESERVEBANK: Van der Gouw, Martens-Fleurkens, Bartu, Berden |  |
| Stadion: Parkstadion, Gelsenkirchen Toeschouwers: 1.113 Arbiter: Ernst |                               |           |           | Schwolow 46' ( Langer), Van der Sloot 46' ( Anubodem), Yoshida 46' ( Albutat), Greiml, Ouwejan 46' ( Hansen), Tauer, Müller 25', Sané, Mohr, Terodde 46' ( Frey), Meisel 46' ( Gyamfi) | Zima , Lathouwers 62' ( Roemer), Henderikx 62' ( Koglin), Dirks 84' ( Klaasen), Kristinsson, Huisman, Kluskens, Smans, Johansson 84' ( Venema), Yaşar 62' ( Braken), Allouch 75' ( De Boer) RESERVEBANK: Van der Gouw, Martens-Fleurkens, Bartu, Berden |  |
|                                                                        |                               |           |           | | |  |

## Statistieken

### Eindstand VVV-Venlo in Eerste divisie 2022/2023
| Stand | Gespeeld | Gewonnen | Gelijk | Verloren | Punten | Doelpunten voor | Doelpunten tegen | Gele kaarten | Rode kaarten |
| ----- | -------- | -------- | ------ | -------- | ------ | --------------- | ---------------- | ------------ | ------------ |
| 7e    | 38       | 16       | 10     | 12       | 58     | 56              | 51               | 55           | 1            |

### Stand, punten en doelpunten per speelronde 2022/2023
| Speelronde                            | 1  | 2  | 3  | 4  | 5  | 6  | 7  | 8  | 9  | 10 | 11 | 12 | 13 | 14 | 15 | 16 | 17 | 18 | 19 | 20 | 21 | 22 | 23 | 24 | 25 | 26 | 27 | 28 | 29 | 30 | 31 | 32 | 33 | 34 | 35 | 36 | 37 | 38 | Totaal |
| ------------------------------------- | -- | -- | -- | -- | -- | -- | -- | -- | -- | -- | -- | -- | -- | -- | -- | -- | -- | -- | -- | -- | -- | -- | -- | -- | -- | -- | -- | -- | -- | -- | -- | -- | -- | -- | -- | -- | -- | -- | ------ |
| Aantal punten per speelronde          | 3  | 3  | 0  | 3  | 3  | 0  | 1  | 1  | 3  | 0  | 0  | 1  | 0  | 3  | 1  | 3  | 3  | 3  | 1  | 0  | 3  | 1  | 0  | 3  | 3  | 0  | 3  | 3  | 3  | 1  | 0  | 0  | 1  | 0  | 0  | 1  | 3  | 1  | 58     |
| Aantal punten na speelronde           | 3  | 6  | 6  | 9  | 12 | 12 | 13 | 14 | 17 | 17 | 17 | 18 | 18 | 21 | 22 | 25 | 28 | 31 | 32 | 32 | 35 | 36 | 36 | 39 | 42 | 42 | 45 | 48 | 51 | 52 | 52 | 52 | 53 | 53 | 53 | 54 | 57 | 58 | 58     |
| Stand na speelronde                   | 3e | 4e | 7e | 7e | 4e | 6e | 6e | 8e | 5e | 6e | 7e | 7e | 9e | 9e | 8e | 6e | 6e | 6e | 6e | 6e | 5e | 5e | 6e | 6e | 4e | 5e | 4e | 4e | 3e | 4e | 5e | 5e | 5e | 6e | 8e | 8e | 7e | 7e | 7e     |
| Aantal doelpunten per speelronde      | 3  | 2  | 0  | 2  | 2  | 3  | 1  | 1  | 2  | 1  | 0  | 1  | 1  | 3  | 0  | 2  | 2  | 2  | 1  | 0  | 2  | 0  | 3  | 3  | 2  | 0  | 1  | 4  | 3  | 1  | 1  | 1  | 2  | 0  | 0  | 1  | 2  | 1  | 56     |
| Aantal tegendoelpunten per speelronde | 0  | 1  | 4  | 1  | 1  | 5  | 1  | 1  | 1  | 4  | 1  | 1  | 2  | 2  | 0  | 0  | 1  | 0  | 1  | 2  | 1  | 0  | 4  | 1  | 1  | 1  | 0  | 0  | 1  | 1  | 3  | 2  | 2  | 1  | 1  | 1  | 1  | 1  | 51     |
| Aantal gele kaarten per speelronde    | 3  | 0  | 5  | 1  | 4  | 0  | 0  | 0  | 2  | 2  | 5  | 0  | 2  | 2  | 2  | 1  | 3  | 0  | 2  | 1  | 0  | 3  | 1  | 1  | 4  | 1  | 0  | 0  | 0  | 1  | 1  | 1  | 0  | 2  | 3  | 0  | 0  | 2  | 55     |

### Statistieken
|                          | Eerste divisie | Totaal    |
| ------------------------ | -------------- | --------- |
| Wedstrijden              | 38 van 38      | 38 van 38 |
| Gewonnen                 | 16 van 38      | 16 van 38 |
| Gelijk                   | 10 van 38      | 10 van 38 |
| Verloren                 | 12 van 38      | 12 van 38 |
| Thuis                    | 19 van 19      | 19 van 19 |
| Uit                      | 19 van 19      | 19 van 19 |
| Gele kaarten             | 55             | 55        |
| Rode kaarten             | 0              | 0         |
| 2 x geel in 1 wedstrijd  | 1              | 1         |
| Aantal wissels toegepast | 171            | 171       |
| Doelpunten voor          | 56             | 56        |
| Doelpunten tegen         | 51             | 51        |
| Doelsaldo                | +5             | +5        |
| De nul gehouden          | 7              | 7         |
| Strafschoppen voor       | 3              | 3         |
| Strafschoppen tegen      | 4              | 4         |

Legenda
- W Wedstrijden
- Doelpunt
- Gele kaart
- 2x gele kaart in 1 wedstrijd
- Rode kaart

| Nat.               | Spelersnaam             | Eerste divisie | Eerste divisie | Eerste divisie | Eerste divisie | Eerste divisie |  | KNVB Beker | KNVB Beker | KNVB Beker | KNVB Beker | KNVB Beker |  | Play-offs | Play-offs | Play-offs | Play-offs | Play-offs |  | Totaal | Totaal | Totaal | Totaal | Totaal |
| ------------------ | ----------------------- | -------------- | -------------- | -------------- | -------------- | -------------- |  | ---------- | ---------- | ---------- | ---------- | ---------- |  | --------- | --------- | --------- | --------- | --------- |  | ------ | ------ | ------ | ------ | ------ |
| Nat.               | Spelersnaam             | W              |                |                |                |                |  | W          |            |            |            |            |  | W         |           |           |           |           |  | W      |        |        |        |        |
| Keepers            |                         |                |                |                |                |                |  |            |            |            |            |            |  |           |           |           |           |           |  |        |        |        |        |        |
| Vlag van Nederland | Jens Craenmehr          | 0              | 0              | 0              | 0              | 0              |  | 0          | 0          | 0          | 0          | 0          |  | 0         | 0         | 0         | 0         | 0         |  | 0      | 0      | 0      | 0      | 0      |
| Vlag van Nederland | Ennio van der Gouw      | 32             | 0              | 2              | 0              | 0              |  | 1          | 0          | 0          | 0          | 0          |  | 4         | 0         | 0         | 0         | 0         |  | 37     | 0      | 2      | 0      | 0      |
| Vlag van Duitsland | Tim Schrick             | 0              | 0              | 0              | 0              | 0              |  | 0          | 0          | 0          | 0          | 0          |  | 0         | 0         | 0         | 0         | 0         |  | 0      | 0      | 0      | 0      | 0      |
| Vlag van Tsjechië  | Lukáš Zima              | 7              | 0              | 0              | 0              | 0              |  | 1          | 0          | 0          | 0          | 0          |  | 0         | 0         | 0         | 0         | 0         |  | 8      | 0      | 0      | 0      | 0      |
| Verdediging        |                         |                |                |                |                |                |  |            |            |            |            |            |  |           |           |           |           |           |  |        |        |        |        |        |
| Vlag van Nederland | Tristan Dekker          | 23             | 2              | 4              | 0              | 0              |  | 2          | 0          | 0          | 0          | 0          |  | 3         | 0         | 1         | 0         | 0         |  | 28     | 2      | 5      | 0      | 0      |
| Vlag van Nederland | Sem Dirks               | 14             | 0              | 1              | 0              | 0              |  | 1          | 0          | 0          | 0          | 0          |  | 3         | 0         | 0         | 0         | 0         |  | 18     | 0      | 1      | 0      | 0      |
| Vlag van Nederland | Stan Henderikx          | 1              | 0              | 0              | 0              | 0              |  | 0          | 0          | 0          | 0          | 0          |  | 0         | 0         | 0         | 0         | 0         |  | 1      | 0      | 0      | 0      | 0      |
| Vlag van Nederland | Jens Jacobs             | 2              | 0              | 2              | 0              | 1              |  | 0          | 0          | 0          | 0          | 0          |  | 0         | 0         | 0         | 0         | 0         |  | 2      | 0      | 2      | 0      | 1      |
| Vlag van Nederland | Simon Janssen           | 36             | 1              | 7              | 0              | 0              |  | 2          | 0          | 1          | 0          | 0          |  | 4         | 0         | 0         | 0         | 0         |  | 42     | 1      | 8      | 0      | 0      |
| Vlag van Nederland | Rick Ketting            | 38             | 3              | 3              | 0              | 0              |  | 2          | 0          | 0          | 0          | 0          |  | 4         | 0         | 1         | 0         | 0         |  | 44     | 3      | 4      | 0      | 0      |
| Vlag van Duitsland | Brian Koglin            | 34             | 1              | 1              | 0              | 0              |  | 2          | 0          | 0          | 0          | 0          |  | 4         | 0         | 0         | 0         | 0         |  | 40     | 1      | 1      | 0      | 0      |
| Vlag van Nederland | Robin Lathouwers        | 17             | 2              | 1              | 0              | 0              |  | 1          | 0          | 0          | 0          | 0          |  | 3         | 0         | 0         | 0         | 0         |  | 21     | 2      | 1      | 0      | 0      |
| Vlag van Duitsland | Ruben Martens-Fleurkens | 0              | 0              | 0              | 0              | 0              |  | 0          | 0          | 0          | 0          | 0          |  | 0         | 0         | 0         | 0         | 0         |  | 0      | 0      | 0      | 0      | 0      |
| Vlag van Nederland | Ian Hussein Ngobi       | 0              | 0              | 0              | 0              | 0              |  | 0          | 0          | 0          | 0          | 0          |  | 0         | 0         | 0         | 0         | 0         |  | 0      | 0      | 0      | 0      | 0      |
| Vlag van Nederland | Jur Theunissen          | 0              | 0              | 0              | 0              | 0              |  | 0          | 0          | 0          | 0          | 0          |  | 0         | 0         | 0         | 0         | 0         |  | 0      | 0      | 0      | 0      | 0      |
| Vlag van Nederland | Diego van Zutphen       | 0              | 0              | 0              | 0              | 0              |  | 0          | 0          | 0          | 0          | 0          |  | 0         | 0         | 0         | 0         | 0         |  | 0      | 0      | 0      | 0      | 0      |
| Middenveld         |                         |                |                |                |                |                |  |            |            |            |            |            |  |           |           |           |           |           |  |        |        |        |        |        |
| Vlag van Turkije   | Berkan Bartu            | 0              | 0              | 0              | 0              | 0              |  | 0          | 0          | 0          | 0          | 0          |  | 0         | 0         | 0         | 0         | 0         |  | 0      | 0      | 0      | 0      | 0      |
| Vlag van Nederland | Kees de Boer            | 35             | 6              | 6              | 0              | 0              |  | 1          | 0          | 1          | 0          | 0          |  | 4         | 0         | 2         | 0         | 0         |  | 40     | 6      | 9      | 0      | 0      |
| Vlag van Nederland | Daan Huisman            | 32             | 4              | 0              | 0              | 0              |  | 1          | 1          | 0          | 0          | 0          |  | 4         | 0         | 0         | 0         | 0         |  | 37     | 5      | 0      | 0      | 0      |
| Vlag van Zweden    | Carl Johansson          | 27             | 1              | 1              | 0              | 0              |  | 2          | 0          | 1          | 0          | 0          |  | 4         | 0         | 1         | 0         | 0         |  | 33     | 1      | 3      | 0      | 0      |
| Vlag van Nederland | Robert Klaasen          | 33             | 2              | 3              | 0              | 0              |  | 1          | 0          | 1          | 0          | 0          |  | 4         | 0         | 1         | 0         | 0         |  | 38     | 2      | 5      | 0      | 0      |
| Vlag van Nederland | Joep Kluskens           | 16             | 0              | 2              | 0              | 0              |  | 2          | 0          | 0          | 0          | 0          |  | 1         | 0         | 0         | 0         | 0         |  | 19     | 0      | 2      | 0      | 0      |
| Vlag van Nederland | Mitchell van Rooijen    | 31             | 2              | 4              | 0              | 0              |  | 2          | 0          | 0          | 0          | 0          |  | 4         | 1         | 1         | 0         | 0         |  | 37     | 3      | 5      | 0      | 0      |
| Vlag van Tsjechië  | Richard Sedláček        | 33             | 0              | 4              | 0              | 0              |  | 2          | 0          | 0          | 0          | 0          |  | 0         | 0         | 0         | 0         | 0         |  | 35     | 0      | 4      | 0      | 0      |
| Vlag van Nederland | Levi Smans              | 13             | 0              | 1              | 0              | 0              |  | 1          | 0          | 0          | 0          | 0          |  | 2         | 0         | 0         | 0         | 0         |  | 16     | 0      | 1      | 0      | 0      |
| Vlag van Nederland | Luuk Vosselman          | 0              | 0              | 0              | 0              | 0              |  | 0          | 0          | 0          | 0          | 0          |  | 0         | 0         | 0         | 0         | 0         |  | 0      | 0      | 0      | 0      | 0      |
| Aanval             |                         |                |                |                |                |                |  |            |            |            |            |            |  |           |           |           |           |           |  |        |        |        |        |        |
| Vlag van Marokko   | Soulyman Allouch        | 16             | 0              | 2              | 0              | 0              |  | 0          | 0          | 0          | 0          | 0          |  | 4         | 1         | 1         | 0         | 0         |  | 20     | 1      | 3      | 0      | 0      |
| Vlag van Nederland | Aaron Bastiaans         | 0              | 0              | 0              | 0              | 0              |  | 0          | 0          | 0          | 0          | 0          |  | 0         | 0         | 0         | 0         | 0         |  | 0      | 0      | 0      | 0      | 0      |
| Vlag van Nederland | Martijn Berden          | 12             | 2              | 2              | 0              | 0              |  | 0          | 0          | 0          | 0          | 0          |  | 0         | 0         | 0         | 0         | 0         |  | 12     | 2      | 2      | 0      | 0      |
| Vlag van Nederland | Sven Braken             | 32             | 13             | 1              | 0              | 0              |  | 1          | 1          | 0          | 0          | 0          |  | 4         | 2         | 1         | 0         | 0         |  | 37     | 16     | 2      | 0      | 0      |
| Vlag van IJsland   | Kristófer Kristinsson   | 14             | 0              | 0              | 0              | 0              |  | 2          | 0          | 0          | 0          | 0          |  | 2         | 0         | 0         | 0         | 0         |  | 18     | 0      | 0      | 0      | 0      |
| Vlag van Nederland | Yahcuroo Roemer         | 12             | 0              | 3              | 0              | 0              |  | 2          | 0          | 0          | 0          | 0          |  | 0         | 0         | 0         | 0         | 0         |  | 14     | 0      | 3      | 0      | 0      |
| Vlag van Suriname  | Melano Thier            | 0              | 0              | 0              | 0              | 0              |  | 0          | 0          | 0          | 0          | 0          |  | 0         | 0         | 0         | 0         | 0         |  | 0      | 0      | 0      | 0      | 0      |
| Vlag van Nederland | Levi Titulaer           | 0              | 0              | 0              | 0              | 0              |  | 0          | 0          | 0          | 0          | 0          |  | 0         | 0         | 0         | 0         | 0         |  | 0      | 0      | 0      | 0      | 0      |
| Vlag van Nederland | Nick Venema             | 36             | 12             | 3              | 0              | 0              |  | 2          | 1          | 0          | 0          | 0          |  | 4         | 2         | 0         | 0         | 0         |  | 42     | 15     | 3      | 0      | 0      |
| Vlag van Nederland | Thijme Verheijen        | 17             | 2              | 1              | 0              | 0              |  | 1          | 1          | 0          | 0          | 0          |  | 0         | 0         | 0         | 0         | 0         |  | 18     | 3      | 1      | 0      | 0      |
| Vlag van Turkije   | Özcan Yaşar             | 26             | 0              | 1              | 0              | 0              |  | 0          | 0          | 0          | 0          | 0          |  | 2         | 1         | 0         | 0         | 0         |  | 28     | 1      | 1      | 0      | 0      |
| Nat.               | Spelersnaam             | W              |                |                |                |                |  | W          |            |            |            |            |  | W         |           |           |           |           |  | W      |        |        |        |        |
| Nat.               | Spelersnaam             | Eerste divisie | Eerste divisie | Eerste divisie | Eerste divisie | Eerste divisie |  | KNVB Beker | KNVB Beker | KNVB Beker | KNVB Beker | KNVB Beker |  | Play-offs | Play-offs | Play-offs | Play-offs | Play-offs |  | Totaal | Totaal | Totaal | Totaal | Totaal |

### Topscorers 2022/2023
| Nr.    | Naam                                   | Goal |
| ------ | -------------------------------------- | ---- |
| 1.     | Sven Braken                            | 13   |
| 2.     | Nick Venema                            | 12   |
| 3.     | Kees de Boer                           | 6    |
| 4.     | Daan Huisman                           | 4    |
| 5.     | Rick Ketting                           | 3    |
| 6.     | Thijme Verheijen                       | 2    |
|        | Mitchell van Rooijen                   | 2    |
|        | Tristan Dekker                         | 2    |
|        | Robert Klaasen                         | 2    |
|        | Martijn Berden                         | 2    |
|        | Robin Lathouwers                       | 2    |
| 12.    | Brian Koglin                           | 1    |
|        | Carl Johansson                         | 1    |
|        | Simon Janssen                          | 1    |
| 15.    | Damian van Bruggen (Almere City, e.d.) | 1    |
|        | Jasper Dahlhaus (FC Eindhoven, e.d.)   | 1    |
|        | Mawouna Amevor (FC Eindhoven, e.d.)    | 1    |
| Totaal | Totaal                                 | 56   |

| Nr.    | Naam                 | Goal |
| ------ | -------------------- | ---- |
| 1.     | Sven Braken          | 2    |
|        | Nick Venema          | 2    |
| 3.     | Özcan Yaşar          | 1    |
|        | Mitchell van Rooijen | 1    |
| 5.     | Soulyman Allouch     | 1    |
| Totaal | Totaal               | 7    |

| Nr.    | Naam             | Goal |
| ------ | ---------------- | ---- |
| 1.     | Thijme Verheijen | 1    |
|        | Sven Braken      | 1    |
|        | Daan Huisman     | 1    |
| 4.     | Nick Venema      | 1    |
| Totaal | Totaal           | 4    |

| Nr.    | Naam                                     | Goal |
| ------ | ---------------------------------------- | ---- |
| 1.     | Yahcuroo Roemer                          | 6    |
| 2.     | Nick Venema                              | 5    |
|        | Özcan Yaşar                              | 5    |
| 4.     | Kees de Boer                             | 4    |
| 5.     | Sven Braken                              | 3    |
| 6.     | Mitchell van Rooijen                     | 2    |
| 7.     | Simon Janssen                            | 1    |
|        | Carl Johansson                           | 1    |
| 9.     | Charlison Benschop (De Graafschap, e.d.) | 1    |
| Totaal | Totaal                                   | 28   |

## VVV-Venlo O21
Vanaf het seizoen 2020/21 komen de belofteteams van alle betaaldvoetbalclubs uit in de nieuw opgerichte O21-competitie. Vorig seizoen promoveerde VVV O21 onder leiding van trainer Roger Reijners van Divisie 3 naar Divisie 2. De nieuwe hoofdtrainer is Joeri Janssen.

### Wedstrijden

#### Oefenwedstrijden
| Datum             | Wedstrijd                               | Uitslag |
| ----------------- | --------------------------------------- | ------- |
| 25-06-2022, 14:30 | FC Den Bosch O21 – VVV-Venlo O21        | 5 – 2   |
| 02-07-2022, 15:00 | VVV-Venlo O21 – FC Eindhoven O21        | 2 – 3   |
| 13-08-2022, 13:15 | Almere City O21 – VVV-Venlo O21         | 1 – 2   |
| 16-08-2022, 17:00 | VVV-Venlo O21 – MVV Maastricht O21      | 2 – 1   |
| 20-08-2022, 17:00 | VVV-Venlo O21 – SHH                     | 4 – 0   |
| 06-12-2022, 14:30 | MVV Maastricht reserves – VVV-Venlo O21 | 2 – 1   |

#### Divisie 2-A Najaarscompetitie
| №  | Datum             | Wedstrijd                                            | Uitslag |
| -- | ----------------- | ---------------------------------------------------- | ------- |
| 1  | 03-09-2022, 15:00 | VVV-Venlo O21 – FC Den Bosch O21                     | 0 – 3   |
| 2  | 10-09-2022, 14:30 | Vitesse Voetbal Academie O21 – VVV-Venlo O21         | 0 – 0   |
| 3  | 17-09-2022, 15:00 | VVV-Venlo O21 – Roda JC Kerkrade O21                 | 2 – 2   |
| 4  | 01-10-2022, 13:30 | Go Ahead Eagles Voetbalopleiding O21 – VVV-Venlo O21 | 1 – 4   |
| 5  | 08-10-2022, 15:00 | VVV-Venlo O21 – Voetbal Academie N.E.C. O21          | 0 – 3   |
| 6  | 15-10-2022, 15:00 | VVV-Venlo O21 – NAC Breda O21                        | 1 – 6   |
| 7  | 22-10-2022, 15:15 | FC Twente / Heracles Academie O21 – VVV-Venlo O21    | 2 – 1   |
| 8  | 29-10-2022, 15:00 | FC Den Bosch O21 – VVV-Venlo O21                     | 0 – 5   |
| 9  | 05-11-2022, 14:30 | VVV-Venlo O21 – Vitesse Voetbal Academie O21         | 1 – 1   |
| 10 | 12-11-2022, 15:00 | Roda JC Kerkrade O21 – VVV-Venlo O21                 | 4 – 1   |
| 11 | 19-11-2022, 15:00 | VVV-Venlo O21 – Go Ahead Eagles Voetbalopleiding O21 | 1 – 2   |
| 12 | 26-11-2022, 14:30 | Voetbal Academie N.E.C. O21 – VVV-Venlo O21          | 5 – 0   |
| 13 | 03-12-2022, 14:45 | NAC Breda O21 – VVV-Venlo O21                        | 1 – 2   |
| 14 | 17-12-2022, 15:00 | VVV-Venlo O21 – FC Twente / Heracles Academie O21    | 1 – 1*  |

- VVV-Venlo O21 eindigt als 7e (voorlaatste) en degradeert naar Divisie 3.

#### Divisie 3-A Voorjaarscompetitie
| №  | Datum             | Wedstrijd                               | Uitslag  |
| -- | ----------------- | --------------------------------------- | -------- |
| 1  | 14-01-2023, 15:00 | VVV-Venlo O21 – Telstar O21             | 3 – 3    |
| 2  | 21-01-2023, 15:00 | Fortuna Sittard O21 – VVV-Venlo O21     | afgelast |
| 3  | 28-01-2023, 15:00 | VVV-Venlo O21 – FC Den Bosch O21        | 4 – 2    |
| 4  | 04-02-2023, 15:15 | Alphense Boys O21 – VVV-Venlo O21       | 0 – 9    |
| 5  | 11-02-2023, 15:00 | VVV-Venlo O21 – FC Dordrecht O21        | 2 – 2    |
| 6  | 18-02-2023, 12:00 | Excelsior Maassluis O21 – VVV-Venlo O21 | 2 – 2    |
| 2  | 04-03-2023, 13:00 | Fortuna Sittard O21 – VVV-Venlo O21     | 1 – 3    |
| 7  | 11-03-2023, 15:00 | Excelsior Rotterdam O21 – VVV-Venlo O21 | 1 – 2    |
| 8  | 18-03-2023, 15:00 | VVV-Venlo O21 – Alphense Boys O21       | 0 – 1    |
| 9  | 01-04-2023, 15:30 | FC Den Bosch O21 – VVV-Venlo O21        | 3 – 4    |
| 10 | 15-04-2023, 15:00 | VVV-Venlo O21 – Excelsior Maassluis O21 | 5 – 3    |
| 11 | 22-04-2023, 12:30 | FC Dordrecht O21 – VVV-Venlo O21        | 1 – 2    |
| 12 | 06-05-2023, 15:00 | VVV-Venlo O21 – Excelsior Rotterdam O21 | 4 – 2    |
| 13 | 13-05-2023, 14:30 | Telstar O21 – VVV-Venlo O21             | 1 – 2*   |
| 14 | 20-05-2023, 15:00 | VVV-Venlo O21 – Fortuna Sittard O21     | 4 – 1    |

- VVV-Venlo O21 eindigt als kampioen en promoveert naar Divisie 2.

#### KNVB Beker
| №  | Datum             | Wedstrijd                         | Uitslag |
| -- | ----------------- | --------------------------------- | ------- |
| 1  | 27-08-2022, 15:00 | VVV-Venlo O21 – Spartaan '20 O21  | 8 – 0   |
| AF | 25-02-2023, 15:00 | VVV-Venlo O21 – sc Heerenveen O21 | 3 – 2   |
| KF | 08-04-2023, 15:00 | VVV-Venlo O21 – ADO Den Haag O21  | 0 – 1   |

### Selectie 2022-2023
| Keepers                    |                               |            |                       |    |
| Bernardo Antunes           | Portugal                      | 25-05-2006 | FC Os Marialvas       |    |
| Jens Craenmehr *1          | Nederland                     | 30-04-2002 | O21                   |    |
| Stijn Huntjens             | Nederland                     | 23-03-2003 | O21                   |    |
| Quint Janssen              | Nederland                     | 07-05-2003 | O21                   |    |
| Tim Schrick *1             | Duitsland                     | 25-09-2003 | O21                   |    |
| Verdedigers                |                               |            |                       |    |
| Danny Heemskerk            | Nederland                     | 02-09-2003 | VR Sports Academy     |    |
| Stan Henderikx *1          | Nederland                     | 08-07-2003 | O21                   | 3  |
| Jens Jacobs *1             | Nederland                     | 19-11-2003 | O21                   |    |
| Darrel Lemmert             | Nederland                     | 08-07-2002 | Roda JC Kerkrade      |    |
| Milan Lippinkhof           | Nederland                     | 04-01-2003 | O21                   |    |
| Ruben Martens-Fleurkens *1 | Duitsland                     | 11-12-2003 | O21                   |    |
| Slone Matondo              | Duitsland / Congo-Brazzaville | 26-03-2003 | 1. FC Mönchengladbach | 1  |
| Ian Hussein Ngobi *1       | Nederland                     | 11-04-2002 | O21                   |    |
| Fin Pleunis                | Nederland                     | 07-05-2002 | O21                   |    |
| Denzel Tawiah              | Duitsland / Ghana             | 15-03-2002 | clubloos              |    |
| Jur Theunissen *1          | Nederland                     | 27-03-2001 | O21                   |    |
| Jelle Zupancic             | Nederland                     | 26-02-2004 | Alemannia Aachen      |    |
| Middenvelders              |                               |            |                       |    |
| Ayoub Ahamad               | Nederland                     | 24-02-2003 | Fortuna Sittard       | 1  |
| Berkan Bartu *1            | Duitsland / Turkije           | 08-07-2003 | Rot-Weiß Oberhausen   | 4  |
| Philipp Horster            | Duitsland                     | 18-02-2004 | JSG St. Tönis         |    |
| Jens Jenniskens            | Nederland                     | 31-03-2004 | VVV-Venlo O18         |    |
| Joep Kluskens *1           | Nederland                     | 09-11-2002 | O21                   | 5  |
| Nadir Marguaa              | Nederland                     | 02-01-2003 | Roda JC Kerkrade      | 2  |
| Mees Meeuwissen            | Nederland                     | 20-01-2003 | O21                   |    |
| Lennart Mehler             | Duitsland                     | 27-11-2001 | O21                   | 2  |
| Mohammed Odriss            | Nederland                     | 19-09-2004 | VVV-Venlo O18         | 2  |
| Levi Smans *1              | Nederland                     | 25-03-2003 | O21                   | 3  |
| Jonas Theuerzeit           | Duitsland                     | 07-08-2002 | O21                   |    |
| Luuk Vosselman *1          | Nederland                     | 20-05-2004 | VVV-Venlo O18         |    |
| Aanvallers                 |                               |            |                       |    |
| Jur Clabbers               | Nederland                     | 25-01-2002 | O21                   |    |
| Tyrese Duijker             | Nederland / Suriname          | 19-03-2002 | Pandurii Târgu Jiu    |    |
| Ertan Hajdaraj             | Albanië / Duitsland           | 06-01-2003 | O21                   | 5  |
| Mohamed Hegi               | Syrië                         | 26-01-2004 | VVV-Venlo O18         |    |
| Ruben Laugs                | Nederland                     | 17-09-2004 | VVV-Venlo O18         |    |
| Maxim van Peer             | Nederland                     | 02-05-2003 | O21                   |    |
| Milan van de Riet          | Nederland                     | 19-02-2003 | O21                   | 2  |
| Jamie Roeffen              | Nederland                     | 23-04-2003 | VVV-Venlo O18         |    |
| Yahcuroo Roemer *1         | Nederland                     | 22-07-2001 | O21                   | 3  |
| Melano Thier *1            | Nederland / Suriname          | 07-06-2002 | O21                   | 16 |
| Levi Titulaer *1           | Nederland                     | 21-08-2003 | O21                   | 1  |
| Javier Valerio             | Nederland / Aruba             | 18-01-2003 | O21                   | 3  |
| Thijme Verheijen *1        | Nederland                     | 13-04-2003 | O21                   |    |
| Guus Willemssen            | Nederland                     | 21-03-2004 | VVV-Venlo O18         |    |
| Özcan Yaşar *1             | Turkije / Nederland           | 13-01-2002 | NAC Breda             | 12 |

*1 Betreft een speler die ook tot de selectie van het eerste elftal behoort.

### Vertrokken spelers
| Nat.   | Naam              | Naar                 | Bijzonderheden |
| Zomer  | Zomer             | Zomer                | Zomer          |
| ------ | ----------------- | -------------------- | -------------- |
| NL     | Aaron Bastiaans   | VV UNA               | Transfervrij   |
| NL     | Wassim Essanoussi | Helmond Sport        | Transfervrij   |
| NL     | Joep Munsters     | SV Straelen          | Transfervrij   |
| NL     | Niek Munsters     | SV Straelen          | Transfervrij   |
| NL     | Lars Nabbe        | Geen                 | Gestopt        |
| NL     | Joël Roeffen      | Achilles '29         | Transfervrij   |
| NL     | Bram Verbong      | Geen                 | Gestopt        |
| Najaar |                   |                      |                |
| NL     | Ian Hussein Ngobi | Achilles '29         | Transfervrij   |
| NL     | Jamie Roeffen     | Achilles '29         | Transfervrij   |
| Winter |                   |                      |                |
| AL     | Ertan Hajdaraj    | TSV Steinbach        | Amateur        |
| DE     | Philipp Horster   | SC St. Tönis 11/20   | Amateur        |
| NL     | Maxim van Peer    | N.E.C. O21           | Amateur        |
| NL     | Levi Titulaer     | Onbekend             | Amateur        |
| NL     | Jelle Zupancic    | Roda JC Kerkrade O21 | Amateur        |

ADO Den Haag ·
Almere City FC ·
FC Den Bosch ·
FC Dordrecht ·
FC Eindhoven ·
De Graafschap ·
Helmond Sport ·
Heracles Almelo ·
Jong Ajax ·
Jong AZ ·
Jong PSV ·
Jong FC Utrecht ·
MVV Maastricht ·
NAC Breda ·
PEC Zwolle ·
Roda JC Kerkrade ·
Telstar ·
TOP Oss ·
VVV-Venlo ·
Willem II